# Belfort
Vous lisez un « article de qualité » labellisé en 2012.
Pour l’article homonyme, voir Belfort (homonymie).
Belfort (/bɛl.fɔʁ/ ) est une commune française située dans le département du Territoire de Belfort, en Franche-Comté, dans la région administrative Bourgogne-Franche-Comté.
Chef-lieu du Territoire de Belfort, la commune comptait 45 646 habitants en 2022. Elle est la principale commune et le cœur urbain d'une agglomération de 77 432 habitants.
Établie dans la trouée de Belfort, la cité est implantée sur une importante voie de communication où les premières activités humaines se manifestent dès la Préhistoire. Cet emplacement particulier joue un rôle important tout au long de son histoire, notamment au XIVe siècle. Cette situation stratégique a fait d'elle une place forte militaire et une cité de garnison aux frontières des mondes rhénan et rhodanien. Sa résistance lors de trois sièges (1814, 1815 et 1870-1871) d'envahisseurs lui acquiert une réputation de citadelle imprenable, immortalisée plus tard par le Lion de Bartholdi.
Historiquement, Belfort fait partie de la Haute-Alsace, subdivision de la province historique d'Alsace qui correspond aux actuels départements du Haut-Rhin, du Bas-Rhin et du Territoire de Belfort ainsi que le territoire de Landau en Allemagne. Mais après le rattachement de l'Alsace-Lorraine à l'Empire allemand en 1871, l'actuel Territoire de Belfort, alors dénommé « arrondissement subsistant du Haut-Rhin », seule partie d'Alsace à n'avoir pas été rattachée, demeure détaché puis accède au statut de département en 1922. Le décret du 2 juin 1960 portant harmonisation des circonscriptions administratives le rattache à la région Franche-Comté plutôt qu'à la région Alsace, décision confirmée par les lois de décentralisation en 1982.
L’économie belfortaine, dynamisée à partir de la fin du XIXe siècle par l’industrie d’origine alsacienne (SACM puis Alsthom puis Alstom, DMC), s’oriente aujourd’hui davantage vers le secteur tertiaire incarné par le parc d’activités du Techn'hom, lui-même issu de la zone industrielle réhabilitée. Les manifestations culturelles comme les Eurockéennes et le FIMU participent également à son rayonnement.

## Géographie

### Localisation
La ville se situe dans la trouée de Belfort, voie de passage entre les Vosges au nord et le Jura au sud. Belfort est ainsi aux portes tant du monde rhénan que du monde rhodanien et est desservie par l'autoroute A36, la route nationale N 19, les voies ferrées Belfort-Delle, Paris-Mulhouse, Strasbourg-Lyon, Dole-Ville-Belfort et la LGV Rhin-Rhône, ainsi que par le canal de la Haute-Saône reliant la ville au canal du Rhône au Rhin.
La ville de Belfort se situe dans l'extrême nord-est de la Franche-Comté, dans le département du Territoire de Belfort. L'agglomération belfortaine se situe ainsi, par la route, à moins de 25 km de la frontière suisse et à environ 60 km de la frontière allemande. La ville est proche de Bâle et Fribourg-en-Brisgau.
À vol d'oiseau, Belfort est distante de 360 km de Paris, 260 km de Lyon et 120 km de Strasbourg.
À l'échelle régionale et par les voies de communication, Belfort est à 20 km de Montbéliard, 44 km de Mulhouse, 68 km de Bâle, 72 km de Colmar, 90 km de Besançon, 95 km de Fribourg-en-Brisgau, 146 km de Strasbourg, 170 km de Dijon et 178 km de Nancy, aux portes de l'Alsace, de la Lorraine, de l'Allemagne et de la Suisse. Sa distance avec la capitale est de 500 km par l'autoroute.
La ville se situe sur un axe structurant européen dit « Rhin-Rhône », voie de communication entre Mer du Nord et Méditerranée, Europe du Nord et Europe du Sud.

### Communes limitrophes
Les communes limitrophes sont Bavilliers, Cravanche, Danjoutin, Denney, Essert, Évette-Salbert, Offemont, Pérouse et Valdoie.
| Évette-Salbert    | Valdoie   | Offemont, Denney |
| Essert, Cravanche | Belfort   | Pérouse          |
| Bavilliers        | Danjoutin | Vézelois         |

### Géologie et relief
La superficie de la commune est de 17,10 km2 ; son altitude varie de 354  à   650 mètres. 
La trouée de Belfort est le passage le plus aisé entre la plaine d'Alsace et le bassin du Rhône. Le site de la ville est entouré de plusieurs collines (de l'est au nord dans le sens des aiguilles d'une montre) : le mont de la Miotte, le mont Justice, le mont des Basses Perches, le Haut du Mont et le mont Salbert. Le mont Rudolphe dans la commune d'Offemont est limitrophe de la ville. Les monts de la Miotte, du Salbert, des Hautes et Basses Perches et Rudolphe sont des sites fortifiés. Les terres sur lesquelles Belfort est bâti aujourd'hui sont relativement planes, d'une altitude variant entre 345 et 400 mètres.

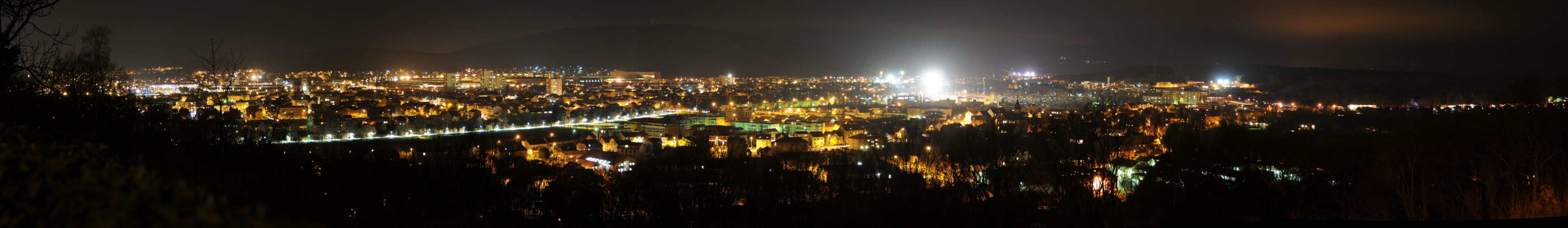
Belfort vue de la Miotte, de nuit.

Belfort vue de la Miotte, de jour.

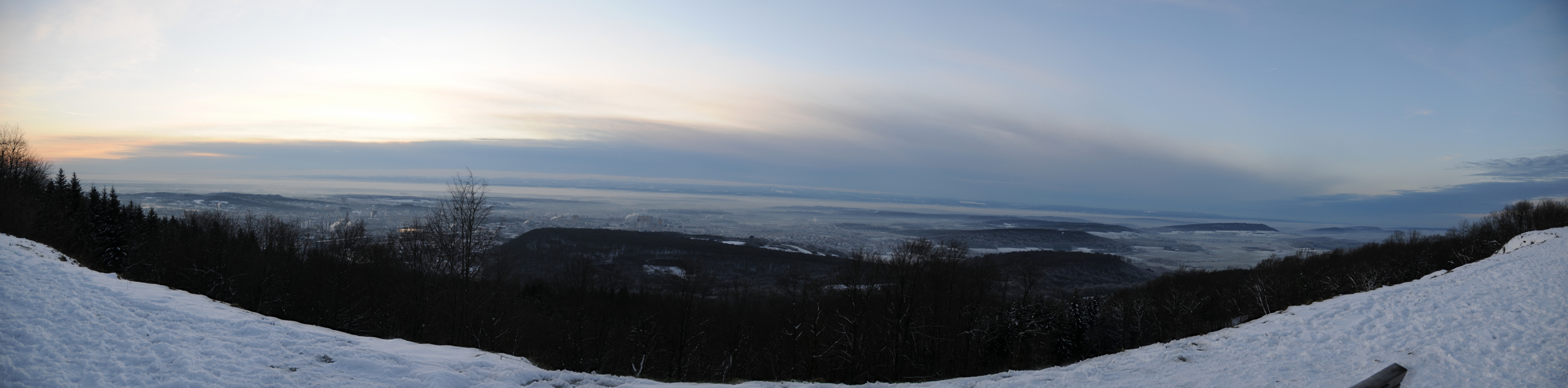
Panorama vu du sommet du Salbert.

La ville présente une situation notable d'un point de vue géologique, puisqu'elle est située à cheval sur le sud du massif des Vosges (mont du Salbert) et sur le nord du massif du Jura (monts de la Justice, de la Miotte, des hautes et basses Perches). Elle se situe à l'extrémité sud de la faille géologique du fossé rhénan. Les sols de la ville sont constitués de roches issues de ces massifs : le grès des Vosges, datant du Trias moyen et les calcaires jurassiens du Jurassique. Le bassin houiller stéphanien sous-vosgien s’étend au nord du territoire communal, où il est brièvement exploité de façon artisanale à Anjoutey et Roppe. Le gisement s'étend entre Bouhans-lès-Lure, Ronchamp, Lomont à l'ouest, Thann au nord et Mulhouse à l'est, il est recouvert d'un Permien épais. Des alluvions plus récentes ont été déposées par les cours d'eau dont la Savoureuse sur un axe nord-sud large de plus de 1 km entre Valdoie et Danjoutin. Au nord de la ville, on trouve des dépôts glaciaires du quaternaire et des strates issues du Viséen et Dévono-Dinatien,. Une des conséquences de cette situation particulière est la couleur de la roche et donc de la terre. Ainsi à l'ouest de l'étang des Forges, elle est rouge (grès des Vosges), alors qu'à l'est, elle est grise (calcaire du Jura).

### Hydrographie

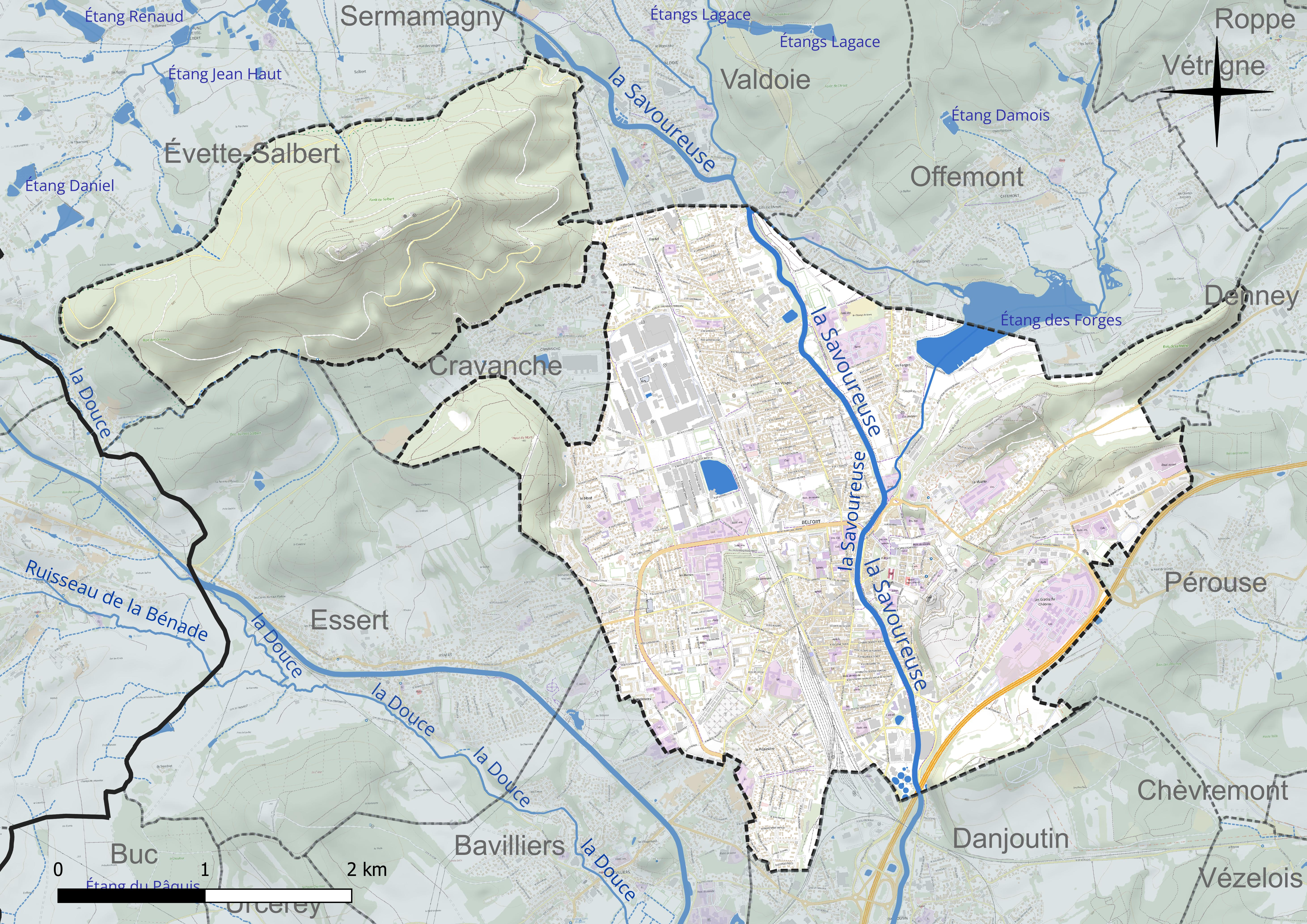
Carte hydrographique de la commune.

L'axe hydrologique principal de la ville est constitué par la Savoureuse. Cette rivière de 40 kilomètres prend sa source au sommet du ballon d'Alsace et traverse la ville du nord au sud ; elle se jette dans l'Allan à Sochaux dans le Doubs. 
Dans sa traversée du centre-ville, les quais ont été aménagés pour permettre aux cyclistes et piétons de s'y promener. 
La ville se situe à quelques kilomètres de la ligne de partage des eaux entre la mer Méditerranée et la mer du Nord.

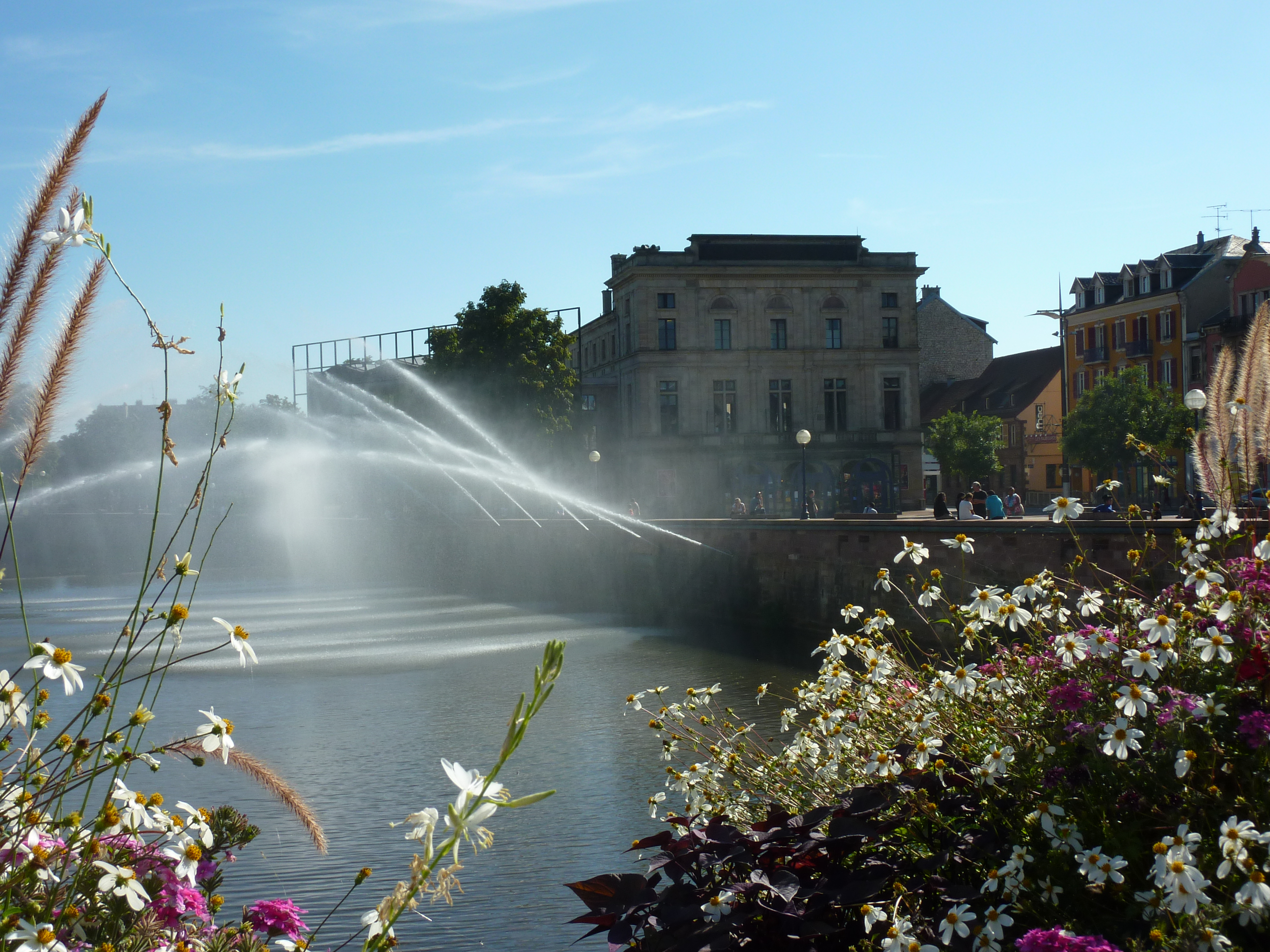
La Savoureuse vue depuis le pont Carnot, avec le théâtre du Granit en arrière-plan.
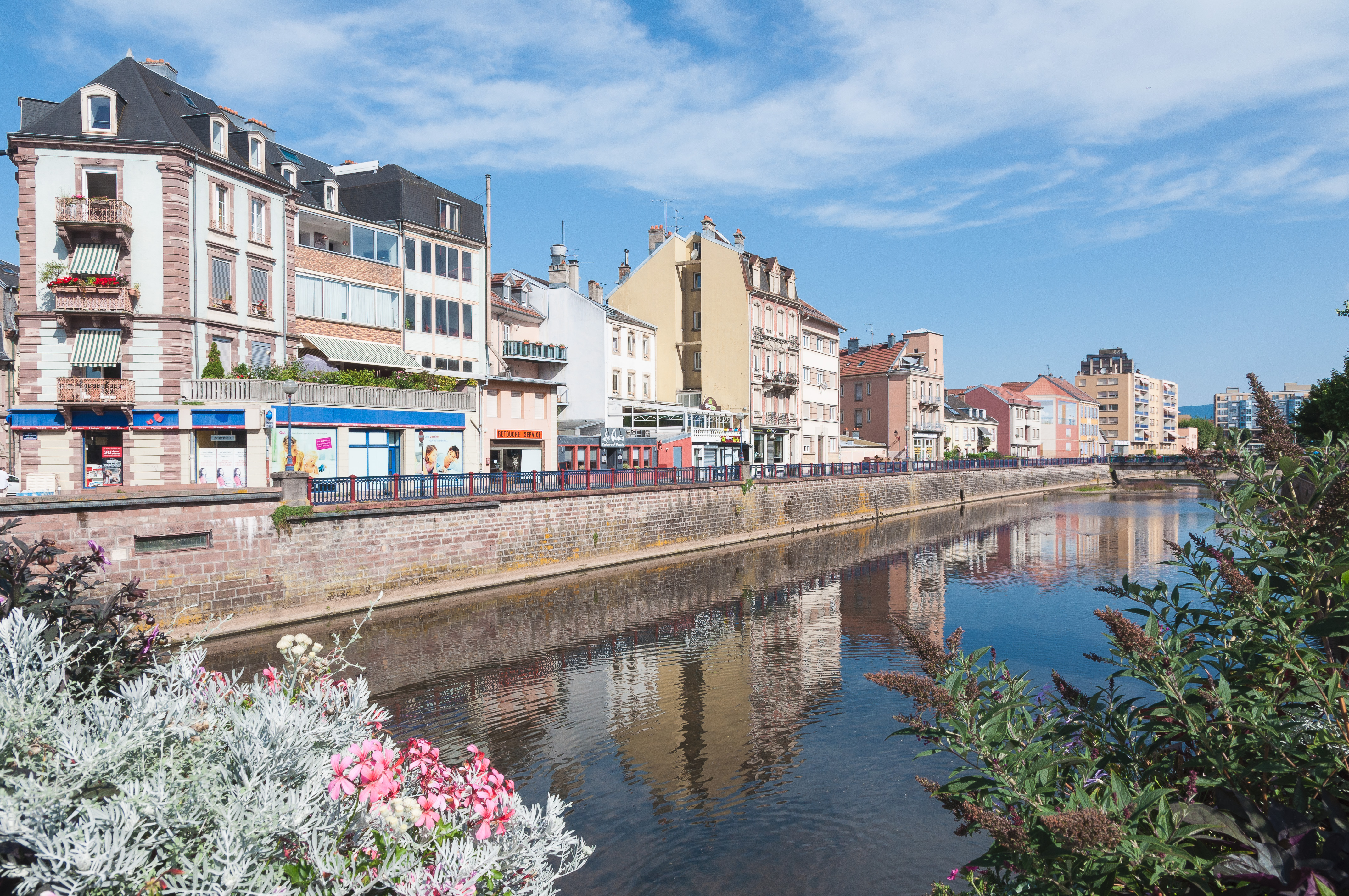
Quai Charles Vallet.

### Climat
Pour des articles plus généraux, voir Climat de la Bourgogne-Franche-Comté et Climat du Territoire de Belfort.
En 2010, le climat de la commune est de type climat des marges montargnardes, selon une étude du Centre national de la recherche scientifique s'appuyant sur une série de données couvrant la période 1971-2000. En 2020, Météo-France publie une typologie des climats de la France métropolitaine dans laquelle la commune est exposée à un climat semi-continental et est dans la région climatique  Vosges, caractérisée par une pluviométrie très élevée (1 500 à 2 000 mm/an) en toutes saisons et un hiver rude (moins de 1 °C).
Pour la période 1971-2000, la température annuelle moyenne est de 9,8 °C, avec une amplitude thermique annuelle de 17,3 °C. Le cumul annuel moyen de précipitations est de 1 202 mm, avec 12,1 jours de précipitations en janvier et 10,4 jours en juillet. Pour la période 1991-2020, la température moyenne annuelle observée sur la station météorologique de Météo-France la plus proche, « Dorans », dans la commune de Dorans à 6 km à vol d'oiseau, est de 10,9 °C et le cumul annuel moyen de précipitations est de 974,0 mm.
La température maximale relevée sur cette station est de 38,1 °C, atteinte le 24 juillet 2019 ; la température minimale est de −16 °C, atteinte le 20 décembre 2009,,.
| Mois                                  | jan.          | fév.           | mars          | avril         | mai           | juin         | jui.          | août          | sep.          | oct.          | nov.          | déc.          | année     |
| ------------------------------------- | ------------- | -------------- | ------------- | ------------- | ------------- | ------------ | ------------- | ------------- | ------------- | ------------- | ------------- | ------------- | --------- |
| Température minimale moyenne (°C)     | −0,2          | −0,3           | 2,3           | 5,5           | 8,7           | 12,6         | 14,4          | 14,1          | 10,7          | 7,1           | 3,6           | 0,6           | 6,6       |
| Température moyenne (°C)              | 2,2           | 2,9            | 6,8           | 10,8          | 13,8          | 18           | 20,1          | 19,7          | 15,9          | 11,1          | 6,6           | 3,3           | 10,9      |
| Température maximale moyenne (°C)     | 4,6           | 6,2            | 11,3          | 16,1          | 19            | 23,4         | 25,8          | 25,4          | 21,2          | 15,2          | 9,6           | 6,1           | 15,3      |
| Record de froid (°C) date du record   | −11 07.01.17  | −13,8 05.02.12 | −7,5 01.03.18 | −3,7 06.04.21 | −1,3 06.05.19 | 5,2 21.06.10 | 7,2 03.07.11  | 6,4 30.08.09  | 2,8 20.09.12  | −3,7 29.10.12 | −8,7 30.11.10 | −16 20.12.09  | −16 2009  |
| Record de chaleur (°C) date du record | 18,4 01.01.23 | 21,4 24.02.21  | 25,2 31.03.21 | 27,7 21.04.18 | 32 25.05.09   | 35 19.06.22  | 38,1 24.07.19 | 37,8 07.08.15 | 33,4 11.09.23 | 29,5 02.10.23 | 23,1 07.11.15 | 16,8 24.12.13 | 38,1 2019 |
| Précipitations (mm)                   | 94,5          | 71             | 66,1          | 66,3          | 97,8          | 82,5         | 70,3          | 87,1          | 60,1          | 79,4          | 84,1          | 114,8         | 974       |

| Diagramme climatique                                  |           |             |             |           |              |              |              |              |             |            |             |
| J                                                     | F         | M           | A           | M         | J            | J            | A            | S            | O           | N          | D           |
| 4,6−0,294,5                                           | 6,2−0,371 | 11,32,366,1 | 16,15,566,3 | 198,797,8 | 23,412,682,5 | 25,814,470,3 | 25,414,187,1 | 21,210,760,1 | 15,27,179,4 | 9,63,684,1 | 6,10,6114,8 |
| Moyennes : • Temp. maxi et mini °C • Précipitation mm |           |             |             |           |              |              |              |              |             |            |             |

Les paramètres climatiques de la commune ont été estimés pour le milieu du siècle (2041-2070) selon différents scénarios d'émission de gaz à effet de serre à partir des nouvelles projections climatiques de référence DRIAS-2020. Elles sont consultables sur un site dédié publié par Météo-France en novembre 2022.

### Milieux naturels et biodiversité
La ville de Belfort compte de nombreux espaces verts avec 450 ha de forêts, dont celles du Salbert, de la Miotte, de la Justice ou encore les abords de l'étang des Forges et 150 ha d'espaces verts dont le square de la Roseraie, le square Lechten, le square Géant, le square Merloz, le square de Leonberg, le parc du Souvenir, le parc du Fort Hatry réaménagé, le parc François Mitterrand et le nouveau parc urbain des Ballons. 

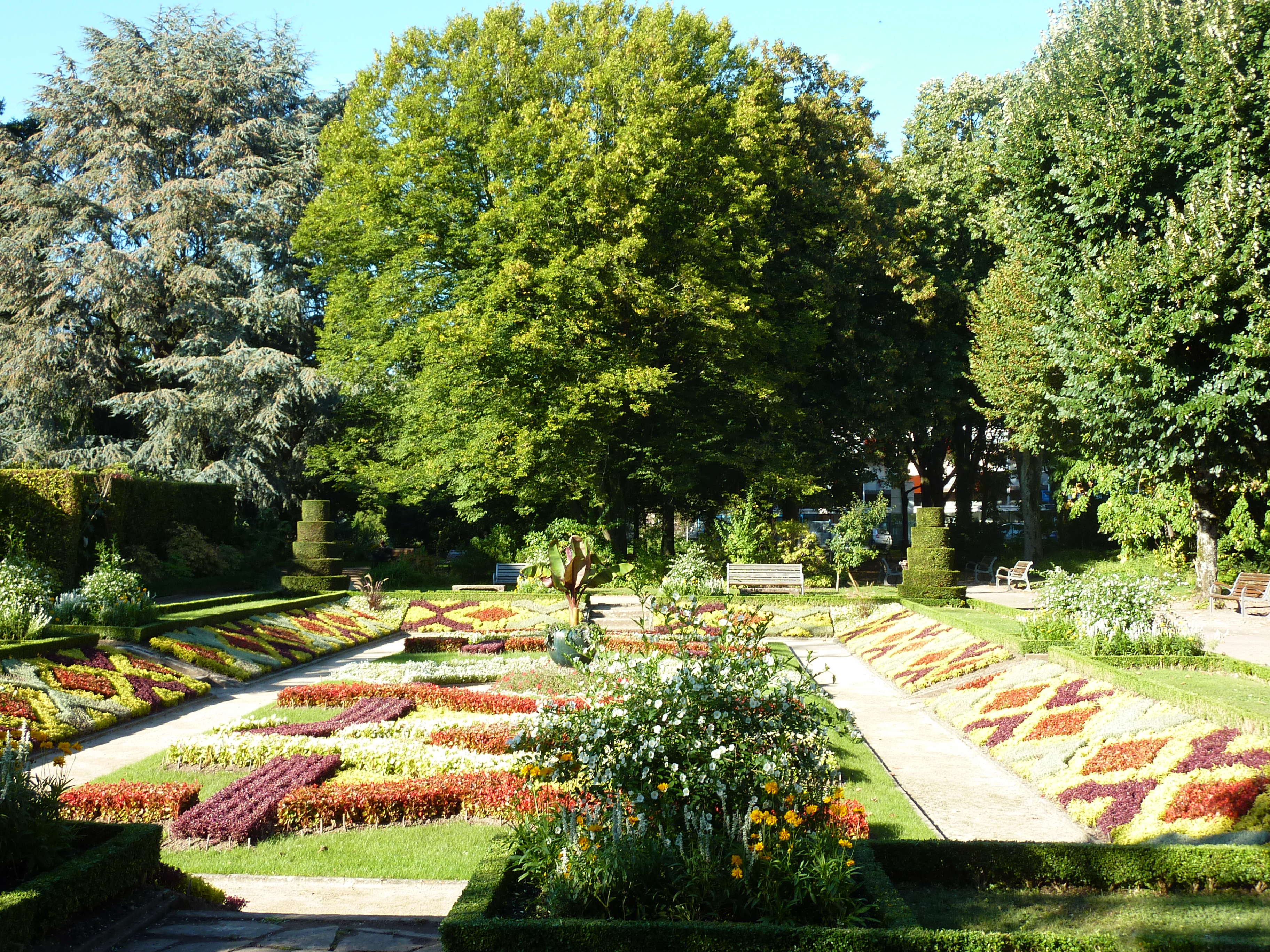
Vue du square Lechten.
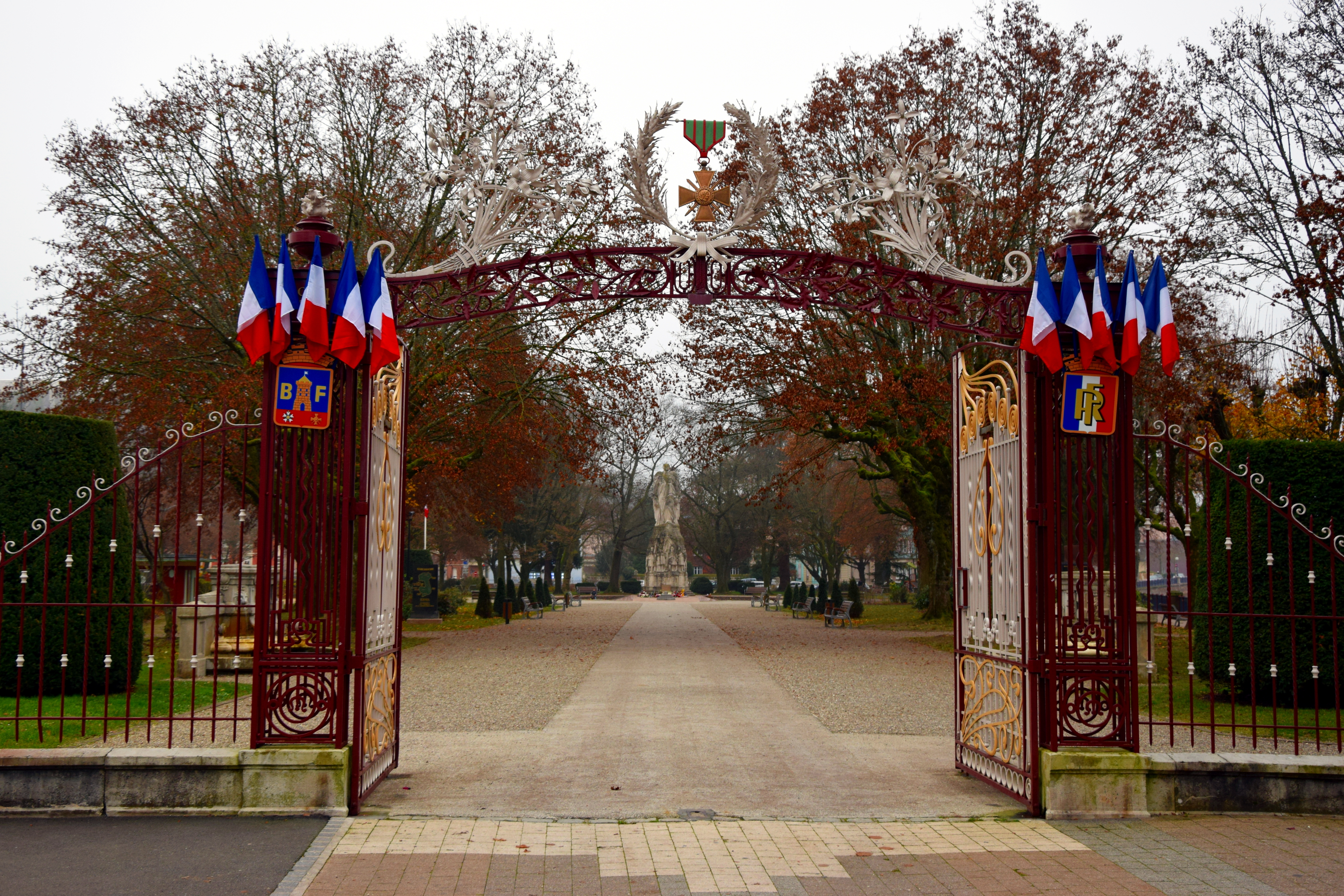
Portail du square du souvenir, réalisé par le ferronnier Charles Schick en 1927.
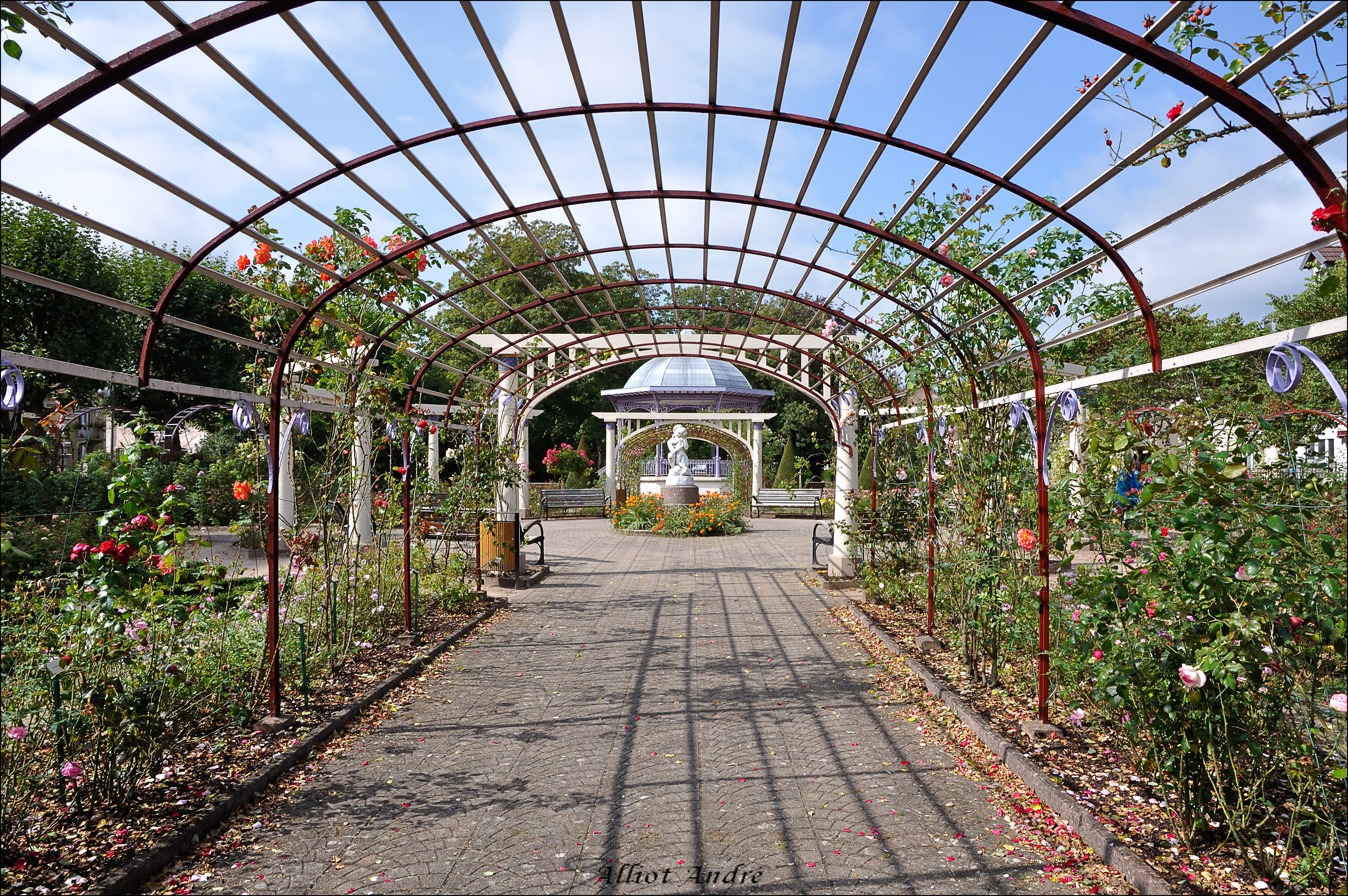
Square de la Roseraie.

## Urbanisme

### Typologie
Au 1er janvier 2024, Belfort est catégorisée grand centre urbain, selon la nouvelle grille communale de densité à sept niveaux définie par l'Insee en 2022.
Elle appartient à l'unité urbaine de Belfort, une agglomération inter-départementale regroupant 16 communes, dont elle est ville-centre,,. 
Par ailleurs la commune fait partie de l'aire d'attraction de Belfort, dont elle est la commune-centre,. Cette aire, qui regroupe 91 communes, est catégorisée dans les aires de 50 000 à moins de 200 000 habitants,.

### Occupation des sols

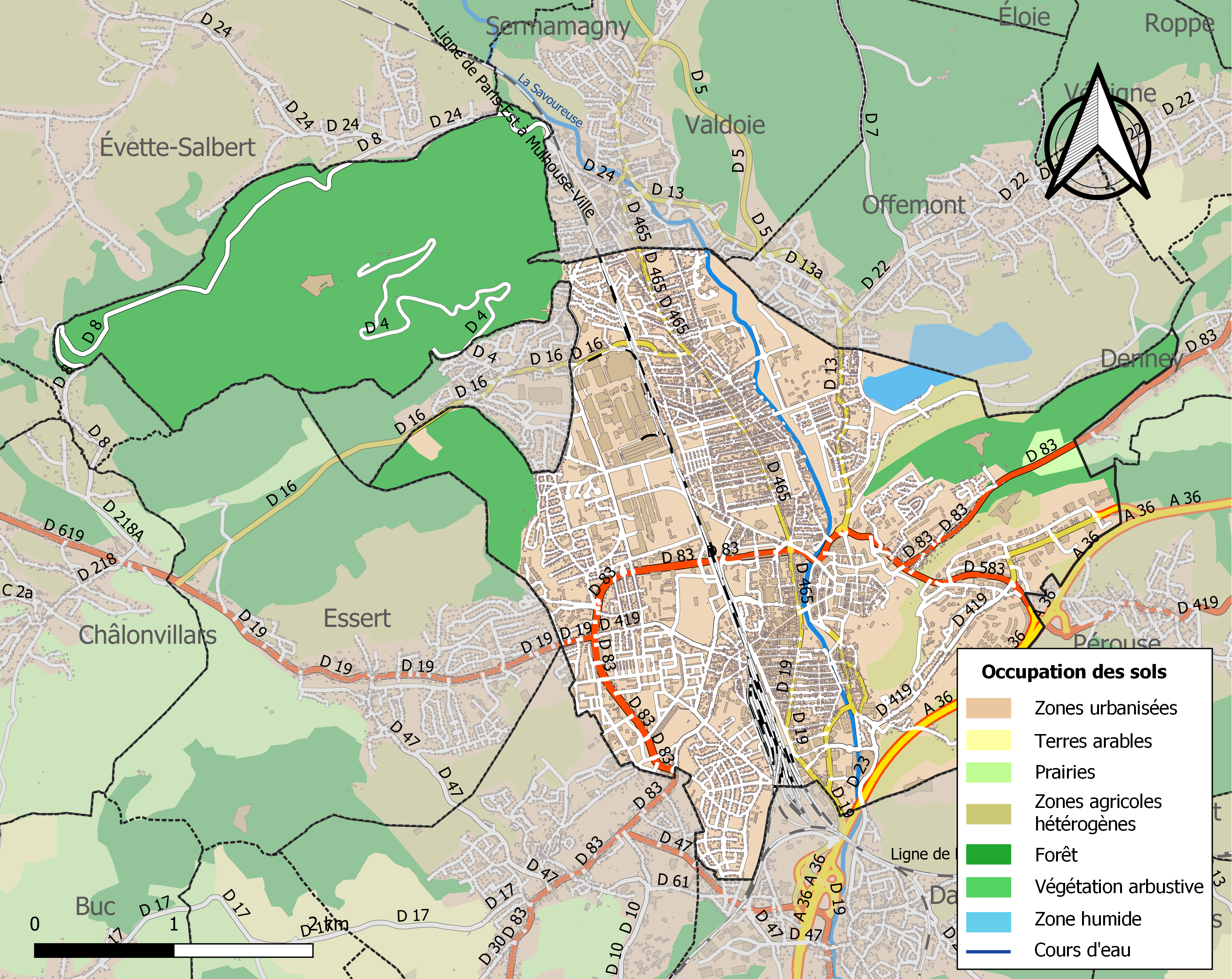
Carte des infrastructures et de l'occupation des sols de la commune en 2018 (CLC).

L'occupation des sols de la commune, telle qu'elle ressort de la base de données européenne d’occupation biophysique des sols Corine Land Cover (CLC), est marquée par l'importance des territoires artificialisés (60,2 % en 2018), en augmentation par rapport à 1990 (58,7 %). 
La répartition détaillée en 2018 est la suivante : zones urbanisées (38,6 %), forêts (33,3 %), zones industrielles ou commerciales et réseaux de communication (20,5 %), zones agricoles hétérogènes (5,2 %), espaces verts artificialisés, non agricoles (1,1 %), eaux continentales (0,7 %), prairies (0,6 %). 
L'évolution de l’occupation des sols de la commune et de ses infrastructures peut être observée sur les différentes représentations cartographiques du territoire : la carte de Cassini (XVIIIe siècle), la carte d'état-major (1820-1866) et les cartes ou photos aériennes de l'IGN pour la période actuelle (1950 à aujourd'hui).

### Morphologie urbaine
Le centre historique de la vieille ville a connu plusieurs extensions en 1565, 1675 puis 1782. Le centre-ville de Belfort s'est agrandi à l'ouest de la colline de la citadelle. Au XIXe siècle, la ville s'étend, notamment après l'arrivée des optants d'Alsace à la suite de la guerre franco-prussienne de 1870. Des faubourgs sont aménagés sur la rive droite de la Savoureuse, comme les faubourgs de France, de Montbéliard, des Ancêtres, de Lyon ainsi que la gare. L'enceinte ouest et la Porte de France sont démolies pour ouvrir les commerces de la vieille ville sur le nouveau centre-ville naissant autour du Faubourg de France et de la gare. Des quartiers périphériques connaissent un essor important tels que les Barres, La Pépinière, Le Mont ou la Miotte à partir de 193]. Le tissu actuel est dense et composé d'immeubles atteignant cinq ou six étages et de pavillons résidentiels.
Le baby boom, l’immigration venue du monde rural et des anciennes colonies d'après-guerre accroissent fortement les besoins en logements. C'est alors que sont construits de grands ensembles en périphérie de la ville, tels que le quartier des Résidences au sud-ouest, celui de Dardel au nord de la ville, celui de l'Arsot au nord-est, à cheval sur la commune d'Offemont. Le quartier des Glacis du Château a été construit à l'est de la citadelle sur une zone peu urbanisée et qui, de fait, est à proximité immédiate du cœur urbain malgré l'obstacle que constituent les fortifications de la citadelle. Ces quartiers datent d'extensions entreprises en 1978. Dans ces nouveaux quartiers, ce sont généralement des grands ensembles de tours de quinze à vingt étages, de longues barres d'immeubles ainsi que quelques pavillons qui sont construits. Depuis 2007, ces quartiers prioritaires connaissent de nombreuses opérations de restructuration et de réhabilitation (démolition de certains immeubles, construction d'immeubles de dimensions plus réduites et de maisons de ville, et rétablissement de commerces de proximité).

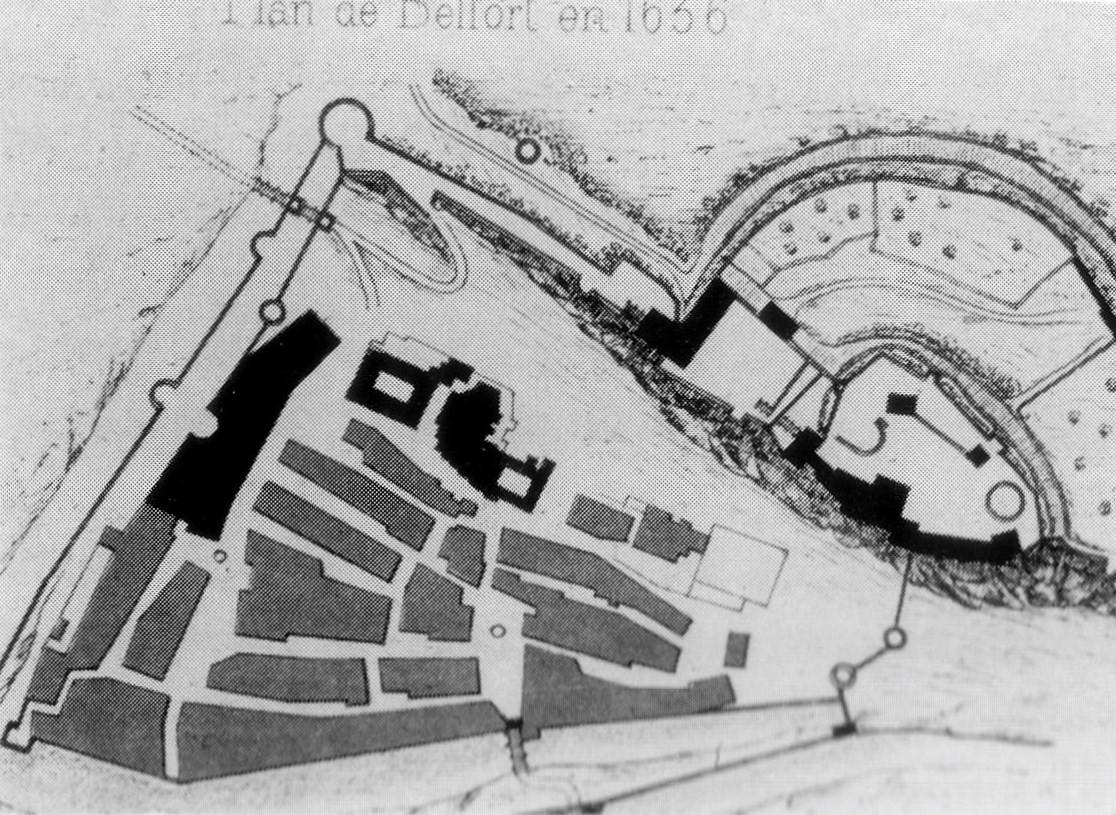
Plan de Belfort en 1636.
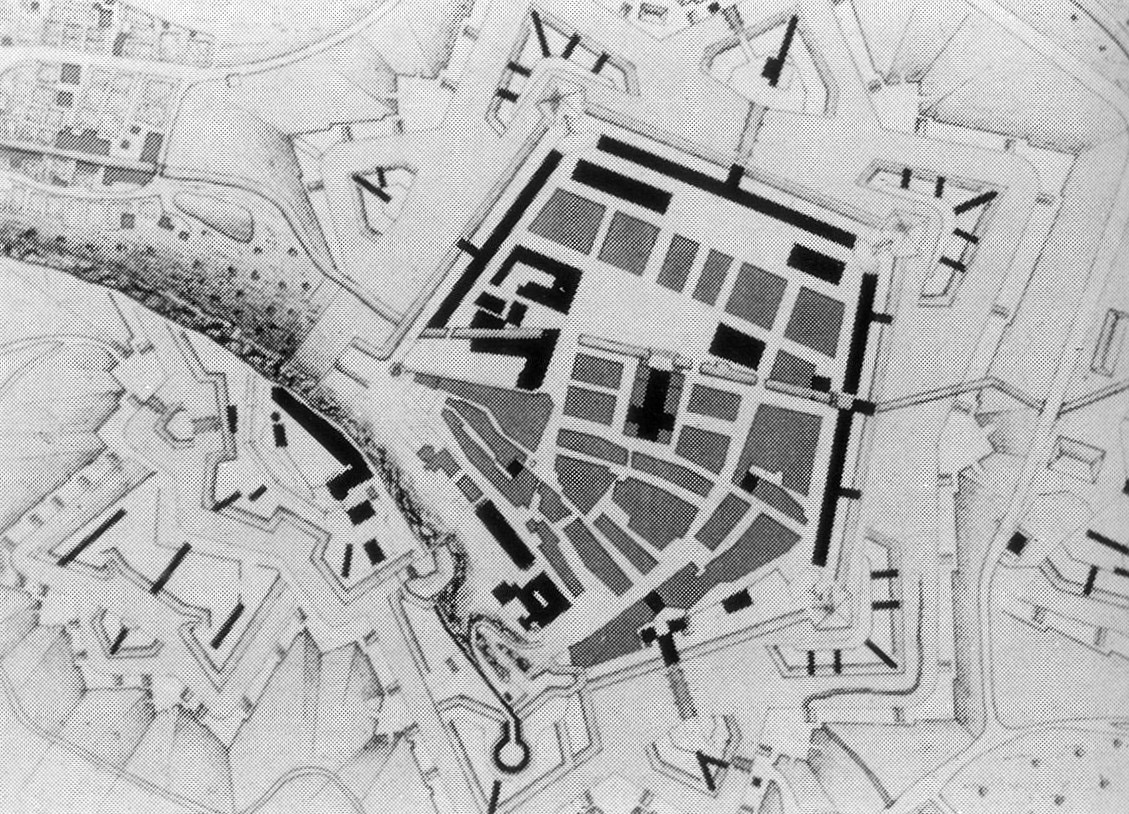
Plan de Belfort en 1768.
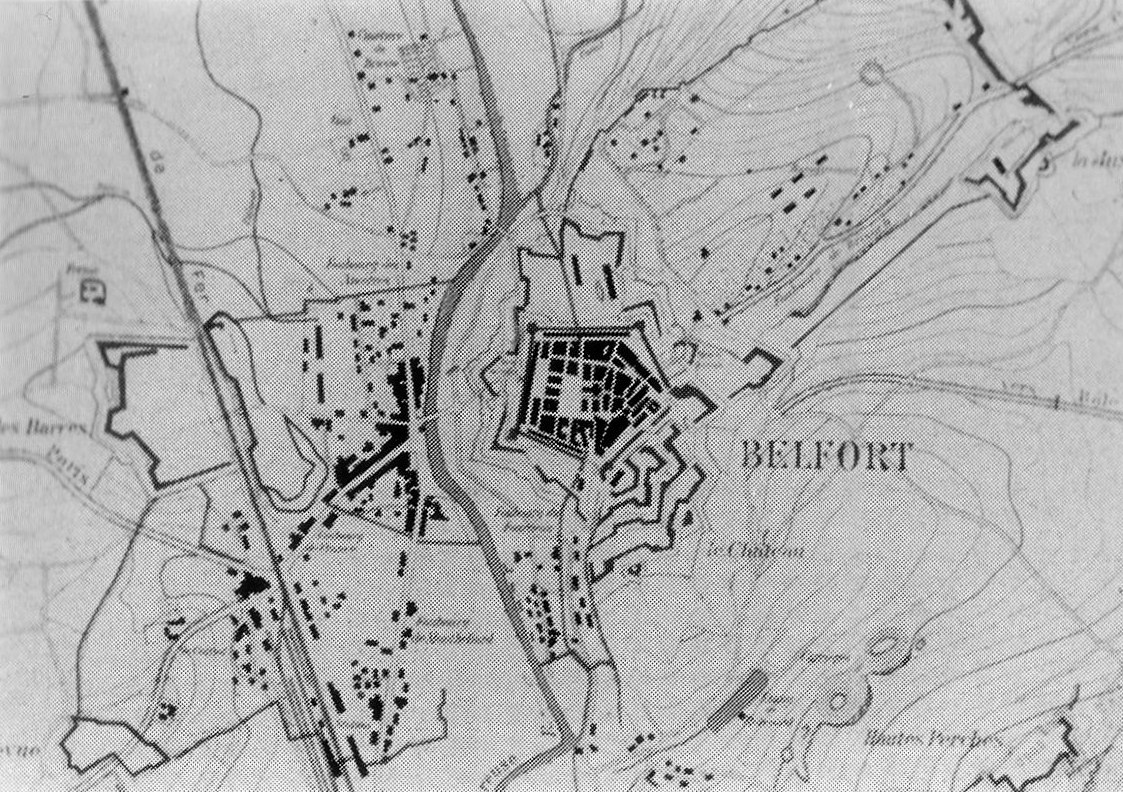
Plan de Belfort vers 1870.

### Quartiers

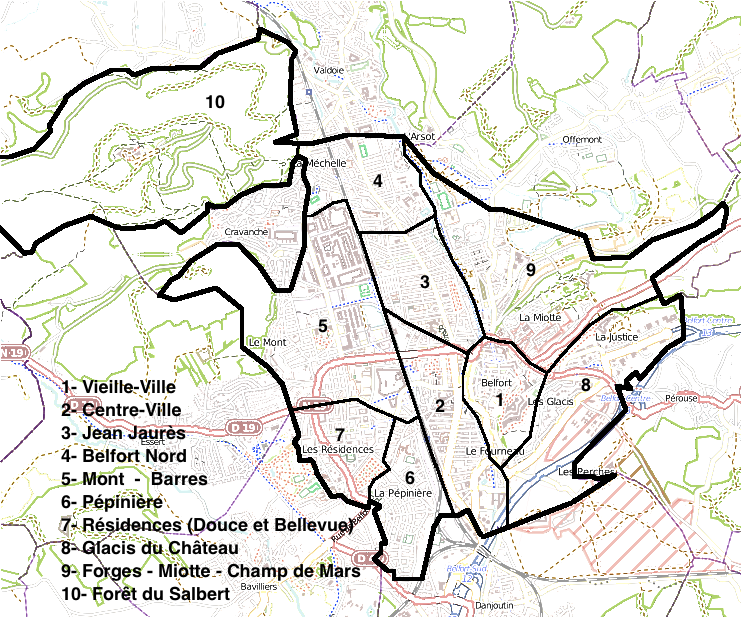
Belfort et ses dix quartiers.

En 1999, la mairie a divisé la ville en dix quartiers. La Vieille Ville et le Centre Ville constituent le cœur urbain de la ville. Au sud se situe le quartier de la Pépinière ; à l'est, les Glacis du Château ; au nord-est, les Forges - la Miotte ; au nord, Belfort-Nord et Jean Jaurès ; au nord-ouest, le Mont - Les Barres ; et à l'ouest les Résidences - Bellevue et les Résidences - la Douce. Il convient d'ajouter à ces 10 quartiers la forêt du Salbert située au nord-ouest de la ville et rattachée à Belfort-Nord. Chaque quartier a un conseil qui joue le rôle d'instance d'information, de concertation et de débat en direction des habitants. Chaque conseil se réunit au moins une fois par trimestre sur l'initiative de son président.

### Habitat et logement
En 2021, le nombre total de logements dans la commune était de 27 625, alors qu'il était de 27 373 en 2016 et de 26 995 en 2011. 
Parmi ces logements, 84,4 % étaient des résidences principales, 1,6 % des résidences secondaires et 14 % des logements vacants. Ces logements étaient pour 12,3 % d'entre eux des maisons individuelles et pour 86,3 % des appartements. 
Le tableau ci-dessous présente la typologie des logements à Belfort en 2021 en comparaison avec celle du Territoire de Belfort et de la France entière. Une caractéristique marquante du parc de logements est ainsi la faible proportion des résidences secondaires et logements occasionnels (1,6 %) par rapport au département (1,7 %) et à la France entière (9,7 %). 
| Typologie                                               | Belfort | Territoire de Belfort | France entière |
| ------------------------------------------------------- | ------- | --------------------- | -------------- |
| Résidences principales (en %)                           | 84,4    | 87,7                  | 82,2           |
| Résidences secondaires et logements occasionnels (en %) | 1,6     | 1,7                   | 9,7            |
| Logements vacants (en %)                                | 14      | 10,6                  | 8,1            |

La commune respecte les obligations qui lui sont faites par l'article 55 de la loi SRU de disposer d'au moins 20 % de son parc de résidences principales constituées de logements sociaux. Au sens du recensement, le parc de logements sociaux de Belfort s'est réduit de 8 268 en 2010  (33,4 % du parc des résidences principales) à 7 012 (30,1 %)
Ces logements sont principalement concentrées dans les quartiers des Résidences et des Glacis du Château et représentent environ 4 000 logements. La politique municipale vise cependant une répartition des logements sociaux dans l'ensemble des quartiers de la ville.

### Projets d'aménagements

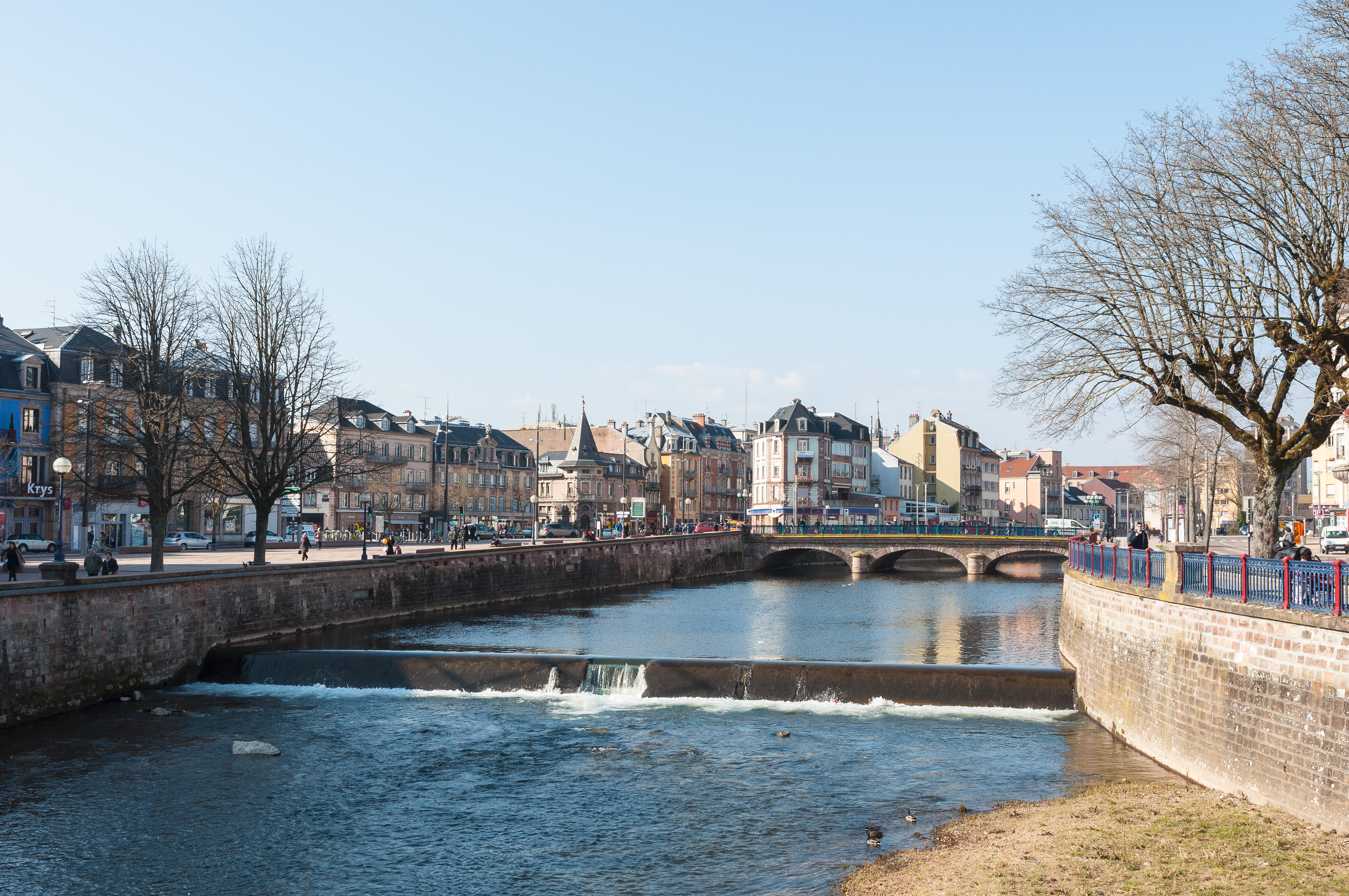
Centre-ville de Belfort.

La rénovation urbaine du cœur-urbain en lien avec le projet de bus à haut niveau de service (BHNS) a été livrée en 2013. En 2012, après que la place Corbis a été restructurée et rénovée en 2005,,, la prolongation des zones piétonnes est réalisée; rive droite, le Faubourg de France jusqu'à la gare incluant son parvis et, rive gauche, des pont et boulevard Carnot jusqu'à la place d'Armes en passant par la place de la République. L'ensemble forme un axe piéton gare-place Corbis-Vieille Ville.
L'autre volet de la rénovation urbaine est celle des quartiers prioritaires. Les quartiers des Résidences et des Glacis du Château ont bénéficié du programme local de rénovation urbaine (PLRU) entre 2007 et 2014. Le quartier des Résidences a été retenu pour faire partie du Nouveau Programme de Renouvellement Urbain,.

### Risques naturels et technologiques

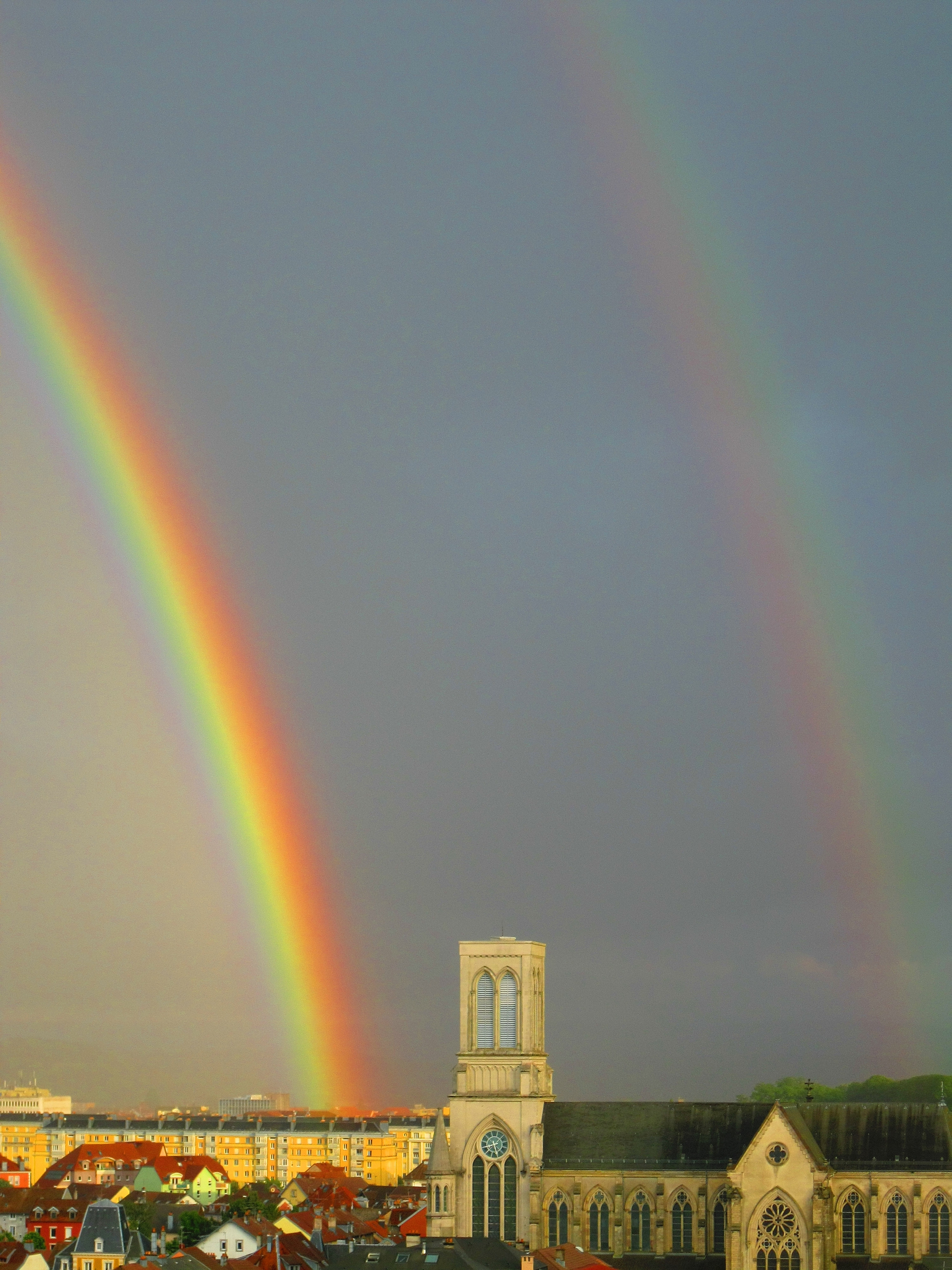
Arc en ciel sur Belfort

La commune est soumise à un risque sismique modéré (de niveau 3). Elle est également exposée au risque d'inondation, ainsi qu'au risque d'accident industriel lié au transport de matières dangereuses.

### Voies de communication et transports

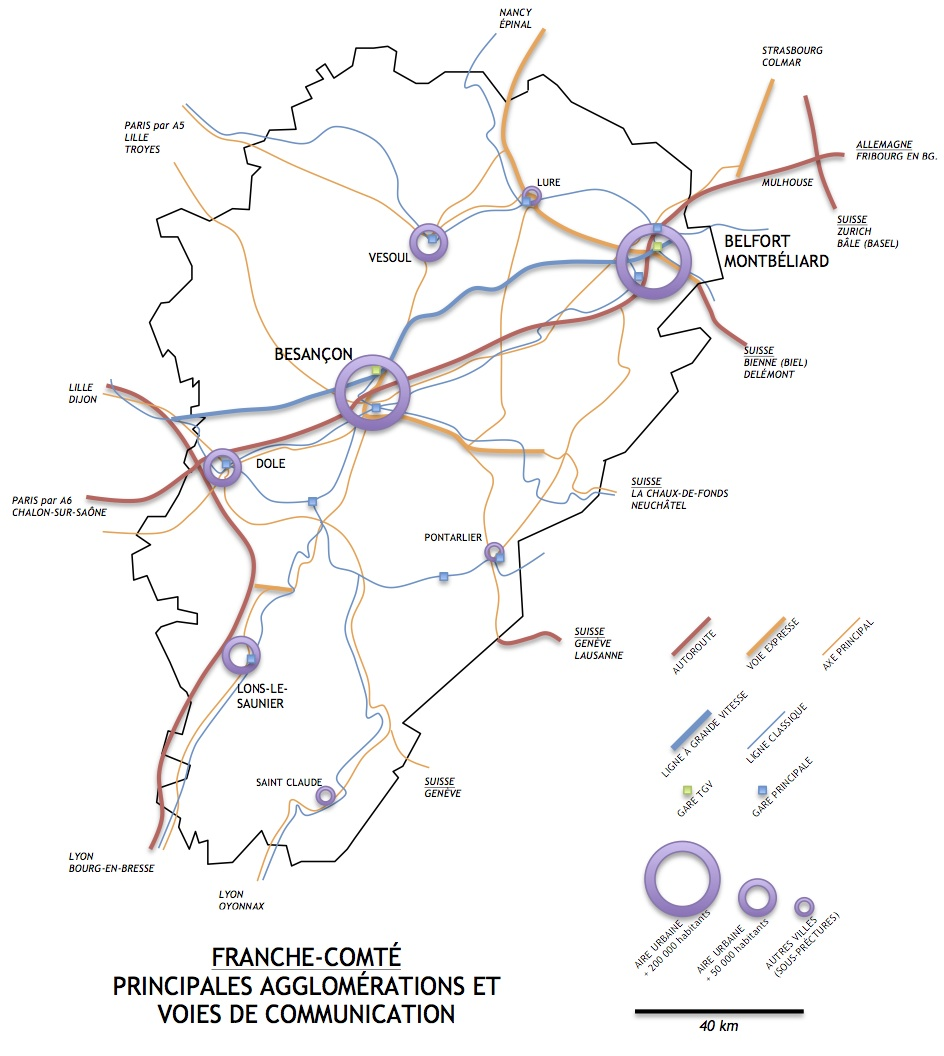
Situation de Belfort au sein des voies de communications franc-comtoises.

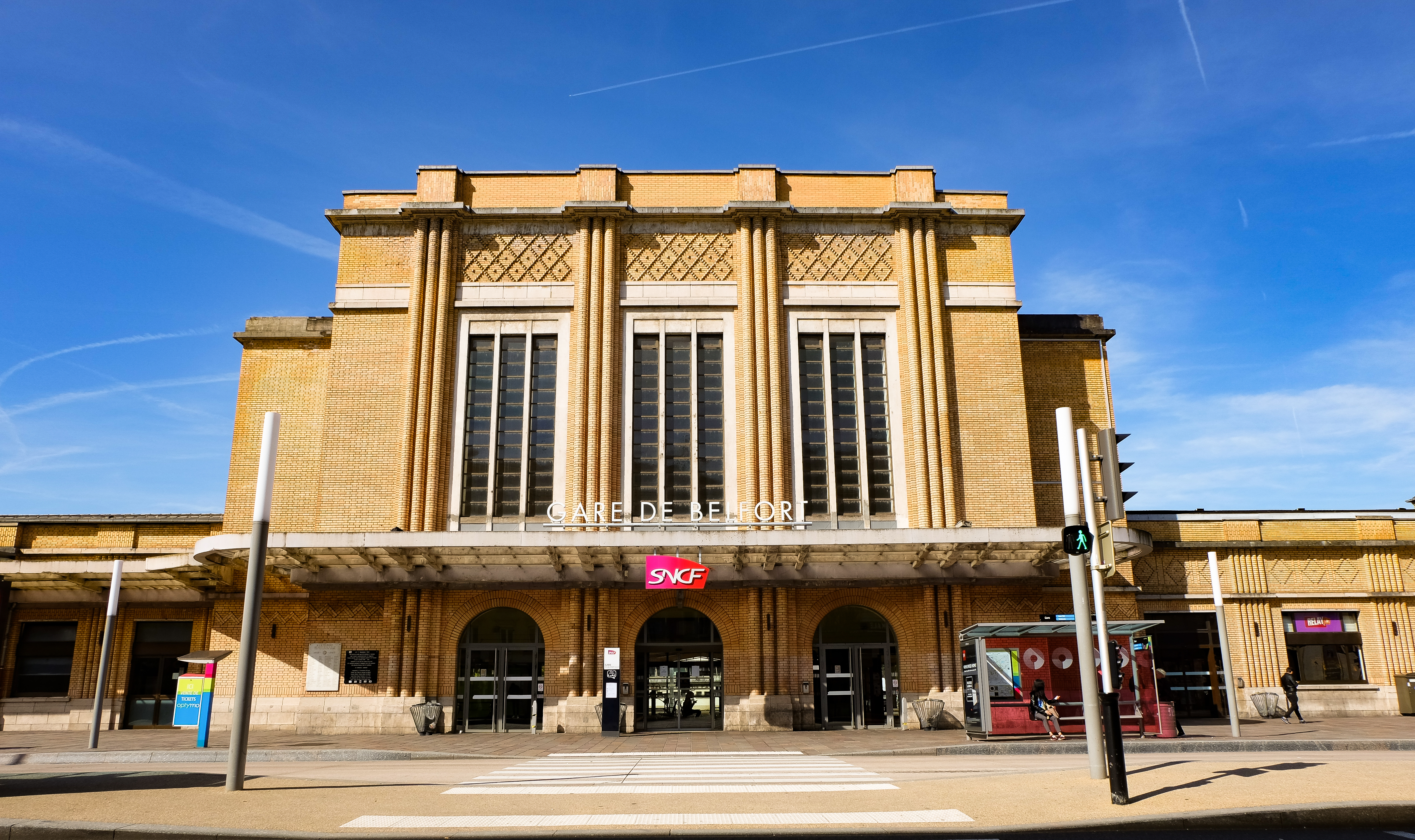
La gare SNCF de Belfort.

La gare SNCF de Belfort - Montbéliard TGV.

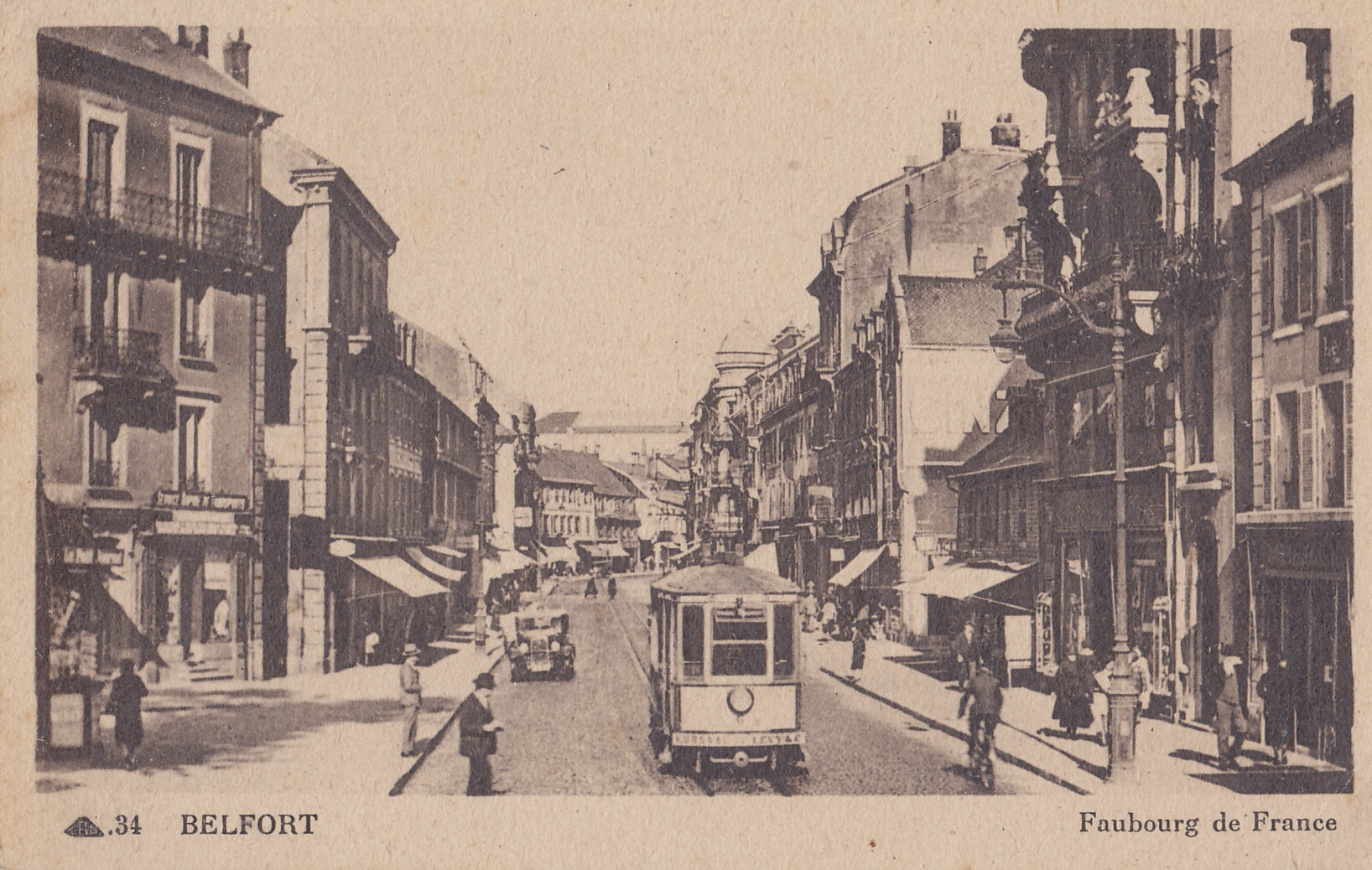
Tramway de Belfort circulant dans les années 1930 dans le Faubourg de France.

Belfort se situe sur un axe de communication européen entre l'Europe du Nord-Est (Allemagne et Suisse) et l'Europe du Sud-Ouest (Espagne et Sud de la France). L'autoroute A36, la ligne LGV Rhin-Rhône, la ligne classique Strasbourg-Lyon et le canal du Rhône au Rhin se superposent sur cet axe. Un second axe nord-ouest (Luxembourg et Belgique) sud-est (Suisse et Italie) se dessine autour de la RN 19 et la ligne de Belfort à Delle vers Bienne.

#### Parts modales des transports
Belfort reste dominée par l'automobile, 65 % des déplacements sont effectués en voiture sur Belfort et le Territoire de Belfort en 2010. Cependant, la marche représente plus de 50 % des déplacements internes de la ville de Belfort. En 2006, 70 % des déplacements domicile-travail dans la communauté d'agglomération belfortaine étaient réalisés en voiture,. Sur le même secteur et la même année, les modes doux tels que le vélo, la marche et les transports en commun représentent respectivement 3 %, 12 % et 8 % pour les navettes domicile-travail.

#### Axes routiers
L'autoroute A36 Beaune - Mulhouse, qui passe au sud et à l'est de la ville, est l'axe principal la reliant aux autres villes françaises et étrangères. Elle a fait l'objet d'un élargissement sur l'axe Belfort-Montbéliard, passant de 2 × 2 voies à 2 × 3 voies de 2006 à 2008. Le trafic y est élevé : en 2008, on comptait plus de 60 000 véhicules par jour entre les sorties de Sevenans et Belfort-Centre-Danjoutin, entre 40 000 et 60 000 vers Montbéliard et entre 20 000 et 40 000 entre Belfort-Centre-Danjoutin et Belfort-Glacis du Château et vers Mulhouse. L'autoroute A36 est une des deux branches est de la Route Centre-Europe Atlantique. Une route nationale, la N 19, passait originellement au centre de la ville. Elle est progressivement déclassée au profit de la route nationale N 1019, passant au sud de la ville. Cette nouvelle route est aménagée en 2 × 2 voies, elle permet de rejoindre Paris, Nancy et la Suisse et constitue ainsi l'autre axe principal. En 2008, elle supportait un trafic compris entre 10 000 et 15 000 véhicules par jour entre les sorties Bavilliers et Grandvillars. Le boulevard de contournement de la ville (l'ancienne route nationale N 83) voit passer entre 15 000 et 40 000 véhicules par jour.

#### Liaisons ferroviaires
La ville est équipée d’une gare principale, d’une halte ferroviaire (halte des Trois-Chênes, sur la ligne de Vesoul ou Nancy), et dispose d’une gare TGV, la gare de Belfort - Montbéliard TGV sur la ligne à grande vitesse Rhin-Rhône, à 11,1 kilomètres du centre ville de Belfort.
Les TGV nationaux et internationaux desservent la gare TGV depuis le 11 décembre 2011, et rejoignent Besançon Franche-Comté TGV, Dijon et Paris, Lyon et Marseille ou Montpellier, Strasbourg, Luxembourg et Mulhouse, Bâle et Zurich.
Les trains classiques et les TER complètent cette offre vers Montbéliard, Besançon, Lons-le-Saunier et Lyon, ou Dole et Dijon (avec correspondance à Besançon), Mulhouse, Vesoul, Troyes et Paris, Épinal, et ont tous pour origine ou terminus la gare de Belfort.
Depuis décembre 2018, à la suite de la remise en service de la ligne Belfort - Delle, la relation Belfort - Montbéliard TGV - Bienne est assurée par les Chemins de fer fédéraux suisses. La SNCF assure seule le parcours terminal Belfort - Montbéliard TGV - gare de Belfort en correspondance avec les trains suisses, offrant une desserte ferroviaire internationale de la gare TGV. Cette nouvelle relation ferroviaire rapproche Belfort et son agglomération de la Suisse, en particulier des villes de Delémont, Berne, Fribourg et Lausanne, au moyen d'un changement impératif, soit en gare de Belfort - Montbéliard TGV soit en gare de Delle (6 allers-retours Belfort-Delle prévus par jour),.
Dans un avenir lointain, la ligne Épinal-Belfort pourrait être modernisée et électrifiée, permettant peut-être la liaison LGV Est - LGV Rhin-Rhône en gare de Belfort-Montbéliard TGV (raccordement à créer) et offrant à Nancy et Épinal une nouvelle relation directe par TGV vers le Sud de la France.

#### Voies aérienne et portuaire
Belfort bénéficie de la proximité de l'aéroport international de Bâle-Mulhouse-Fribourg (à environ 65 km) et de l'aéroport international de Zurich (à environ 165 km). L'agglomération belfortaine est équipée d'un aérodrome situé dans la commune de Chaux au nord de Belfort. Elle profite également de la proximité du port Mulhouse-Rhin à 40 km dont les plateformes multimodales reliées avec les transports routiers et ferroviaires permettent le transit international des conteneurs en provenance de Belfort.

#### Transports urbains
Le Syndicat Mixte des Transports en Commun, en lien avec la Ville, la communauté d'agglomération et le département, a mis en place un réseau de bus à haut niveau de service, destiné à faciliter les déplacements de tous et à concurrencer la voiture grâce à des fréquences élevées, des circulations fluides favorisées par de nombreux sites propres, et un tarif attractif. La plupart des bus urbains utilisent du GPL pour éviter au maximum le rejet de CO2. Les modes doux comme le vélo ou la marche sont privilégiés avec l'aménagement de voies et bandes cyclables et d'espaces piétons. Un projet d'éco-quartier est prévu dans le quartier du Mont-Les Barres, près du Techn'hom.

##### Ancien réseau de tramway de 1913 à 1948
Le réseau de tramways électriques de Belfort (TEB) est fondé en 1895. En 1898, sont mises en service les deux premières lignes de tramway allant de la gare à la mairie, et de Belfort à Valdoie. En 1912, les tracés sont repris par les chemins de fer d'intérêt local du Territoire de Belfort. La ville sera alors desservie par un réseau de chemin de fer secondaire à voie métrique et traction électrique, qui fut en activité à partir de 1913. La dernière ligne ferma en 1948, évincée par le développement de l'automobile.

##### Réseau urbain et suburbain

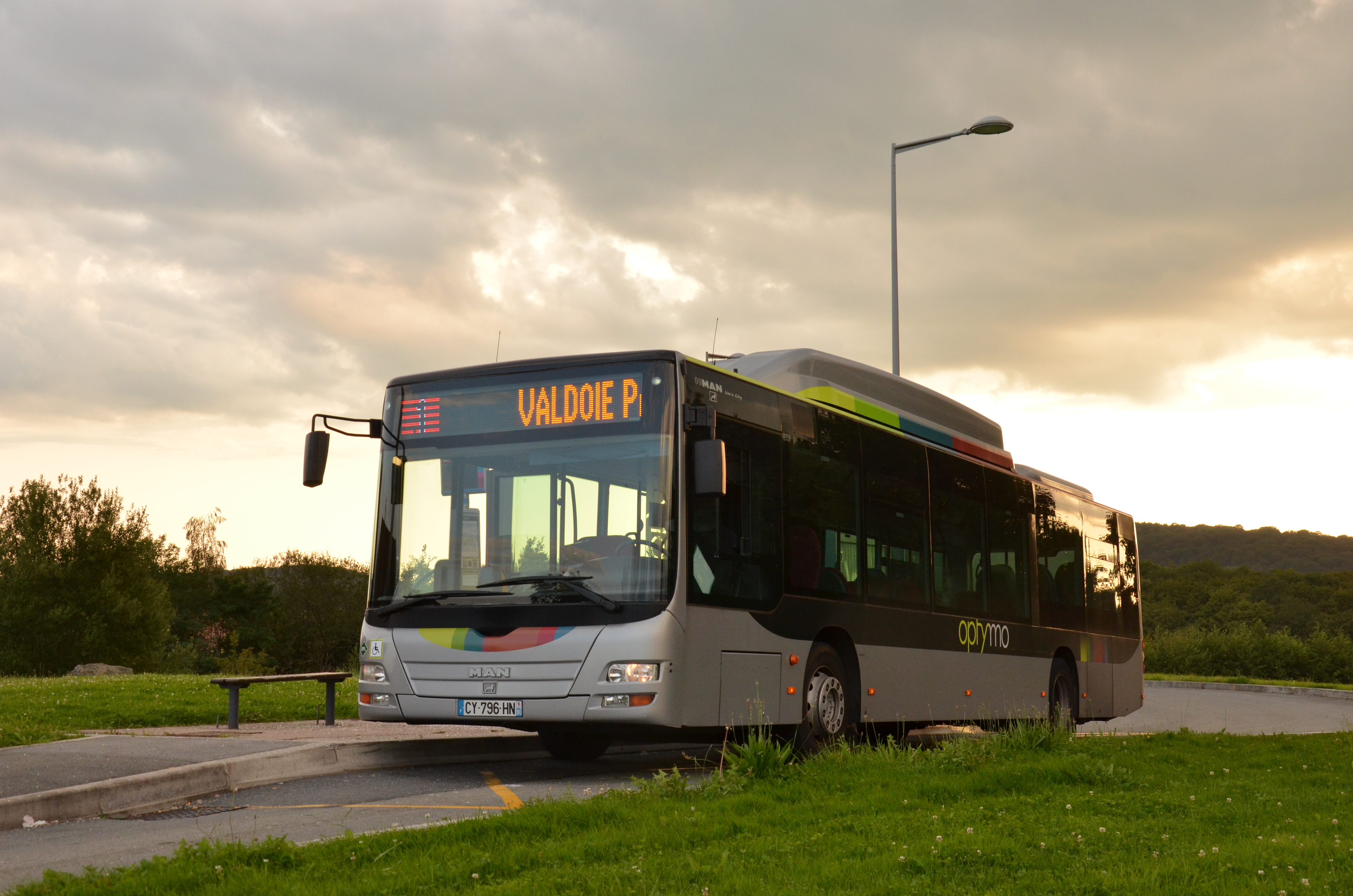
La ligne 1 du BHNS Optymo II.

Les transports urbains sont représentés par le réseau de bus Optymo 2, qui avait été mis en place en 2013, et qui desservait tout le département avec 7 lignes urbaines, 7 lignes suburbaines, 12 lignes spéciales, 3 lignes directes. Ce réseau était dense avec une fréquence cadencée à 10 min en journée sur le réseau urbain et de 20 min à toutes les heures sur le réseau suburbain. Une innovation de taille a eu lieu en 2009 : la possibilité de payer le ticket de bus par SMS, dispositif unique en France, cela pour faciliter l'accès aux usagers qui ne prennent pas régulièrement le bus. L'ensemble de sa flotte est initialement doté de bus GPL, plus respectueux de l'environnement, ce qui lui a permis d'obtenir le Ruban du développement durable à la fin de l'année 2009. En 2012, le réseau se distingue en étant le premier réseau français en termes de progression de la fréquentation : plus de 70 % en quatre ans. En 2011, plus de 8 millions de passagers ont emprunté le réseau Optymo.
En 2016, après 2,5 ans de fonctionnement d'Optymo 2 et une alternance politique, les fréquences de passage à 5 min passent à 7 min 30 s, celles à 10 min passent à 15 min (excepté la ligne 3 qui conserve sa fréquence à 10 min). Le système d'offre à la demande sur l'ensemble du territoire départemental à chaque demi-heure est démantelé, et remplacé par quelques lignes fixes, qui ne passent plus que trois à six fois dans la journée. La numérotation des lignes suburbaines quitte les lettres utilisées pendant seulement 2,5 ans, pour adopter à nouveau des nombres à deux chiffres. Les services du dimanche se voient attribuer des parcours modifiés et des numéros de lignes dans la tranche 91-99.

##### BHNS
Le 26 août 2013, Belfort et son agglomération se dotent d'un bus à haut niveau de service (BHNS) adapté aux contraintes financières, et à la demande des voyageurs. Il propose cinq lignes de BHNS dont deux à une fréquence cadencée à 5 min et trois à 10 min ainsi que des lignes périurbaine cadencée à la demi-heure. Ce projet de BHNS Optymo II s'appuie sur une plate-forme TCSP de 4,5 km en centre-ville, des carrefours aménagés avec priorité aux feux tricolores munis d'un système d'aide à la conduite (SAC). Le matériel roulant sera renouvelé en 2017, mais des bus à moteur Diesel complètent les bus iGPL initiaux. Le projet s'accompagne d'une rénovation urbaine du centre-ville.
Des bus à hydrogène sont attendus en avril 2023 , ,.

#### Voies cyclables

Tracé de l'EV6.

Belfort compte de nombreuses voies et bandes cyclables facilitant les déplacements à vélo dans la ville ; cependant plusieurs de ces bandes cyclables sont tracées en ville sur les trottoirs, en contradiction avec les prescriptions du code de la route. 
Des voies pour vélo permettent de rejoindre les communes de l'agglomération et de l'aire urbaine dont « la coulée verte du canal » permettant de rejoindre l'espace central de l'aire urbaine Belfort-Montbéliard-Héricourt-Delle et l'agglomération de Montbéliard, la voie Belfort-Offemont-Vétrigne-Roppe, les voies Belfort-Valdoie-Lac de Malsaucy et Belfort-Valdoie-Éloie. Ce réseau local permet de rejoindre à quelques kilomètres l'EuroVelo 6 et se prolonge sur la liaison Belfort-Porrentruy en Suisse (Francovélosuisse). 
Depuis le 22 avril 2013, dans le cadre du projet de BHNS, 200 vélos en libre-service sont à disposition à Belfort. Répartis sur 21 stations, leur nombre sera porté à 270 en déployant des stations dans les communes limitrophes de la ville. Il est également prévu 700 vélos en location longue durée à Belfort et son agglomération,.

## Toponymie
Le nom de la localité est attesté sous les formes [In castro de] Belfort en 1226 ; [Castrum meum] Bellofortem en 1228 ; [Mag. Willelmus de] Belloforti [clericus] en 1284 ; Biafort en 1303 ; [Ad ecclesiam de] Belloforti / [ecclesie] Bellifortis en 1342 ; [Sloss / Statt und herrschafft] Beffort en 1492 ; Befurt en 1644 ; Belfort en 1659.
Raymond Schmittlein identifie l'attestation in pago Pefferauga, de 972, avec le pays de Belfort. Ce nom est composé de Beffert, nom de personne germanique, et du germanique awa « eau, cours d'eau » puis « prairie humide ».
Dès le XIIIe siècle, la signification du toponyme n'est plus comprise et, après disparition de la finale inaccentuée awa, est réinterprété en français Belfort « beau fort ». C'est du moins ce qu'enseignent les premières mentions écrites du nom de la ville en 1228, dans le Traité de Grandvillars, sous la forme latinisée Bellumfortum et française Belfort en 1226. Il s'agit d'un composé fréquent des éléments Bel- « beau » et -fort, « forteresse », qui désigne généralement un « château fort » cf. les nombreux Belfort et Beaufort.
En allemand, le français fort est compris furt « gué », d'où la forme gen Bechfurt mentionnée en 1338, puis Befurt en 1644.
Le nom de la ville se prononce [bɛlfɔːʁ] bien que la prononciation vieillie ait été [befɔːʁ] ou [bɛfɔːʁ]. En franc-comtois, c'est Béfô ou Béfoûe[réf. souhaitée].

## Histoire
L'histoire de la ville est une composante essentielle de l'histoire du Territoire de Belfort. Le site du territoire est occupé depuis le Paléolithique. Cependant aucune place notable ne sera visible avant le haut Moyen Âge. La ville a toujours été un point de contact entre le monde rhénan et le monde roman et le territoire qu'elle occupe porte, à juste titre, le nom de Porte de Bourgogne et Porte d'Alsace.

### Premières occupations du site
Dès la Préhistoire, le site de Belfort est occupé. Les premières traces d'activités humaines remontent au paléolithique, des éclats de silex datant de 150 000 ans, ont été mis au jour, ce qui correspond à l'époque de l'Homme de Néandertal. Quelques outils datant de Cro-magnon ont été retrouvés. Au mésolithique, la présence de l'Homme moderne est plus évidente et les sites se diversifient. Au néolithique, 21 villages sont recensés à proximité de Belfort. Le site des grottes de Cravanche, commune quasi-enclavée dans Belfort, a été révélé en 1876. Il s'agit de l'un des sites locaux les plus remarquables d'où de nombreux objets et squelettes ont été extraits. Ils sont aujourd'hui exposés au Musée d'Histoire et d'Archéologie de Belfort.

### Antiquité
Avant la conquête romaine en 58 av. J.-C., la partie est du Territoire de Belfort faisait partie de la Rauracie, le pays des Rauraques, dont le siège était Augusta-Rauracorum (Augst, près de Bâle) puis Bâle, tandis que la partie ouest, dont Belfort et d'autres localités, appartenaient à la Séquanie. En 58 av. J.-C., Arioviste et ses Germains, qui dominaient la région, ont été battus en un lieu que les historiens ne parviennent pas à situer, malgré la description qu’en fait Jules César dans ses Commentaires sur la guerre des Gaules. Ce pourrait être dans la plaine occupée par Belfort. Sous la domination romaine, la trouée de Belfort, lieu de passage entre le bassin du Rhône et la vallée du Rhin, est traversée par deux voies romaines importantes. La voie la plus au sud passe par Mandeure, Delle, Florimont en direction du Rhin, tandis que la plus au nord (Langres-Strasbourg) serpente au pied des Vosges. Des chemins secondaires quadrillent l’actuel Territoire de Belfort et l’un d’eux relie Mandeure, Bavilliers, Belfort, Offemont et rejoint la voie Langres-Strasbourg vers Rougemont-le-Château. Des villas romaines ont été construites à Offemont et à Bavilliers. Des mosaïques et poteries issues de la Villa de Bavilliers sont exposées au Musée d'Histoire et d'Archéologie de la ville.

### Moyen Âge

#### Des grandes invasions au comté de Montbéliard
Pendant la période des invasions barbares, de 250 à 500 environ, la région de Belfort voit s'installer de nombreux Germains de diverses origines comme le montre la toponymie : Francs, Vandales, Alamans, Burgondes. Ils se romanisent rapidement. Le sud de l’Alsace, espace frontière entre les royaumes burgonde et alaman, ne connut guère la tranquillité avant que Charlemagne ne restaure l’ordre qui avait disparu avec l’Empire romain.
Lors de la dissolution de l'Empire carolingien entériné par le traité de Verdun en 843, Lothaire I hérite de Belfort et gouverne la Francie médiane. Par le traité de Prüm en 855, la Francie médiane est à son tour dissoute et Belfort échoit cette fois-ci à Lothaire II en tant qu'extrémité sud de la Lotharingie. Le traité de Meerssen en 870 éclate la Lotharingie et l'Alsace dont fait alors partie Belfort qui passe sous l'autorité de Louis II de Germanie puis son fils Louis III de Germanie. Le partage suivant est décrété par le traité de Ribemont en 880 où Charles III le Gros obtient, en récompense de son soutien à son frère Louis III de Germanie contre les héritiers de Louis II de France, des droits sur des terres vosgiennes aux confins de l'Alsace dont Belfort et une partie de la dignité régalienne en Lotharingie. À la suite de la déchéance de Charles III le Gros, l'Alsace (dont Belfort) est intégrée au royaume de France jusqu'à ce qu'Henri l'Oiseleur, roi de Germanie, la reprenne en 923. En 1042, l'empereur germanique Conrad II le Salique fonde le comté de Montbéliard et le donne à son vassal Louis de Mousson et de Bar qui devient le premier comte de Montbéliard d'Altkirch et de Ferrette. À la mort de son fils Thierry Ier de Montbéliard en 1105, le comté revient à Thierry II et le comté de Ferrette et d'Altkirch à Frédéric Ier de Ferrette.

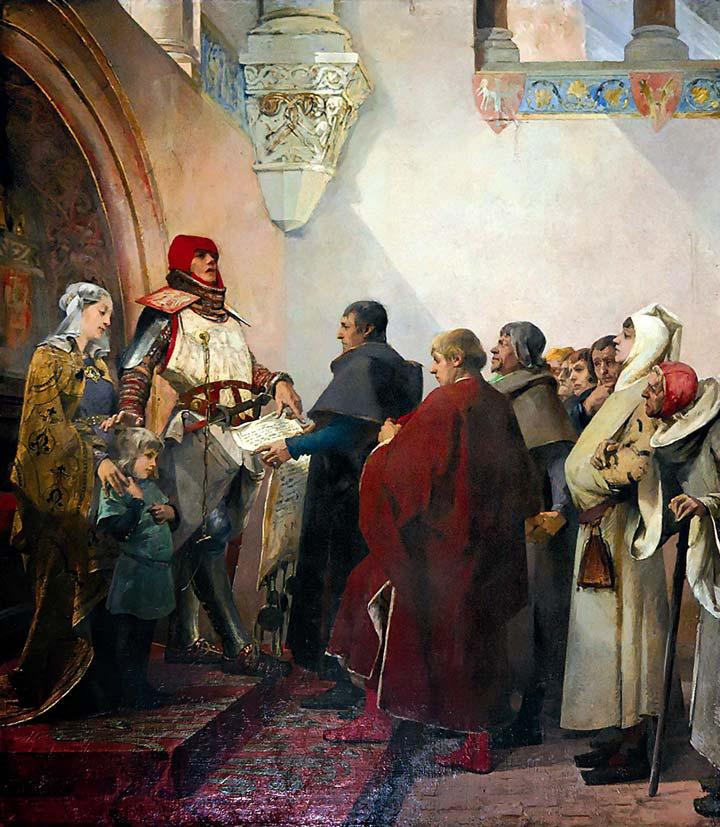
L'octroi de la charte de franchise aux habitants de Belfort par Renaud de Bourgogne en mai 1307 d'Albert Maignan, 1880.

#### Le traité de Grandvillars et la charte d'affranchissement de la ville

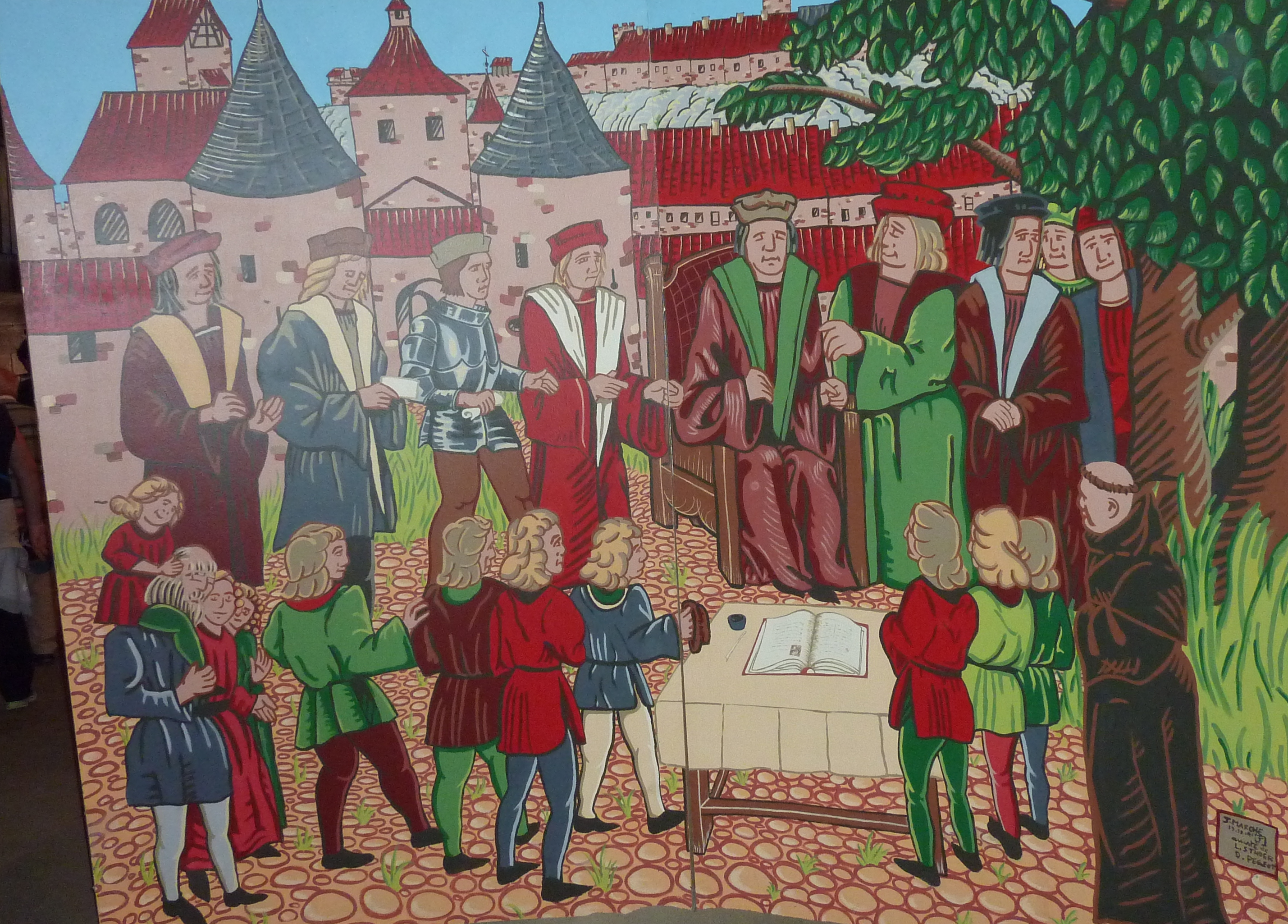
Représentation du Conseil des Neuf au Moyen Âge.

La première mention du château de Belfort a été faite dans le traité de Grandvillars, le 15 mai 1226. Le traité avait pour but de régler un conflit de territoire entre Richard III de Montfaucon et Frédéric Ier de Ferrette. Le château de Belfort est un relais du pouvoir des comtes de Montbéliard et devient progressivement un centre de gravité d'autres seigneuries environnantes, l'ensemble est alors nommé « Terre de Belfort ». En mai 1307, le petit-fils de Richard III, Renaud de Bourgogne, comte de Belfort affranchit la ville de toute corvée et tout servage. L'ensemble est consigné dans la charte de mai 1307. Les lettres d'affranchissement sont cher payées par les habitants du bourg : 1 000 livres estèvenantes, sachant qu'un cheval à l'époque en coûtait 6. Cependant cette franchise ne s'accorde qu'à un espace précis : le château, le bourg et la ville et aux seules personnes présentes lors de la remise de la charte et à ceux que les Belfortains accepteront dans leur communauté. Cela exclut les autres territoires de la « Terre de Belfort » et les paysans qui y sont rattachés. Elle prévoit également un conseil de neuf membres, le « Conseil des Neuf », à qui est confié le gouvernement et le pouvoir judiciaire. Cette « zone franche » nouvellement créée a une incidence sur le développement de la ville. Artisans, marchands ou hommes de tout corps de métier affluent et s'installent en ville. Bien que leurs origines soient incertaines, ils semblent venir de régions assez proches à l'exception du comté de Montbéliard, clause de la charte. La seule exception fut un affranchissement d'un couple par Alix, marquise de Bade en 1362. La grande épidémie de peste noire, qui frappe l'Europe de 1347 à 1349, touche également les campagnes environnantes, réduit d'un tiers le nombre de serfs environnants et accentue l'essor relatif de Belfort. En 1342, l'église de Saint-Denis est transformée en collégiale de 12 chanoines de 8 prêtres et 4 clercs. Ces douze lettrés donnent une réelle stature institutionnelle à la ville malgré sa petitesse.

#### Possession autrichienne des Habsbourg
La ville devient par la suite une possession autrichienne. Alix (marquise de Bade) qui a hérité du château après la mort de sa mère, Jeanne de Montbéliard en 1350, lègue son héritage en 1373 ou 1375 à son neveu Léopold III de Habsbourg qui devient alors seigneur de la ville. En pleine guerre de Cent Ans, Philippe III de Bourgogne dit Philippe le Bon, cherche une entrée dans le Nord Franche-Comté pour faire diversion et reprendre la Lorraine. Antoine de Vergy, alors maréchal de France, engage une attaque avec 4 000 soldats contre Belfort. L'armée met la ville à feu et à sang en juin-juillet 1431. La paix sera retrouvée pour deux ans grâce à la médiation des clercs de Bâle, alors ville de la chrétienté très active, mais les tensions restent vivaces avec les Bourguignons. En 1433, la ville subit plusieurs violentes attaques bourguignonnes. Cependant la ville se positionne dans un réseau de communication liée à l'Autriche et jouit aussi de la solidarité des seigneuries locales telles que celles de Thann, Delle, Masevaux, Altkirch et Ferrette à la suite de l'appel de Jean Fouquet de Soppe, bailli de la ville pour la maison d'Autriche. Des travaux de renforcement des défenses sont aussi engagés ce qu'il lui permet de résister aux attaques. La menace pèse toujours et pousse l'Autriche à fédérer ses quinze villes alsaciennes en unissant les bourgeois des villes et les chevaliers nobles. L'« Union des bonnes villes » est scellée le 20 août 1433 par la fondation de deux ordres : le Landschaft ou « Communauté de pays », et la Société de l'écu de Saint-Georges. Il s'agit d'une première volonté des gouvernés d'être associés à la vie politique les concernant. En 1435, la paix d'Arras est signée entre Charles VII (roi de France) et Philippe le Bon et minimisent provisoirement la menace bourguignonne. Les assemblées entre villes et chevalerie deviennent de plus en plus fréquentes. En 1436, le Landtag ou diète se réunit régulièrement et intégrera les prélats, le corps religieux. Entre 1439 et 1445, les Écorcheurs de Charles VII de France, conduits par le Dauphin de France, Louis XI, ravagent l'Alsace. La ville est occupée. Les Bourguignons (1424 à 1431), puis les confédérés suisses (1468) feront encore de nouvelles intrusions dans la Porte d'Alsace.
En 1469, les Habsbourg et le duché de Bourgogne concluent le traité de Saint-Omer qui mentionnent l’abandon des territoires de la Haute-Alsace (dont fait partie Belfort) et de la Forêt-Noire contre une certaine somme d’argent de la part des Bourguignons. Ce rattachement n'est que provisoire puisque la Haute-Alsace est rachetée, contre 76 000 florins, par les villes de la « ligue alémanique » (Berne, Bâle, Strasbourg, et Mulhouse) au duc de Bourgogne, Charles le Téméraire, à l'occasion de la signature du « traité de Basse-Union », le 4 avril 1474. Quelques mois plus tard, la guerre de Bourgogne éclate et précipite la fin du duché et de l'État de Bourgogne en 1477, confirmant ainsi la domination de la maison des Habsbourg sur Belfort et l'Alsace.

### Époque moderne

#### Conséquences de la Réforme luthérienne

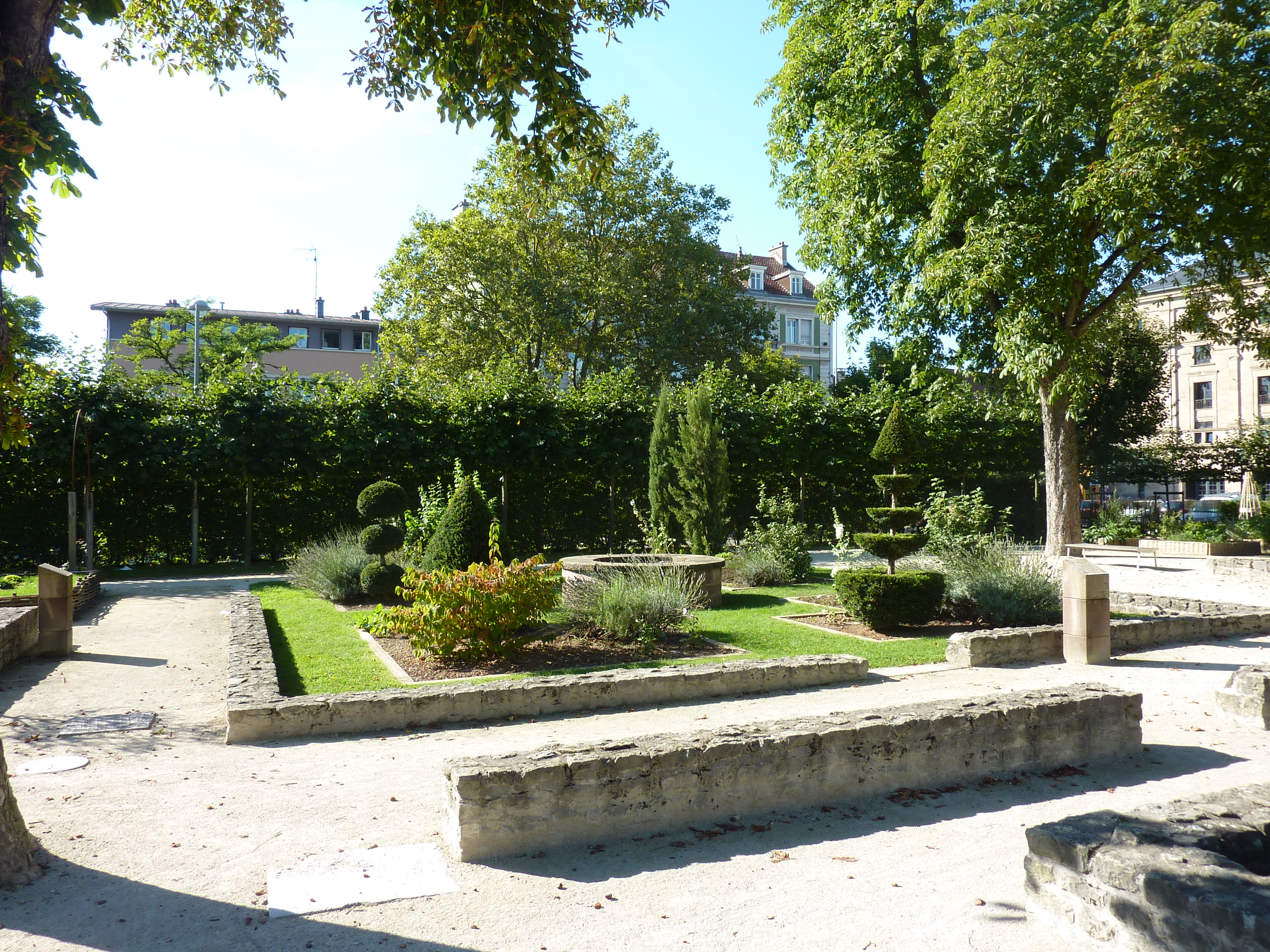
Vestiges du couvent des Capucins transformés en parc urbain.

En 1525 éclate la guerre des Paysans en Allemagne qui s'étendra jusqu'aux marges du Saint Empire. À la suite des idées véhiculées par le réformateur de l'Église Martin Luther, les paysans se révoltent, le 16 avril, partout en Alsace, forcent et pillent les monastères. La bande de Chaux dirigée par Jean André est constituée de quelques milliers d'hommes. Elle se dirige vers Belfort pour rattacher les habitants à leur cause et pour rançonner les chanoines. Alors que les autres bandes dans le reste de l'Alsace sont réprimées, un accord entre Jean André et les Belfortains est conclu le 25 mai. Les pourparlers engagés par la suite entre paysans et nobles ne sont qu'une diversion de la noblesse pour apaiser la contestation. Jean André de Chaux, qui avait fui dans les Vosges, est arrêté, jugé et décapité en 1527. Ainsi au XVIe siècle, Belfort se retrouve à la frontière des mondes catholique et réformateur et voit défiler nombre de Huguenots cherchant refuge auprès des princes allemands acquis à la Réforme protestante ainsi que des mercenaires engagés dans les guerres de Religion. En 1552, Henri II soutient les princes allemands face à l'empereur Charles Quint et prend des positions dans l'espace Lorrain, notamment Metz, Toul ou encore Verdun. L'Autriche décide alors d'asseoir son autorité sur Belfort, placée en position stratégique pour contrer le monarque français. Les Habsbourg installent alors Jean-Ulrich de Stadion et l'élèvent au titre de Grand Bailli en 1563 en rachetant le gage au seigneur de Morimont. La cité est donc directement administrée par l'Autriche. En 1619, l'archiduc Léopold V d'Autriche-Tyrol fait construire le couvent des Capucins.

#### Guerre de Trente Ans

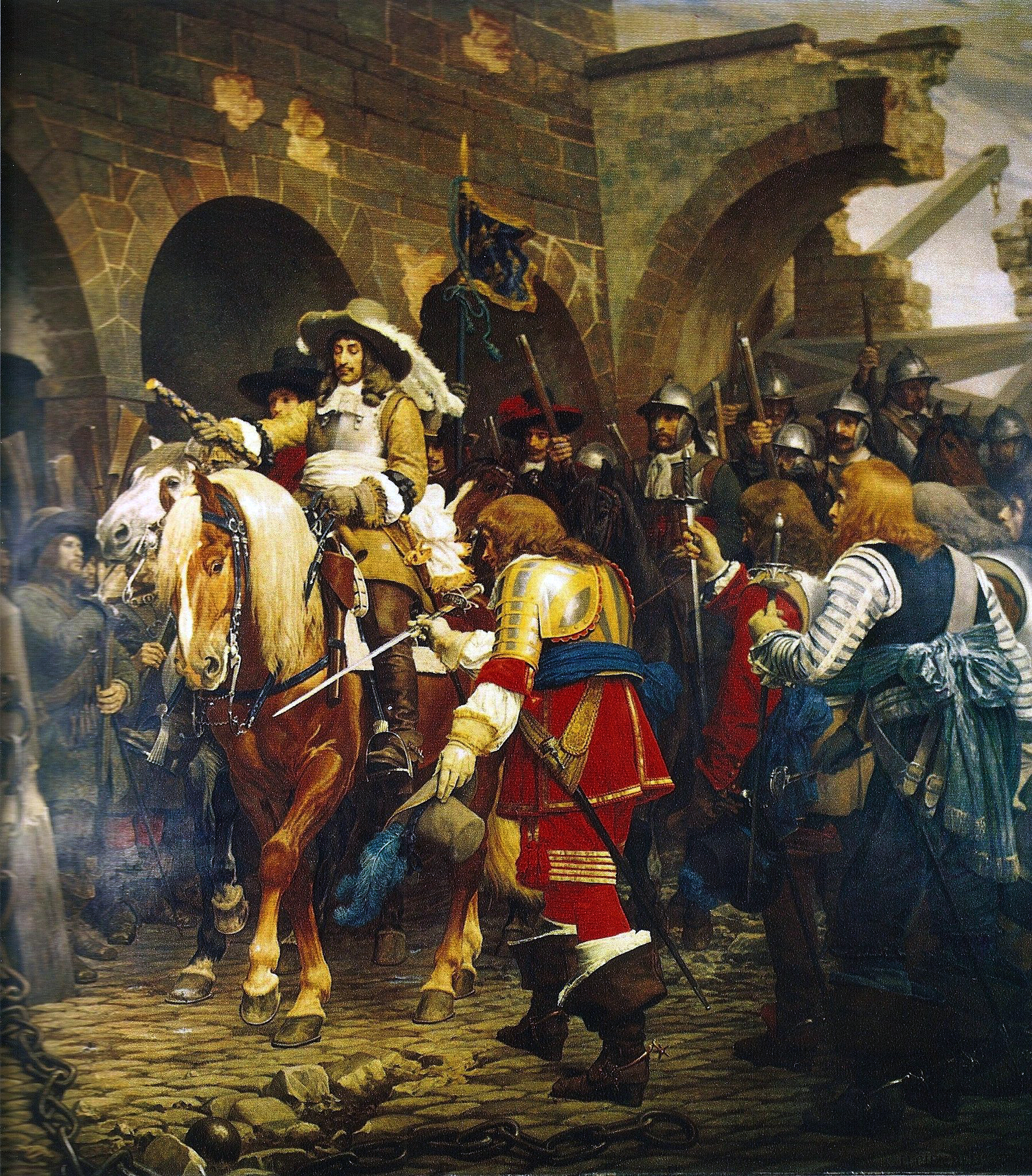
Le maréchal de la Ferté s'emparant de Belfort en 1654 de Lucien Mélingue.

Les tensions entre catholiques et protestants qui renaissent en Bohême plongent l'Europe dans la Guerre de Trente Ans. Les armées suédoises viennent prêter main-forte aux princes allemands protestants et pénètrent en Alsace pendant l'été 1632. Les villes alsaciennes sous autorité des Habsbourg tombent une à une. Belfort capitule sans combattre le 5 janvier 1633.
En octobre 1633, l'armée espagnole du duc de Feria occupe Belfort, au soulagement des habitants catholiques. Le 7 mars 1634, elle est reprise sans grande résistance par le rhingrave Otton-Louis pour les protestants ; le château se rend après quelques coups de canon.
À la suite de la défaite suédoise à Nördlingen, la Suède ne peut plus tenir ses positions en Haute-Alsace. Le traité de Paris, signé le 1er novembre 1634 entre la France et la Ligue protestante, place les villes alsaciennes, sauf Belfort restant une possession de la monarchie autrichienne, sous la protection de la France. Louis II de Champagne, comte de la Suze, est nommé par Richelieu gouverneur dans la ville voisine de Montbéliard. Rapidement il prend conscience de l'intérêt stratégique de Belfort ; il en fait le siège et s'en empare dans la nuit du 27 au 28 juin 1636,,. Gaspard de Champagne, un de ses fils, devient comte de la Suze à la mort de son père en septembre 1636 et hérite de Belfort alors ruinée par la guerre. La population a été divisée par deux et ne dépasse pas les 500 habitants.
Devenu seigneur de Belfort, Gaspard de Champagne érige une fortification moderne, pour l’époque, permettant de protéger le Château par la construction d’un couronné composé de deux bastions, d’un demi bastion et d’une demi-lune. Cet ensemble est appelé par la suite « Couronné du Comte de la Suze ».Il fait réparer l’enceinte, rétablir l’exercice des foires et marchés et réparer les routes et les ponts. Il développe la métallurgie au sud de la ville historique dans le quartier nommé depuis le Fourneau.
En 1648, le Traité de Westphalie met fin aux hostilités. Belfort devient une ville française. En 1651, Gaspard de Champagne rejoint Condé et la Fronde. Finalement c'est le marquis Henri de La Ferté-Senneterre qui reprendra la ville le 23 février 1654 au nom du roi de France. En décembre 1659, le roi offre Belfort au cardinal Mazarin, dont sa nièce Hortense Mancini hérite deux ans plus tard. La cité est alors pleinement intégrée au royaume de France, tandis que Montbéliard reste une enclave des ducs de Wurtemberg et le reste de la Franche-Comté, espagnol.

#### Belfort, promue capitale du duché de Mazarin
Louis XIV alors qu'il séjourne à Toulouse pour préparer son mariage avec l'infante d'Espagne en décembre 1659 signe une lettre de donation du comté de Ferrette et des seigneuries de Belfort, Thann, Altkirch et Issenheim : elle offre une partie essentielle des seigneuries alsaciennes du Sundgau, récemment prises aux Habsbourg, à son Premier ministre, le cardinal Mazarin, habile négociateur des traités de Westphalie. Peu avant sa mort le 9 mars 1661, le cardinal lègue cette principauté alsacienne à sa nièce Hortense Mancini le jour de son mariage le 1er mars, à la condition que son époux Charles-Armand, duc de la Meilleraye, marquis de la Porte, prenne désormais le patronyme de Mazarin et la dénomination noble de "duc de Mazarin".
L'intendant de la province, Charles Colbert de Croissy, nommé par Mazarin, a déjà restructuré le legs du cardinal. En cinq voyages entre 1661 et 1672, le nouveau duc de Mazarin organise la gestion des biens et droits multiples, d'autant plus facilement que la Régence d'Ensisheim est placée désormais sous la tutelle souveraine des princes d'Alsace méridionale. Le duc Charles-Armand, dévot brouillé avec son épouse après 1667, vit solitaire dans ses terres bretonnes pendant plus de trente ans. Ensuite, les héritiers du couple qui vivent à la cour ou à Paris, délaissent leurs terres du Sundgau confiées à une multitude d'intendants et de représentants, à l'exception de deux grands voyages inauguraux entre 1713 et 1789.

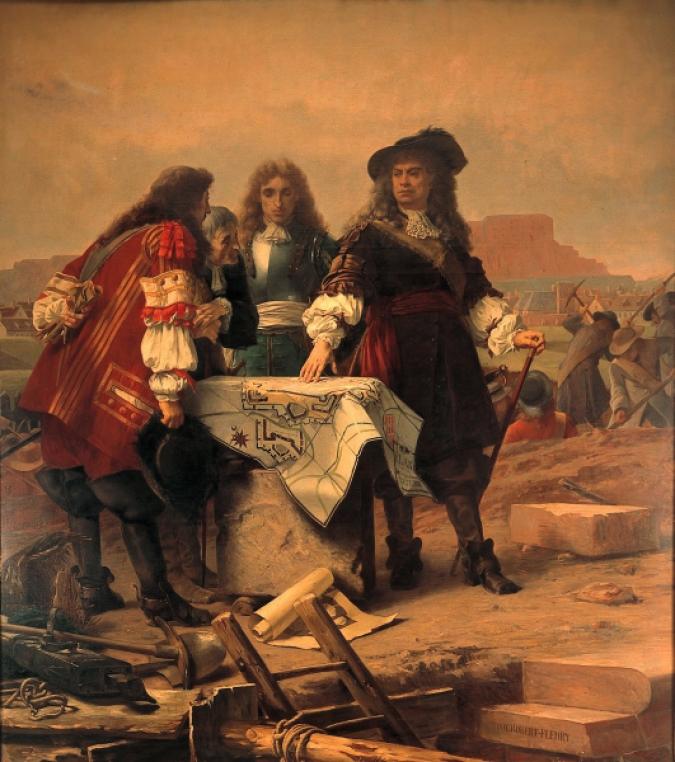
Vauban et Louvois visitant les travaux de fortifications de Belfort en 1679 de Tony Robert-Fleury, 1880.

Entre 1665 et 1682, Belfort est choisie comme centre d'une subdélégation, dépendante de l'intendance d'Alsace.

#### Belfort, forteresse royale et place de guerre, fortifications de Vauban

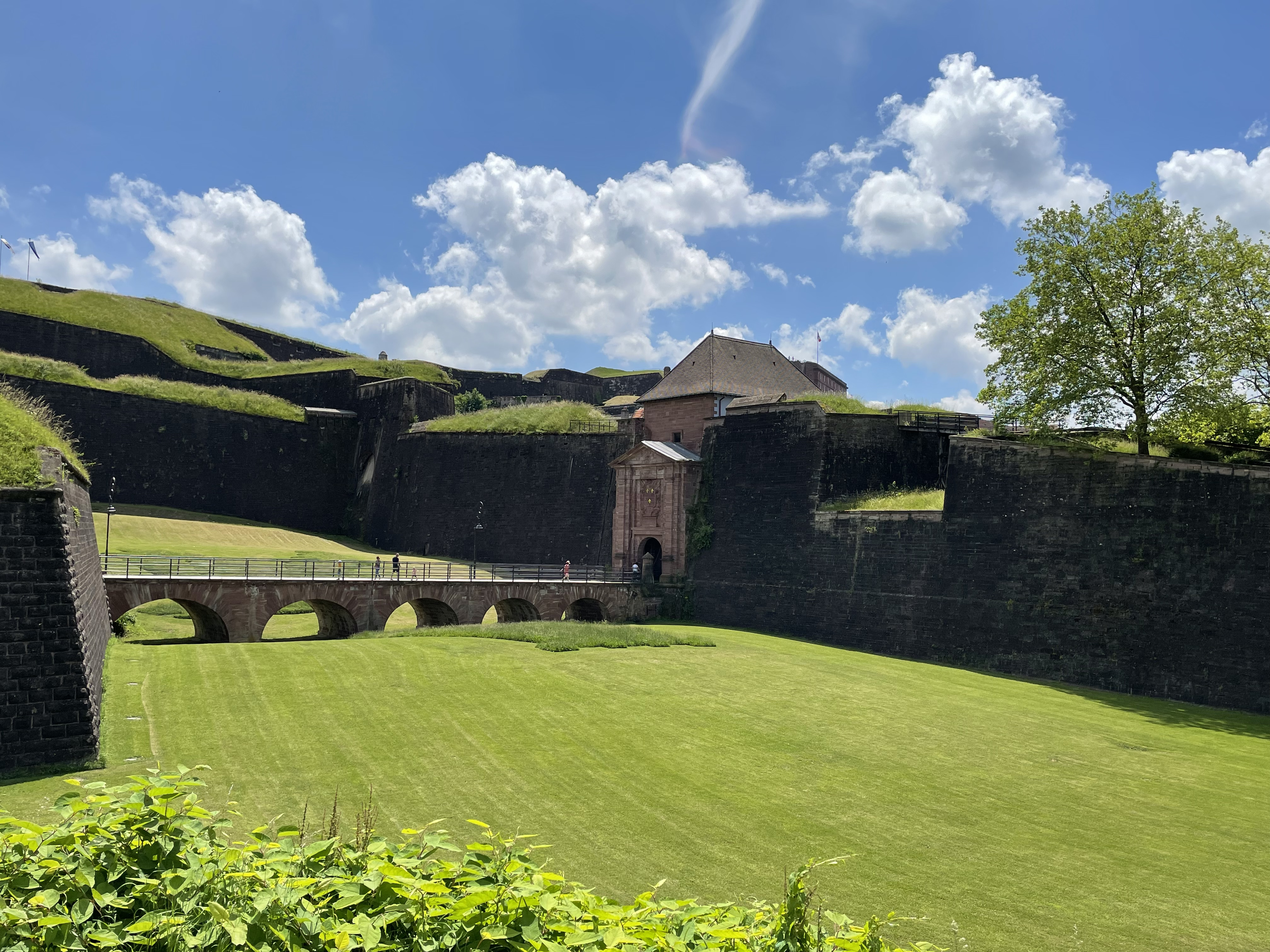
Porte de Brisach (Vauban, 1687-1703).

Quand Vauban découvre Belfort en juin 1675, il donne une description négative de la villotte de cent vingt deux maisons et du château qu'il découvre. Louis XIV l'a missionné pour établir une ceinture de fer sur les frontières du royaume de France. La nécessité première de Vauban est d'agrandir la ville et de la fortifier pour empêcher des possibles incursions allemandes. Il revient par deux fois à Belfort en 1677 et en 1679 avec le ministre de Guerre Louvois pour organiser le pré carré. En juin 1686, la Ligue d'Augsbourg se crée pour contrer les aspirations annexionnistes du Roi de France. Le grand projet de fortification de Belfort devient une priorité et Vauban s'attèle à la tâche en accélérant les travaux en 1687. Les aménagements gigantesques entrepris, tels que la fortification de la ville en pentagone avec des tours bastionnées, la déviation du canal, dureront jusqu'en 1703.

#### Essor de la ville et fin conflictuelle de l'ancien régime
Le visage de Belfort a totalement changé en quinze ans, la cité a doublé de taille et la population passe de 1 200 à 4 000 habitants. La garnison de plus de 2 500 hommes constitue la majeure partie de la population.
Mais la ville, siège d'une délégation permanente d'Alsace, s'affirme progressivement comme un important centre administratif.François Noblat occupe l'accaparante fonction de subdélégué de 1715 à 1752. Il laisse la charge à celui qui l'a secondé, son neveu François-Bernardin Noblat, en poste jusqu'en 1770.
Autrefois, la grande ville locale était Montbéliard, mais, après une brève conquête par l'armée de Louis XIV, elle est demeurée sous l'égide de sa principauté allemande d'origine. Elle se retrouve logiquement délaissée par l'administration royale et les grandes routes traversant la région vont se croiser au seuil stratégique de Belfort. De ce nouveau nœud routier partent les routes vers Paris, Remiremont, Colmar, mais aussi la ville-république de Mulhouse, Bâle et Porrentruy en Suisse, Montbéliard dans le duché de Wurtemberg.
Par ses prérogatives administratives, judiciaires et militaires, Belfort s'impose au milieu du XVIIIe siècle comme la capitale alsacienne du Sundgau. Ayant assuré la sécurité militaire, les autorités françaises construisent de nombreuses routes, ponts et digues pour contrer les inondations. La route entre Belfort et Lepuix est prolongée par les ingénieurs des Ponts et Chaussées du Roi entre 1753 et 1760 vers le Ballon d'Alsace.

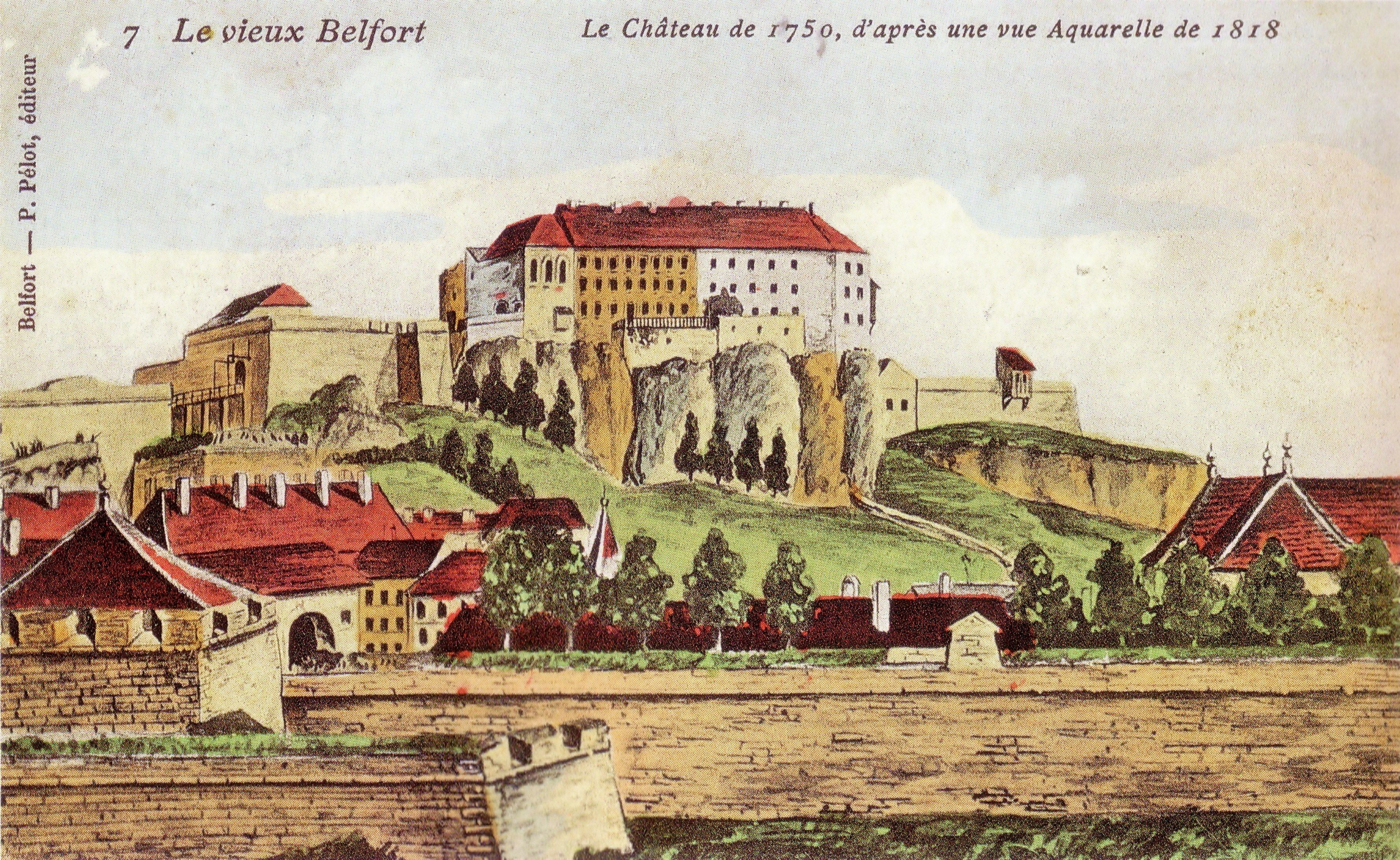
Le vieux Belfort en 1750, aquarelle datant de 1818.

Une des deux pépinières royales d'Alsace est implantée à Belfort, elle fournit des arbres d'alignement et des arbres fruitiers pour les vergers.
En 1719, certaines prérogatives de la charte de 1307 sont rétablies, notamment l'élection du « Conseil des Neuf », mais au lieu d'être renouvelés tous les ans, les conseillers sont élus à vie. Des protestations éclatent et conduisent à l'expulsion de deux conseillers hors de la ville. Ces enjeux politiques sont par la suite davantage des rivalités entre grandes familles de la ville, telles les Antonin, Viellard ou Migeon. Cette oligarchie bourgeoise est parfois plus riche que la noblesse environnante ce qui entraîne des conflits d'intérêts entre la représentation municipale du « Conseil des Neuf » et la représentation ducale, le prévôt François-Bernardin Noblat.
Par le jeu des héritages et descendances, le duché de Mazarin se retrouve en 1777 sous l'autorité de Louise d'Aumont, duchesse de Valentinois par son mariage avec Honoré Grimaldi, duc de Valentinois, prince héréditaire de Monaco. Leur train de vie les pousse à prélever davantage de taxes au comté de Belfort pour faire face à leur endettement. Cette tutelle est difficilement supportable par les Belfortains qui engagent des avocats pour se défendre. Les procès durent jusqu'en 1788.
La donation au cardinal Mazarin, sur proposition d'un rapport soumis le 17 juillet 1791 à l'Assemblée nationale par le député de Saône-et-Loire Jean-Baptiste Geoffroy, est annulée le 25 juillet 1791, au moment des événements révolutionnaires au nom de la souveraineté nationale.

### Époque contemporaine (1789-1914)

#### Des événements révolutionnaires de 1789 aux guerres de la Révolution de 1792
Les idées de la Révolution française gagnent Belfort. Un cercle de personnalités locales et régionales se crée avec Jean-Baptiste Kléber, son demi-frère Burger, les familles Parisot, Strolz, Antonin et Felemez. Kléber participe activement à la rédaction des cahiers de doléances du comté de Belfort. De ce fait, lui et le chanoine Lubert poussent Marc David Lavie à représenter le comté à l'Assemblée constituante en tant que député du Tiers état. La Grande Peur, qui s'est propagée en France lors de l'été 1789, n'atteint guère Belfort, car la ville n'était pas assez rurale pour connaître les émeutes paysannes et pas assez citadine pour générer un mouvement de sans-culottes important. Lors de la création des départements, le 26 février 1790, Belfort devient chef-lieu de district du département du Haut-Rhin. Le 21 octobre de la même année, l'affaire de Belfort éclate, scandale dû à quelques soldats du régiment de Lauzun et du Royal-Liégeois. Une quinzaine d'officiers royalistes tentent d'entrer dans l'hôtel de ville. Kléber disperse les trouble-fêtes.
Le contexte de guerre opposant la France révolutionnaire face aux puissances monarchiques européennes, dont l'Autriche, inquiète les Belfortains. Les troupes ennemies se massent à la frontière du Rhin. Des doutes se lèvent sur la neutralité affichée de Frédéric-Eugène, duc de Wurtemberg et prince de Montbéliard. Sous impulsion du conseil municipal, un détachement de troupes de la garnison et la garde nationale de Belfort, deux canons, rejoints par 150 hommes de la garde nationale d'Héricourt se réunissent. Plus de 5 000 hommes se massent devant Montbéliard qui se rend sans combattre, étonné d'une telle incursion, étant donné la position pacifique du prince. Cependant cette entreprise locale est désavouée par deux commissaires du Haut-Rhin. En effet cette agression pourrait avoir des conséquences diplomatiques lourdes, le duché de Wurtemberg pourrait rejoindre activement la coalition monarchique liée contre la France. Or la victoire française à Valmy le 20 septembre 1792 évite à Belfort d'être sanctionnée et permet aux idées de la Révolution de gagner les Montbéliardais.

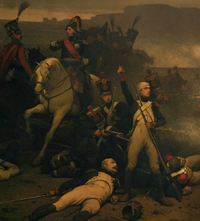
Claude Jacques Lecourbe défendant Belfort en 1815 d'Albert Maignan, 1880.

#### Belfort sous le Premier Empire
Au début du Consulat en 1800, Belfort est une sous-préfecture du Haut-Rhin. La défaite de l'Empire napoléonien à Leipzig entraîne l'occupation de Belfort, due à sa position de voie de communication. Le 24 décembre 1813, l'armée bavaroise s'installe devant la cité, elle est rejointe par des Autrichiens, des Cosaques et des Hongrois. Le siège est le plus long et un des plus durs que la ville ait connus, 113 jours sans ravitaillement. Le commandant Jean Legrand qui défend la ville se rend le 12 avril 1814. La ville est alors occupée par les armées autrichiennes jusqu'en juin 1814. En mars 1815, Napoléon Ier s'échappe de l'île d'Elbe et reprend temporairement le pouvoir en France, la défense du Rhin est confiée au général Claude Jacques Lecourbe. Face aux armées autrichiennes, il résiste pendant 15 jours, du 27 juin au 8 juillet 1815. La défaite de Napoléon à Waterloo entraîne la cessation des hostilités à Belfort qui n'a subi que de faibles dégâts. La ville évite ainsi une nouvelle occupation.

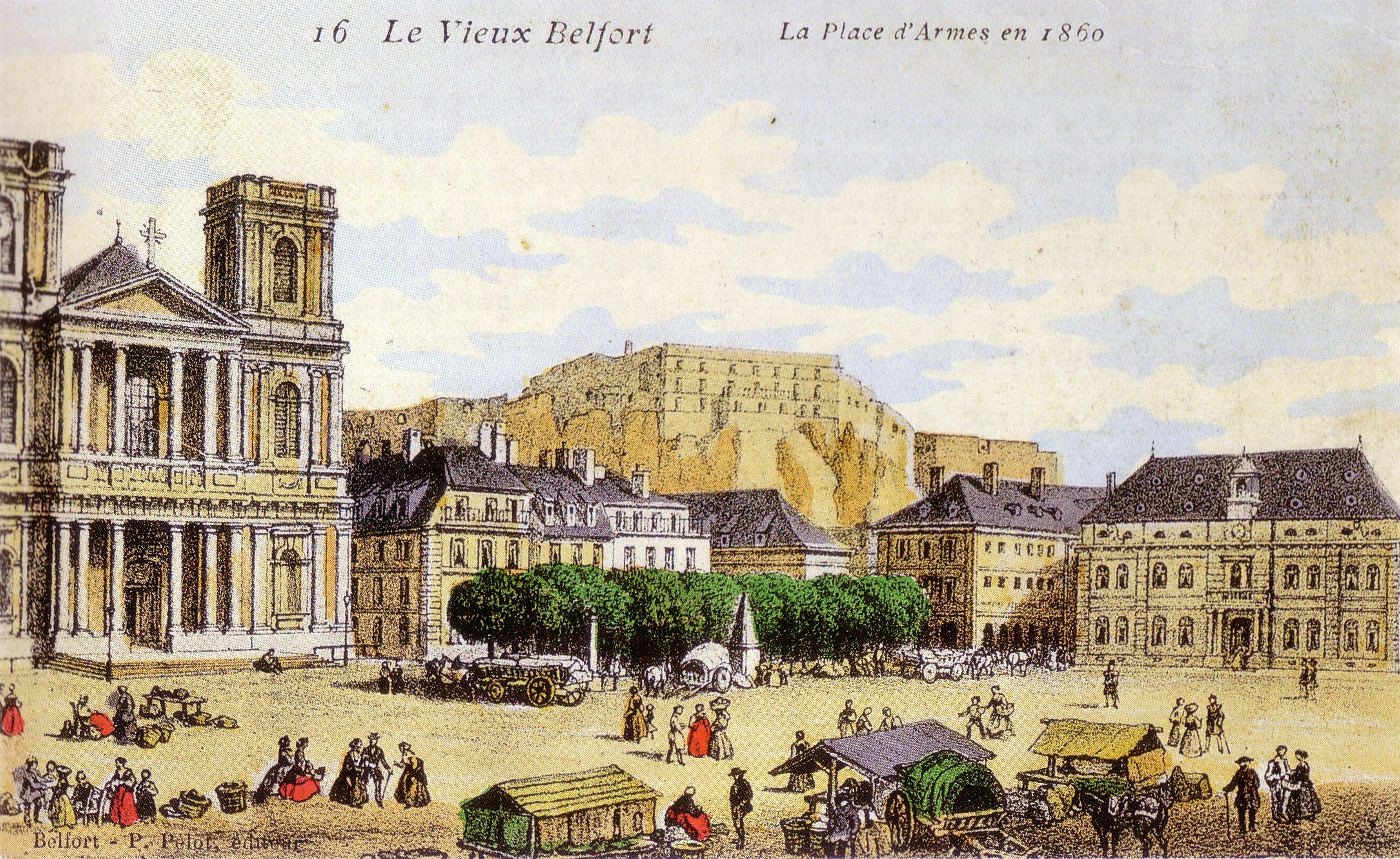
Le vieux Belfort : la place d'Armes en 1860

#### Nouvelles fortifications de Belfort sous la Restauration et la monarchie de Juillet
En 1822, un complot, qui part de Belfort, vise à détrôner le roi Louis XVIII ; cette tentative avorte. Le général François Nicolas Benoît Haxo est chargé de fortifier les défenses de la frontière dont Belfort. Il réalise le camp retranché aux monts de la Justice et de la Miotte. Les travaux du fort de la Justice commencent en 1826 et ceux du fort de la Miotte en 1831 après la venue du roi Louis-Philippe Ier à Belfort. Haxo renforce également la citadelle en créant des enceintes supplémentaires élargissant de fait la place forte de la cité. Il remplace l'ancienne caserne construite par Vauban par une nouvelle à l'épreuve des bombes. Ces aménagements font appel à une importante main d'œuvre pendant les vingt années que durent les travaux, entraînant une augmentation de population d'un millier d'âmes qui stimule le commerce. Ce nouvel essor décline lors de l'épidémie de choléra subie par la cité en 1832. La ville reste une sous-préfecture et le premier Journal hebdomadaire de la ville et de l'arrondissement de Belfort est publié en 1831. Bien que ce journal soit apolitique, il reflète l'intérêt des Belfortains pour la vie politique. Les libéraux modérés dominent la ville et sont partisans de la monarchie constitutionnelle.

#### Second Empire et siège de Belfort de 1870-1871

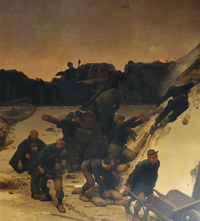
Le colonel Denfert-Rochereau défendant Belfort pendant le siège de Belfort de 1870-1871 d'Albert Maignan 1880.

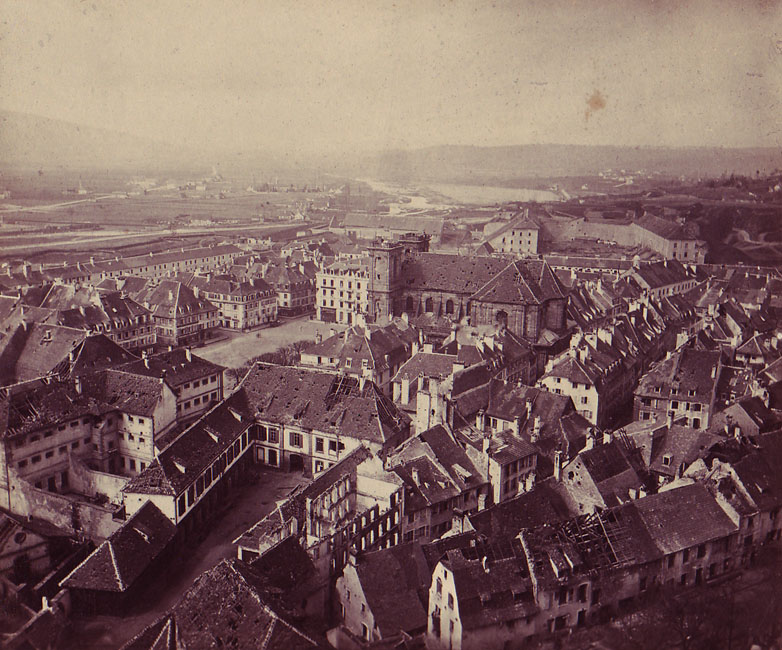
Vue générale après le siège de Belfort en 1871.

La IIIe République est proclamée deux jours après la défaite de l'empereur Napoléon III à Sedan le 2 septembre 1870. Le Colonel Pierre Philippe Denfert-Rochereau est alors nommé par le ministre de la Guerre Léon Gambetta, commandant de Belfort, le 17 octobre 1870. Les deux hommes croient en une possible victoire face à la Prusse et poussent la résistance à outrance. 
Les armées du général Udo von Tresckow encerclent la ville dès le 4 novembre et le 3 décembre tirent les premiers obus. Avec une garnison de 15 000 hommes Denfert-Rochereau doit résister à 40 000 Allemands. Au lieu de s'enfermer dans la place, il en dispute toutes les approches. Cette lente retraite vers le réduit prend un mois. L'ennemi a mis en batterie 200 gros canons qui, pendant 83 jours consécutifs, tirent plus de 400 000 obus, soit 5 000 obus par jour. Mais la résistance ne fléchit pas. Le 28 janvier 1871, Paris capitule et la convention d'armistice est arrêtée entre Otto von Bismarck et Jules Favre, ministre des affaires étrangères du gouvernement de la Défense nationale.
 Cependant Denfert-Rochereau poursuit la résistance malgré les morts, le manque de ravitaillement et les maladies, tel le typhus. Après 103 jours de siège, sur ordre formel du gouvernement, le colonel Denfert-Rochereau consent à quitter Belfort le 18 février 1871 avec sa troupe. Plus de 100 000 projectiles ont été lancés, laissant la ville dévastée. Avec le traité de Francfort négocié entre Otto von Bismarck, alors chancelier de l'empereur Guillaume Ier d'Allemagne et Adolphe Thiers, chef du pouvoir exécutif français (il devient président de la République française fin août 1871), le 10 mai 1871, la majeure partie de l'Alsace et une partie de la Lorraine sont rattachées à l'Empire allemand. Belfort ayant été invaincue, Bismarck consent à ce que seul l'arrondissement de Belfort, situé alors dans le département du Haut-Rhin, reste français. Les Allemands ne quitteront la ville que le 2 août 1873, après paiement de la totalité de l'indemnité de guerre.
On fait de Belfort le chef-lieu d'un territoire, minuscule, mais dont l'importance économique va devenir considérable. Un préfet est nommé dès le 14 mai, faisant du Territoire de Belfort un département de facto.

#### De la naissance du Belfort moderne à l'aube de la Première Guerre mondiale
Les Prussiens quittent la ville le 2 août 1873 et, un an après, on entreprend la construction des forts du Système Séré de Rivières, dont le fort du Salbert, autour de la place fortifiée de Belfort. Ils seront achevés vers 1885. En 1875, Bartholdi s'attèle à la réalisation du Lion de Belfort qui symbolise la résistance de la ville pendant le siège de la ville en 1870-1871. Son œuvre sera achevée en 1879.
La ville connaît une hausse significative de sa population grâce à l'arrivée d'immigrés alsaciens dont la plupart suivent les activités économiques déplacées pour conserver leur accès au marché français, quelques-uns, plus rares, refusant l'annexion. Jusqu'en 1870, Belfort était moins peuplée que Thann ou Luxeuil. De 1870 à 1914, la population passe de 8 000 à 34 000 habitants. Les deux tiers des nouveaux venus sont originaires d'Alsace. Paul Lévy écrit : « À ce moment encore on y entendait des chefs d'usine interpeller leurs ouvriers dans le plus pur dialecte de Mulhouse, et, dans les rues, des yô [=ja] dont le circonflexe s'allongeait à n'en plus finir, et des jurons d'Alsace sonores comme des tambours, tandis que le Mülhauser Tagblatt arrivait tous les jours par ballots. Le lycée s'y recruta en partie parmi les enfants des communes allemandes du voisinage, qui venaient en foule y apprendre le français. ». En 1879, plusieurs sociétés industrielles alsaciennes installent à Belfort des établissements qui leur permettront de conserver l'accès au marché français dont la Société Alsacienne de Constructions Mécaniques (SACM), fabriquant des locomotives, moteurs et alternateurs qui deviendra ALS-THOM en 1929 puis ALSTHOM, et depuis 1998 Alstom, ainsi que l'entreprise DMC (Dollfus-Mieg et Compagnie) spécialisée dans l'industrie du textile. Cet important apport alsacien explique que les patronymes alsaciens soient aujourd'hui extrêmement communs à Belfort et dans les environs (par exemple, l'un des ex-présidents du Conseil général se nomme Yves Ackermann, l'un des ex-maires de Belfort, Étienne Butzbach, l'un des deux députés du département, Zumkeller…).
Pendant la répression de janvier et février 1894, la police y effectue des perquisitions visant les anarchistes qui y résident, sans réel succès,,. 
C'est durant la période 1904-1905 qu'Eugène Lux réalise le marché couvert de Fréry sur le modèle des Halles de Paris,.

### Époque contemporaine depuis 1914

#### Première Guerre mondiale
Avec la Première Guerre mondiale, Belfort connaît son quatrième siège en l'espace d'un siècle. La place, de nouveau fortifiée quelques décennies plus tôt, accueille à l'aube de la guerre les 35e et 42e régiments d'infanterie, rejoints par les 171e et 172e régiments d'infanterie, doublant les effectifs. Lorsque la guerre éclate, les Allemands violent la neutralité belge pour attaquer directement Paris. Ils voulaient éviter d'attaquer à la frontière alsacienne fortement protégée par le Séré de Rivières des places fortes de Verdun, Toul, Épinal et Belfort. De fait, les 35e et 42e régiments d'infanterie marchent vers Mulhouse qu'ils prennent par deux fois mais sont rapidement repoussés. Le front se stabilise au sud du Sundgau pour s'y enterrer jusqu'en 1918. Belfort se prépare dès le lendemain de la mobilisation à la guerre. Le général Frederic Thevenet (1851-1927) fait évacuer les populations les plus exposées, ainsi que les ressortissants étrangers et représentants d'entreprises suspectées de traiter avec l'ennemi. Un laisser-passer est instauré pour les Belfortains restant sur place. La ville sera une ville de ravitaillement, qui vivra pendant quatre ans au rythme des soldats, des blessés et des convois funéraires. L'Union sacrée jouera son plein dans la ville où toutes les synergies militaires et civiles sont activées pour résister. Les usines SACM auront produit cinq millions d'obus, fabriqués par deux équipes féminines. Bien que les combats aient lieu à 15 km, Belfort est régulièrement bombardée par l'aviation, nouvelle arme militaire, et un canon longue portée, le langer Max, situé à Zillisheim. La fin de la guerre le 11 novembre 1918 se traduira par une « fête nationale, […] même internationale, étant donné la présence des Américains ».
La commune a été décorée 6 janvier 1920 (remise le 20 juillet) de la croix de guerre 1914-1918.

#### Entre deux-guerres: l'officialisation du Territoire de Belfort
Le rattachement de l'Alsace à la France pose de nouveau le problème du statut de Belfort : est-ce que la ville doit réintégrer le Haut-Rhin ? Administrativement, elle dépend depuis 1871 de Besançon pour les services de l'Éducation nationale et de Vesoul pour la Poste et les services fiscaux. De même les paroisses belfortaines ont été rattachées à l'archevêché de Besançon. De plus la législation applicable dans le Haut-Rhin, pour partie héritée de celle allemande, mais qui surtout n'a pas connu les évolutions du droit français depuis 1871 et notamment la Loi de séparation des Églises et de l'État, diffère de celle s'appliquant à Belfort. En outre, Belfort aurait été déclassée de préfecture à sous-préfecture. Enfin, les élus locaux se seraient sans doute peu satisfaits de perdre l'autonomie politique acquise, et que soient prises à Colmar les décisions les concernant. Pour ces raisons, le Territoire de Belfort devient, en mars 1922, le 90e département.
Le 3 mai 1936, le Front populaire remporte les élections législatives et Léon Blum est nommé président du Conseil. La série de mesures sociales prises par les accords Matignon, signés dans la nuit du 7 au 8 juin de la même année connaissent un écho particulier à Belfort. Fortement industrialisée, la ville connaît d'importants mouvements de grève, notamment dans les usines Alsthom, à l'usine à gaz (centrale électrique), ce qui prive même la ville d'électricité, et à DMC. Ce mouvement s'est même étendu aux grands commerces comme les Galeries modernes, futures Galeries Lafayette et au magasin Monoprix. Les employés de l'usine à gaz obtiennent, à titre d'exemple, une troisième semaine de congés payés, alors que les accords de Matignon n'en prévoyaient que deux.

#### Seconde Guerre mondiale

##### Occupation
Après la défaite française, Belfort fait partie de la zone occupée et subit l'occupation allemande. Le secteur de la gare, nœud de communication ferroviaire, est régulièrement bombardé par l'aviation américaine engendrant des dégâts collatéraux, le quartier de la Pépinière sera presque entièrement détruit. Le ravitaillement est relativement assuré pendant l'occupation, cependant la stagnation du front en septembre 1944 complique la situation. Les Alliés sont stationnés depuis le 16 septembre sur la ligne de front Ronchamp-Pont-de-Roide-Vermondans.

##### Brève installation du gouvernement de Vichy
À la fin du mois d'août, la ville va abriter le gouvernement de Vichy à l'agonie. Face à l'avance des Alliés en France, les Allemands convoient Pierre Laval depuis Paris à Belfort, suivi quelques jours plus tard, le 21 aout, du maréchal Pétain depuis Vichy. Les deux hommes, qui ne s'entendent plus (Pétain refusera de rencontrer Laval à Belfort), sont logés à la préfecture. Un certain nombre de collaborateurs du gouvernement de Vichy se réfugient également dans le Territoire: Paul Marion, secrétaire d'État à la Propagande, Jean Bichelonne, ministre de la Production ou Joseph Darnand, chef de la milice qui s'installe à Valdoie, au château Charpentier. Dès le 24 août, le maréchal Pétain s'installe dans le château de Louise et Louis Viellard à Morvillars où se tiennent des réunions de la Résistance. Pétain fera ainsi passer une lettre à de Gaulle.
Les miliciens s'installent eux à la caserne Vauban (actuel hôtel du département) et dans le lycée de garçons. Ils vont faire régner pendant leurs trois semaines de présence un régime de terreur sur la ville, commettant des exécutions sommaires et autres actes mafieux au mois de septembre. Ils volent ainsi  300 millions de francs à la Banque de France, pille un dépôt d'essence et le dépôt de tabac de la ville. La Gestapo s'installe faubourg des Ancêtres, arrête, torture et exécute le résistant Henri Veit.
Le Résistant Lucien Lamet, nommé préfet du Territoire par Gouvernement provisoire de la République française s'installe pendant cette période secrètement en ville.

##### Étape des dernières déportations vers l'Allemagne
Le 15 août 1944, les prisonniers politiques et alliés arrivés de l’ouest de la France par le convoi de Langeais et ceux du sud-ouest de la France sont internés au fort Hatry dans l'attente d'une déportation vers l'Allemagne. Ils resteront près de 15 jours enfermés dans la caserne avant d’être déportés en Allemagne par quatre convois :
- le 26 août, 278 hommes sont déportés à Natzweiler puis Dachau[64].
- le 29 août, 702 hommes vers le KL Neuengamme[65]
- le 1er septembre, 188 femmes sont déportées vers Ravensbrück[66].
- un autre convoi de plus de 400 prisonniers alliés (Américains, Anglais et Canadiens) est aussi acheminé pendant cette période vers l'Allemagne.

Entre le 24 août et le 29 août 1944, 241 prisonniers sont libérés par petits groupes dans la ville,
- le 5 septembre, 176 hommes sont déportés vers Buchenwald[69].
- le 3 octobre, 60 détenus à la caserne Friedrich sont déportés vers Buchenwald[70].
- le 17 novembre, un dernier transport de 89 hommes est dirigé vers Gaggenau, situé en Pays de Bade près de Rastatt au sud de Karlsruhe[71].

Afin d'éviter que les jeunes belfortains ne les rallient, ils sont réunis sous un prétexte au fort Hatry et raflés le 14 septembre 1944 pour être affectés au travail forcé dans les usines allemandes. Ils ne retourneront en France que peu avant la capitulation du Troisième Reich, le 8 mai 1945.

##### Libération de la ville
La Première armée française dirigée par le général Jean de Lattre de Tassigny est obligée de maintenir le front en attendant la réfection des voies de communication pour permettre le ravitaillement des armées. À la suite du renoncement de Tassigny dans les Vosges le 17 octobre, le général décide de reprendre le plan initial en libérant en premier lieu Montbéliard. Cette ville sera libérée le 17 novembre à la suite d'un plan secret établi par de Lattre de Tassigny laissant la voie ouverte à la libération de Belfort. Cependant le fort du Salbert, au nord-ouest de la ville, bloque l'accès à la ville. Le 19 novembre, une attaque est entreprise contre le fort. Pendant la nuit, 1 500 hommes des Commandos d'Afrique, armées de mitraillettes et de grenades, infiltrent la forêt du Salbert, supprimant silencieusement sur leur passage les postes de garde allemands. Les fossés sont descendus à la corde, les remparts escaladés à l'aide d'échelles démontables. Après cinq heures de marche, la colonne surprend la garnison du fort et la maîtrise rapidement. Le 20 novembre, à l'aube, dévalant les pentes du Salbert, les commandos, bientôt suivis des chars, pénètrent dans Belfort. Après deux jours de combats de rues, Belfort est libérée, le 25 novembre 1944. Le Territoire sera totalement libéré trois jours plus tard.
La commune a été décorée, le 30 juin 1948, de la Croix de guerre 1939-1945 avec palme de bronze.

#### Des années d'après-guerre auXXIesiècle
L'ancien maire Pierre Dreyfus-Schmidt (parti radical) a participé activement à la libération de la ville et retrouve son poste par arrêté préfectoral en novembre 1944. Il est confirmé à cette fonction par sa réélection en mai 1945. Les cinq années d'après-guerre sont florissantes, grâce à la relance économique liée à la reconstruction. Patronat et syndicats s'entendent, avec par exemple la création du comité d'entreprise d'Alsthom. Cette embellie est de courte durée et les usines locales connaissent des grèves, quasiment chaque année, les plus sévères ayant lieu en 1950 et 1955. Le décès de Pierre Dreyfus-Schmidt en 1964 entraîne une guerre de succession entre différents partis de sensibilité de gauche et du centre dont le Parti socialiste unifié (PSU), la Section française de l'Internationale ouvrière (SFIO), le Parti communiste (PC) et le Mouvement républicain populaire (MRP). Ce conflit permet à Jean-Marie Bailly de l'Union des démocrates pour la République (UDR) d'accéder à la mairie en 1971. Ceci et le relatif échec des événements de mai 1968 entraînent une chute du nombre de syndiqués à Alsthom passant de plus de 2 000 à moins de mille. La société Alsthom connaît également, en 1979, année de son centième anniversaire, 60 jours d'une grève appelée « Grève du Centenaire ».
En 1970, la municipalité engage des travaux de rénovation et d'embellissement, en passant par la rénovation des façades, l'aménagement ou le réaménagement de parcs urbains et le fleurissement de la ville. La réalisation des différents projets a pris une trentaine d'années. En 1983, Jean-Pierre Chevènement est élu maire de Belfort. Ses mandats et son rôle dans la vie politique du département ont marqué et marquent encore la ville, il développe le tissu universitaire (notamment grâce à ses actions comme ministre de l'Éducation nationale), contribue à la fondation de la communauté de l'agglomération belfortaine en 1999 (en application de la loi qu'il fait voter en tant que ministre de l'Intérieur), à la rénovation et à la colorisation du centre-ville, ainsi qu'à la promotion du projet de LGV Rhin-Rhône. Étienne Butzbach ayant succédé à Jean-Pierre Chevènement, Belfort fête en 2007 le 700e anniversaire de l'affranchissement de la ville par Renaud de Bourgogne et en 2011, les 130 ans du Lion, année où il est enfin inauguré.
En 2014, l'élection du maire Damien Meslot (LR) — jusque-là député — marque le retour de la droite à la mairie de Belfort depuis 1977, avant d'être réélu en 2020. Sa mandature est marquée par la sauvegarde du site d'Alstom, la transformation du quartier de l'ancien hôpital ainsi que la rénovation et piétonisation de la place de la République à l'issue d'une consultation populaire.

## Politique et administration

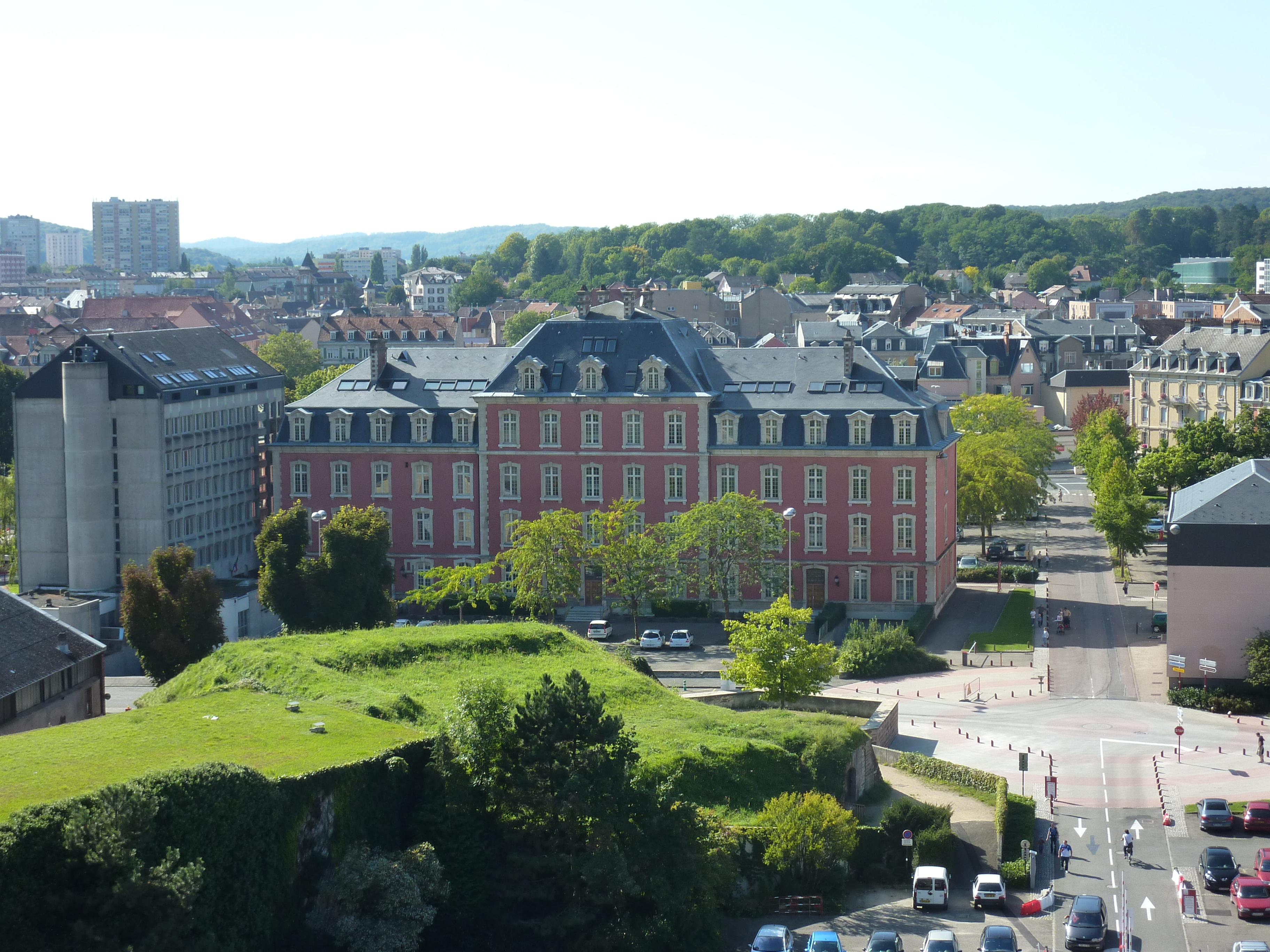
L'hôtel du département, siège du Conseil départemental du Territoire de Belfort.

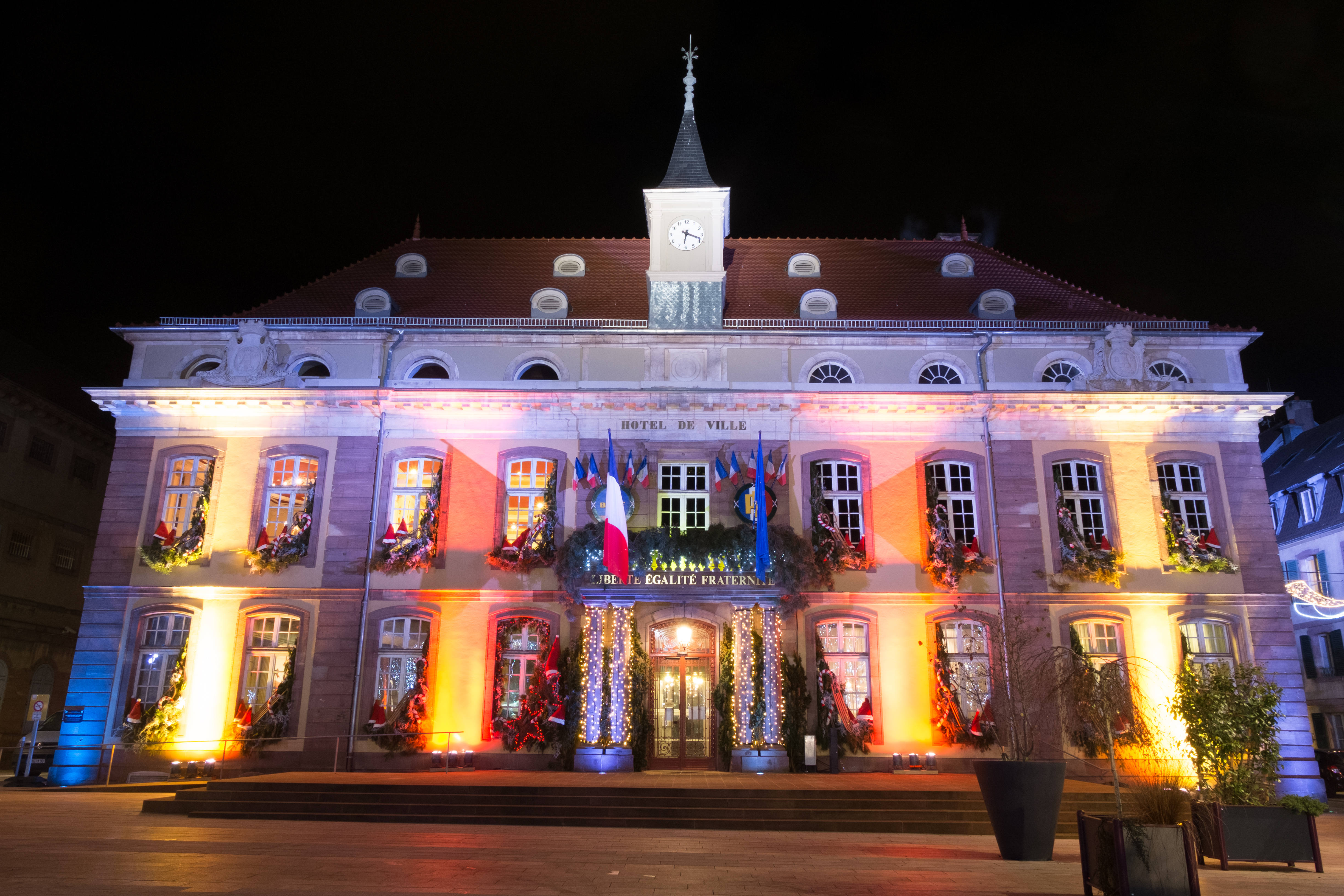
L'hôtel de ville de Belfort.

### Rattachements administratifs et électoraux

#### Rattachements administratifs
La ville est depuis 1871 le chef-lieu du département du Territoire de Belfort et de son unique arrondissement, l'arrondissement de Belfort.  Elle est à ce titre le siège du conseil départemental du Territoire de Belfort. 
De 1793 à 1967, elle était le chef-lieu du canton de Belfort, année où celui-ci est scindé entre les cantons de Belfort-Centre, Belfort-Est, Belfort-Ouest et Belfort-Nord.
Un nouveau découpages intervient en 1982, aboutissant à la division de la ville en cinq cantons, avec la création de celui de Belfort-Sud. 
Dans le cadre du redécoupage cantonal de 2014 en France, cette circonscription administrative territoriale a disparu, et le canton n'est plus qu'une circonscription électorale.

#### Rattachements électoraux
Pour les élections départementales, la commune est depuis 2014 le bureau centralisateur de trois cantons, : 
- le canton de Belfort-1, qui comprend la partie de la commune de Belfort située à l'ouest d'une ligne définie par l'axe des voies et limites suivantes : depuis la limite territoriale de la commune de Cravanche, rue de la 1re-Armée, ligne de chemin de fer de Paris à Mulhouse, ligne de chemin de fer de Dole à Belfort, jusqu'à la limite territoriale de la commune de Danjoutin ;
- Le canton de Belfort-2, constitué de la partie de la commune de Belfort située à l'intérieur d'un périmètre défini par l'axe des voies et limites suivantes : depuis la limite territoriale de la commune de Danjoutin, ligne de chemin de fer de Dole à Belfort, ligne de chemin de fer de Paris à Mulhouse, avenue André-Koechlin, avenue Charles-Bohn, avenue d'Alsace, rue des Lavandières, rue de la Croix-du-Tilleul, rue Charles-Gounod, cours de la Savoureuse, quai Vauban, avenue du Capitaine-de-la-Laurencie, rue Xavier-Bauer, rue Louis-Aragon, rue du Général-François-Benoît-Haxo, rue de la Paix, avenue d'Altkirch, rue de Danjoutin, jusqu'à la limite territoriale de la commune de Danjoutin ;
- Le canton de Belfort-3, constitué de la partie de la commune de Belfort non incluse dans les cantons de Belfort-1 et de Belfort-2.

Pour l'élection des députés, la ville est répartie entre la première (pour les anciens cantons de Belfort-Centre et de Belfort-Est) et la deuxième circonscription du Territoire de Belfort (pour les trois autres anciens cantons).

### Intercommunalité
Belfort était le siège de la communauté d’agglomération dénommée communauté de l'Agglomération Belfortaine (CAB), un établissement public de coopération intercommunale (EPCI) à fiscalité propre créé en 1999 regroupant 33 communes et qui succédait à un district urbain créé en 1973. Cette intercommunalité exerçait les compétences que lui avaient transférées les communes membres, dans les conditions déterminées par le code général des collectivités territoriales.
Dans le cadre des dispositions de la loi portant nouvelle organisation territoriale de la République du 7 août 2015, qui prévoit que les établissements publics de coopération intercommunale (EPCI) à fiscalité propre doivent avoir un minimum de 15 000 habitants, cette intercommunalité a fusionné avec la communauté de communes du Tilleul et de la Bourbeuse (CCTB)  pour former, le 1er janvier 2017, la communauté d'agglomération qui porte le nom de Grand Belfort et regroupe 52 communes.
Belfort en est le siège.
La communauté d'agglomération est l'un des cinq EPCI qui constituent le pôle métropolitain Nord Franche-Comté, dont le territoire s'étend sur le Territoire de Belfort, la Haute-Saône et le Doubs. Belfort en est la plus grande ville.

### Élections municipales et communautaires

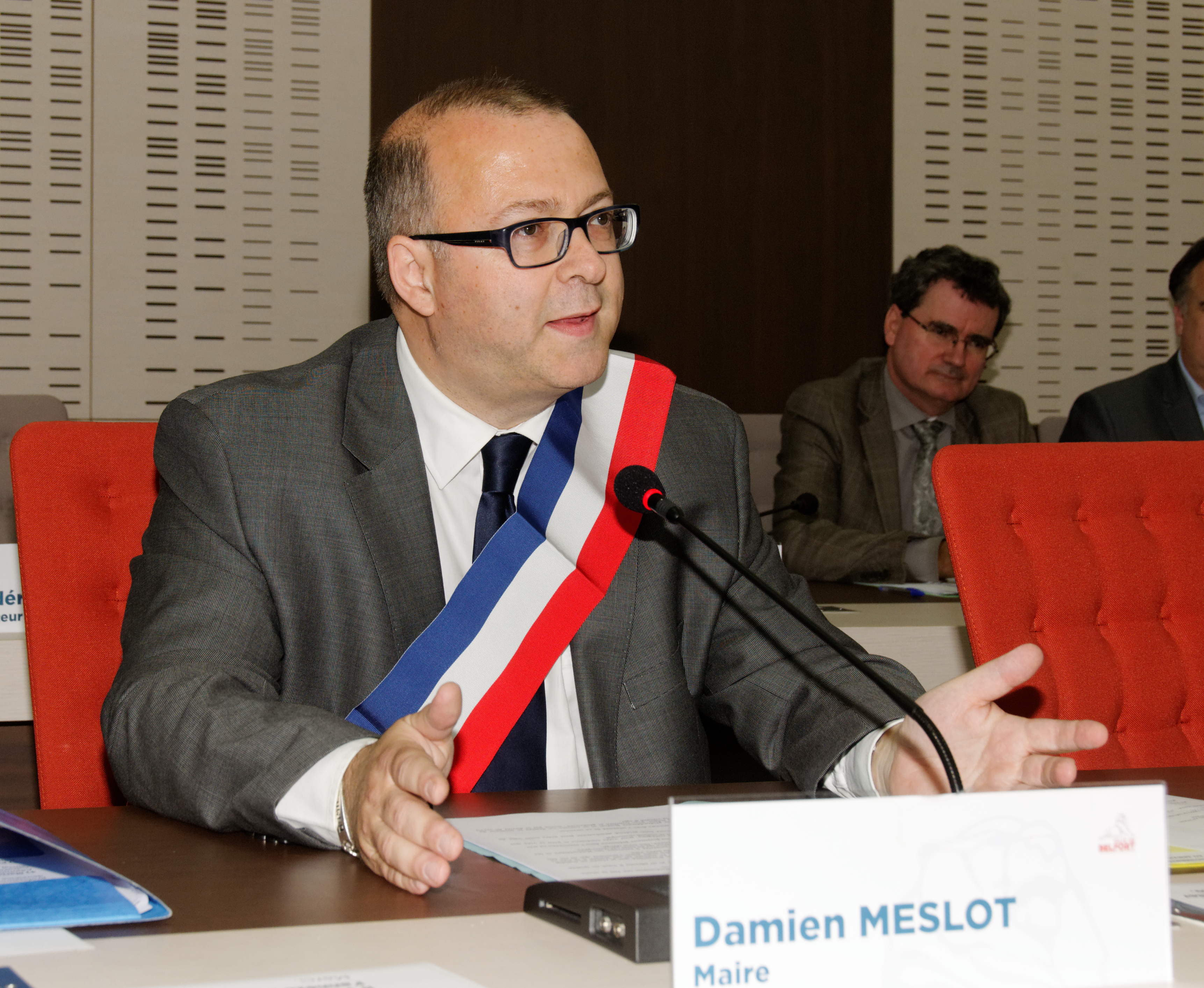
Damien Meslot, maire depuis 2014.

#### Élections municipales
Depuis 1944, la ville est principalement administrée par des partis politiques de gauche et du centre. Pierre Dreyfus-Schmidt du parti radical reprend son poste de maire dès la libération de la ville en 1944, il est réélu maire en mai 1945. Seuls Jean-Marie Bailly et son successeur Pierre Bonnef, tous deux de l'Union des démocrates pour la République (UDR), parti de droite, accèdent à la mairie en 1971 et en 1977. Jean-Pierre Chevènement a été maire de 1983 à 1997 sous la liste du Parti Socialiste. Puis à partir de 1992, il commence à se distancier du PS. Il sera réélu en 1995, sous la liste du parti politique qu'il crée, le Mouvement des citoyens. Il démissionne quand il devient ministre de l'intérieur au profit de Jackie Drouet. De nouveau réélu premier conseiller de la ville en 2001, il démissionne de son poste en 2007.
C'est alors que l'ancien maire de la ville Étienne Butzbach (MRC) reprend le poste. Il est réélu au second tour des élections municipales de 2008 avec 48,27 % des suffrages exprimés. 
Lors du second tour des élections municipales de 2014 dans le Territoire de Belfort, la liste UMP menée par Damien Meslot obtient la majorité  des suffrages exprimés, avec 7 096 voix (47,38 %, 34 conseillers municipaux élus dont 23 communautaires), devançant largement les listes menées respectivement par, : 

-  Étienne Butzbach, maire sortant (PS-PCF-EELV, 4 786 voix, 31,96 %, 7 conseillers municipaux élus dont 5 communautaires) ; 

-  Marc Archambault (FN, 1 562 voix, 10,43 %, 2 conseillers municipaux élus dont 1 communautaire) ; 

-  Bastien Faudot (DVG-MRC, 1 530 voix, 10,21 %, 2 conseillers municipaux élus dont 1 communautaire) ; 

Lors de ce scrutin, 41,74 % des électeurs se sont abstenus. 
Lors du second tour des élections municipales de 2020 dans le Territoire de Belfort, la liste LR menée par le maire sortant Damien Meslot obtient la majorité absolue  des suffrages exprimés, avec 4 607 voix (56,93 %, 34 conseillers municipaux élus dont 28 communataires), devançant très largement celles menées respectivement par, : 

- Mathilde Nassar (LFI, 1 582 voix, 19,55 %, 4 conseillers municipaux et communautaires élus) ; 

- Samia Jaber (DVG, 1 164 voix, 14,38 %, 3 conseillers municipaux et communautaires élus) ; 

- Marie-José Fleury (MoDem, 739 voix, 2 conseillers municipaux élus dont 1 communautaire).

Lors de ce scrutin marqué par la pandémie de Covid-19 en France, 65,81 % des électeurs se sont abstenus.

#### Liste des maires
Depuis 1945, dix maires se sont succédé en douze mandats :
| Période       | Période                    | Identité                | Étiquette        | Qualité |
| ------------- | -------------------------- | ----------------------- | ---------------- | --- |
| 1945          | 1946                       | Pierre Dreyfus-Schmidt, | PRRRS            | Maire de Belfort (1935 → 1939) Conseiller général de Belfort (1934 → 1940) Député du Territoire de Belfort (1945 → 1951 et 1956 → 1958) Chevalier de la Légion d'honneur Croix de guerre, Médaille de la Résistance |
| 1946          | 1958                       | Hubert Metzger,         | Rad progressiste | Ancien chef de bureau de préfecture, résistant Croix de guerre, officier de la Légion d’honneur Mort en fonction |
| 1958          | juillet 1964               | Pierre Dreyfus-Schmidt, | URP              | Avocat, prisonnier de guerre, évadé, résistant Député du Territoire de Belfort (1945 → 1951 et 1956 → 1958) Chevalier de la Légion d'honneur Croix de guerre, Médaille de la Résistance Mort en fonction |
| 1964          | 1971                       | Jean Legay              | PSU              | Ingénieur des travaux publics Ancien directeur des services techniques de Belfort |
| 1971          | décembre 1974              | Jean-Marie Bailly       | UDR              | Énarque, administrateur civil PDG des Houillères du Centre et du Midi Secrétaire d'État au commerce extérieur (1969 → 1972) Député du Territoire de Belfort (2e circ) (1962 → 1969) Sénateur du Territoire de Belfort (sept.-nov. 1971) Conseiller général de Belfort-Est (1967 → 1979) Président du conseil général du Territoire de Belfort (1970 → 1976) Démisssionnaire |
| décembre 1974 | 1977                       | Pierre Bonnef           | UDR              | Directeur financier de la Société générale de forgeage et de décolletage Vice-président du conseil régional de Franche-Comté Vice-président du district urbain de Belfort |
| 1977          | 1983                       | Émile Géhant,           | PS               | Avocat, résistant, déporté Conseiller général de Belfort-Nord (1967 → 1979) Président du conseil général du Territoire de Belfort (1967 → 1970 et 1976 → 1977) Président du district de l’agglomération belfortaine (1983 → 1995) |
| 1983          | 1997                       | Jean-Pierre Chevènement | PS puis MDC      | Ministre Député du Territoire de Belfort (1973 → 1981, 1986 → 1988, 1991 → 1997 et 2000 → 2002) Président de la communauté de l'Agglomération Belfortaine (1977 → 2008) Démissionnaire après sa nomination comme ministre de l'intérieur |
| 1997          | mars 2001                  | Jackie Drouet,          | MDC              | Ancien cadre de Bull, syndicaliste Conseiller régional de Franche-Comté (1976 → 1986 et 1992 → 1998) Maire de Fontaine (1977 → 1989) |
| mars 2001     | juin 2007                  | Jean-Pierre Chevènement | MRC              | Ancien ministre Député du Territoire de Belfort (1973 → 1981, 1986 → 1988, 1991 → 1997 et 2000 → 2002) Président de la communauté de l'Agglomération Belfortaine (1977 → 2008) Démissionnaire |
| 2007          | avril 2014                 | Étienne Butzbach        | MRC puis PS      | Médecin, enseignant à l’Institut d'études européennes à l’Université Paris VIII Conseiller régional de Franche-Comté (2010 → 2013) Vice-président du Conseil régional de Franche-Comté (2010 → 2013) Président de la communauté de l'Agglomération Belfortaine (2008 → 2014)                                                                                                |
| avril 2014    | En cours (au 27 mars 2025) | Damien Meslot           | UMP → LR         | Député du Territoire de Belfort (1re circ.) (2002 → 2017) Président de la communauté de l'Agglomération Belfortaine (2014 → 2016) Président de la CA du Grand Belfort (2017 → ) Président du Pôle métropolitain Nord Franche-Comté (2020 → 2022) Chevalier de la Légion d'honneur Réélu pour le mandat 2020-2026                                                            |

### Autres élections
- Au premier tour de l'élection présidentielle de 2007, les quatre premiers candidats retenus par les habitants sont Nicolas Sarkozy (UMP, 29,76 % des suffrages exprimés), Ségolène Royal (PS,  28,08 %),  François Bayrou (UDF, 15,54 %) et Jean-Marie Le Pen (FN, 12,62 %). 
Au second tour, le candidat élu Nicolas Sarkozy obtient 10 792 voix (51,14 %) et Ségolène Royal 10 309 voix (48,86 %) lors d'un scrutin où 18,63 % des électeurs se sont abstenus[108].

- Au premier tour de l'élection présidentielle de 2012, les quatre premiers candidats retenus par les habitants sont François Hollande (PS, 29,50 % des suffrages exprimés), Nicolas Sarkozy (UMP, 23,07 %), Marine Le Pen (FN, 19,04 %) et Jean-Luc Mélenchon (Parti de gauche, 13,02 %). 
Au second tour, le candidat élu François Hollande obtient 10 687 voix (56,73 %) et Nicolas Sarkozy 8 150 voix (43,27 %) lors d'un scrutin où 24,52 % des électeurs se sont abstenus[109].

- Au premier tour de l'élection présidentielle de 2017, les quatre premiers candidats retenus par les habitants sont  Jean-Luc Mélenchon (LFI) (23,32 % des suffrages exprimés), Emmanuel Macron (EM, 21,65 %), Marine Le Pen (FN, 20,31 %) et François Fillon (LR, 18,57 %).
Au second tour, le candidat élu Emmanuel Macron obtient 10 524 voix (67,38 %) et Marine Le Pen 5 094 voix (32,62 %), lors d'un scrutin où 31,78 % des électeurs se sont abstenus[110].

- Au premier tour de l'élection présidentielle de 2022, les quatre premiers candidats retenus par les habitants sont  Jean-Luc Mélenchon (29,54 % des suffrages exprimés), Emmanuel Macron (24,24 %), Marine Le Pen (19,89 %) et Éric Zemmour (7,62 %).  
Au second tour, le candidat élu Emmanuel Macron obtient 8 724 voix (60,82 %) et Marine Le Pen 5 620 voix (39,18 %), lors d'un scrutin où 33,86 % des électeurs se sont abstenus[111]

### Finances locales
Cette section est consacrée aux finances locales de Belfort de 2000 à 2018.
Les comparaisons des ratios par habitant sont effectuées avec ceux des communes de 50 000 à 100 000 habitants de 50 000 à 100 000 habitants appartenant à un groupement fiscalisé, c'est-à-dire à la même strate fiscale.
Pour l'exercice 2018, le compte administratif du budget municipal de Belfort s'établit à 88 876 100 € en dépenses et 95 932 080 € en recettes :
- les dépenses se répartissent en 64 420 200 € de charges de fonctionnement et 24 455 900 € d'emplois d'investissement ;
- les recettes proviennent des 74 285 380 € de produits de fonctionnement et de 21 646 700 € de ressources d'investissement.

Pour Belfort en 2018, la section de fonctionnement se répartit en 64 420 200 € de charges (1 275 € par habitant) pour 74 285 380 € de produits (1 470 € par habitant), soit un solde de la section de fonctionnement de 9 865 180 € (195 € par habitant) :
- le principal pôle de dépenses de fonctionnement est celui des charges de personnels[Note 17] pour une valeur de 36 544 000 € (57 %), soit 723 € par habitant, ratio inférieur de 11 % à la valeur moyenne pour les communes de la même strate (813 € par habitant). Sur les 5 dernières années, ce ratio fluctue et présente un minimum de 709 € par habitant en 2015 et un maximum de 723 € par habitant en 2018. Viennent ensuite les groupes des achats et charges externes[Note 18] pour 21 %, des subventions versées[Note 19] pour 8 %, des contingents[Note 20] pour 3 % et finalement celui des charges financières[Note 21] pour 2 % ;
- la plus grande part des recettes est constituée des impôts locaux[Note 22] pour une somme de 22 953 000 € (31 %), soit 454 € par habitant, ratio inférieur de 30 % à la valeur moyenne pour les communes de la même strate (645 € par habitant). Sur la période 2014 - 2018, ce ratio fluctue et présente un minimum de 427 € par habitant en 2014 et un maximum de 454 € par habitant en 2018. Viennent ensuite de la dotation globale de fonctionnement (DGF)[Note 23] pour 21 % et des autres impôts[Note 24] pour 8 %.

La dotation globale de fonctionnement est quasiment égale à celle versée en 2017.
|                                                                             |
| Valeurs en million d'euros (M€) · Belfort, Valeur totale : Produits Charges |

|                                                                               |
| Valeurs en million d'euros (M€) · Belfort, Valeur totale : Emplois Ressources |

Les taux des taxes ci-dessous sont votés par la municipalité de Belfort. Ils ont varié de la façon suivante par rapport à 2017 :
- la taxe d'habitation égale 16,80 % ;
- la taxe foncière sur le bâti égale 19,00 % ;
- celle sur le non bâti égale 82,83 %.

Les emplois d'investissement en 2018 comprenaient par ordre d'importance :
- des dépenses d'équipement[Note 25] pour une valeur totale de 15 518 000 € (63 %), soit 307 € par habitant, ratio inférieur de 14 % à la valeur moyenne pour les communes de la même strate (357 € par habitant). Sur les 5 dernières années, ce ratio fluctue et présente un minimum de 284 € par habitant en 2015 et un maximum de 401 € par habitant en 2017 ;
- des remboursements d'emprunts[Note 26] pour 7 897 000 € (32 %), soit 156 € par habitant, ratio voisin de la valeur moyenne de la strate.

Les ressources en investissement de Belfort se répartissent principalement en :
- nouvelles dettes pour 7 200 000 € (33 %), soit 143 € par habitant, ratio supérieur de 13 % à la valeur moyenne pour les communes de la même strate (127 € par habitant). Pour la période allant de 2014 à 2018, ce ratio fluctue et présente un minimum de 91 € par habitant en 2015 et un maximum de 233 € par habitant en 2014 ;
- fonds de Compensation pour la TVA pour 2 576 000 € (12 %), soit 51 € par habitant, ratio supérieur de 24 % à la valeur moyenne pour les communes de la même strate (41 € par habitant).

L'endettement de Belfort au 31 décembre 2018 peut s'évaluer à partir de trois critères : l'encours de la dette, l'annuité de la dette et sa capacité de désendettement :
- l'encours de la dette pour une somme de 68 792 000 €, soit 1 362 € par habitant, ratio voisin de la valeur moyenne de la strate. Depuis 5 ans, ce ratio fluctue et présente un minimum de 1 344 € par habitant en 2015 et un maximum de 1 391 € par habitant en 2014 ;
- l'annuité de la dette pour une valeur de 9 137 000 €, soit 181 € par habitant, ratio voisin de la valeur moyenne de la strate. Pour la période allant de 2014 à 2018, ce ratio fluctue et présente un minimum de 158 € par habitant en 2016 et un maximum de 180 € par habitant en 2018 ;
- la capacité d'autofinancement (CAF) pour une somme de 13 424 000 €, soit 266 € par habitant, ratio supérieur de 27 % à la valeur moyenne pour les communes de la même strate (209 € par habitant). Depuis 5 ans, ce ratio augmente de façon continue de 151 € à 265 € par habitant. La capacité de désendettement est d'environ 5 années en 2018. Sur une période de 19 années, ce ratio présente un minimum d'environ 3 années en 2003 et un maximum d'environ 9 années en 2014.

Les courbes G4a et G4b présentent l'historique des dettes de Belfort.
|                                                                          |
| Valeurs en euros · Belfort, Par habitant : CAF Encours total de la dette |

|                                                                 |
| Valeurs en années · Belfort : Ratio = Encours de la dette / CAF |

### Jumelage et coopérations décentralisées

#### Villes jumelées
La ville de Belfort est jumelée avec plusieurs villes d'Europe et d'Afrique (le ministère français des Affaires étrangères référence quatre de ces jumelages et les caractérise comme coopérations décentralisées) :
- Zaporijjia (Ukraine) depuis le 2 juin 1967 [112] ;
- Leonberg (Allemagne) depuis février 1977[112] ;
- Delémont (Suisse) depuis le 12 mai 1985[112] ;
- Stafford (Royaume-Uni) depuis 1999[112] .

#### Coopération
- Tanghin-Dassouri (Burkina Faso) depuis 2007[112] ;
- Hébron (Palestine) depuis 1994[112] ;
- Afula (Israël) depuis 2012[112] .

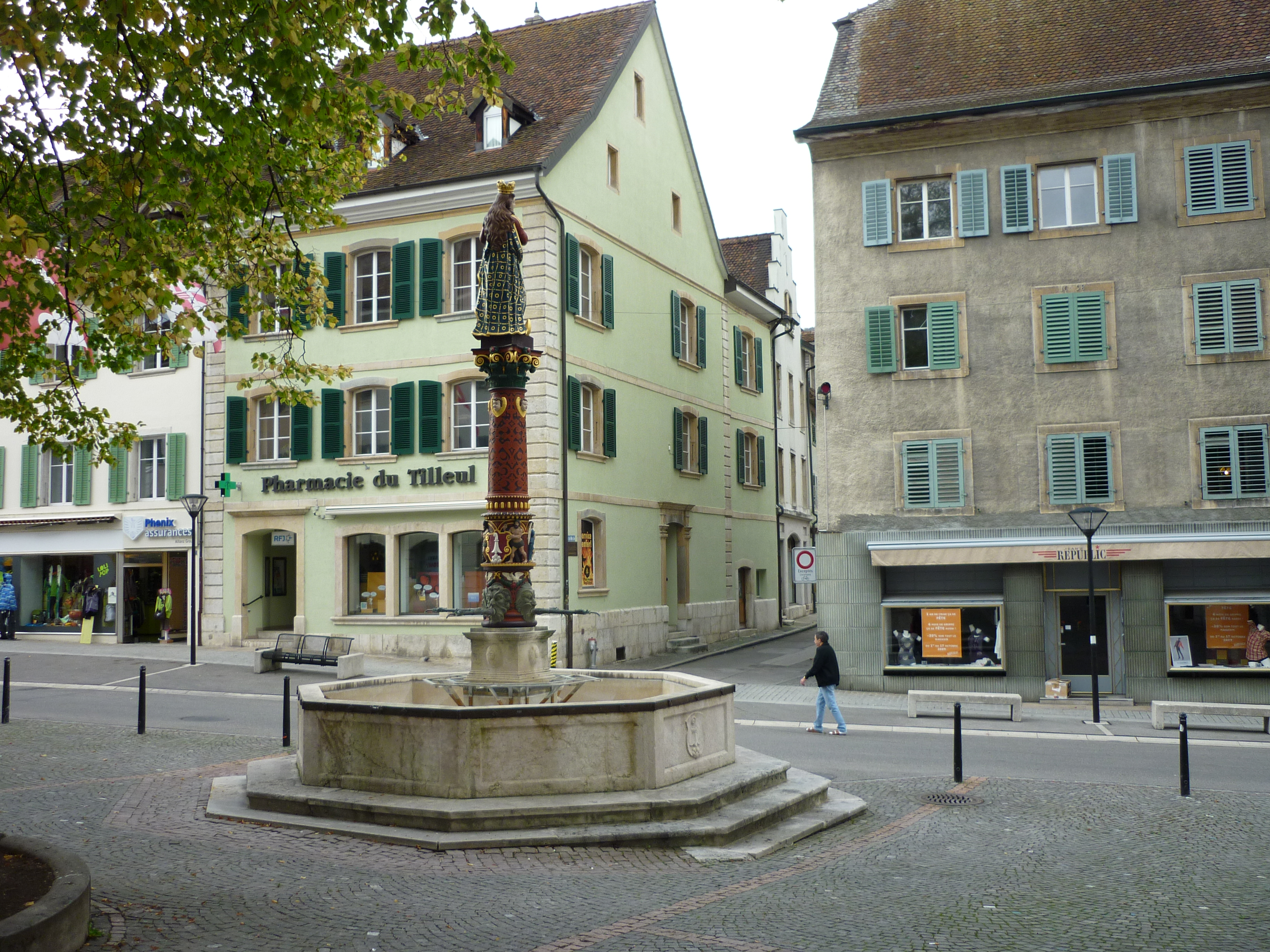
Delémont
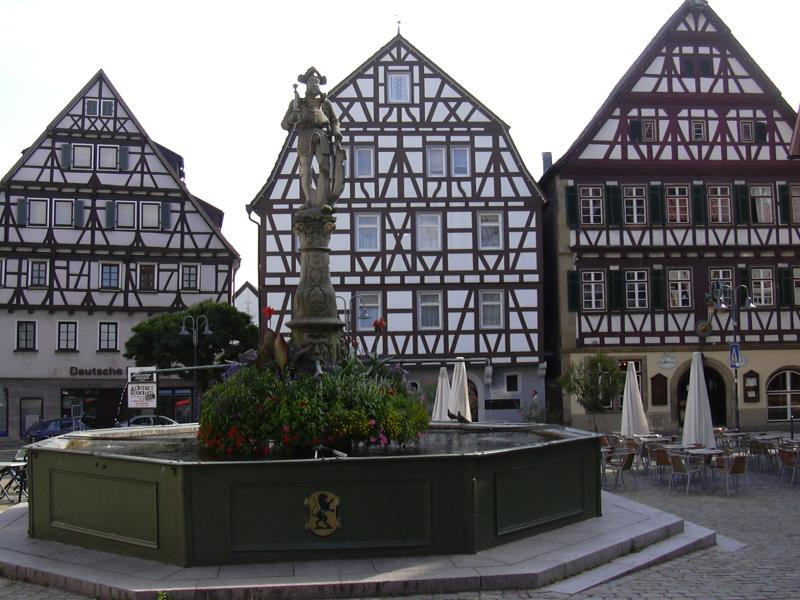
Leonberg
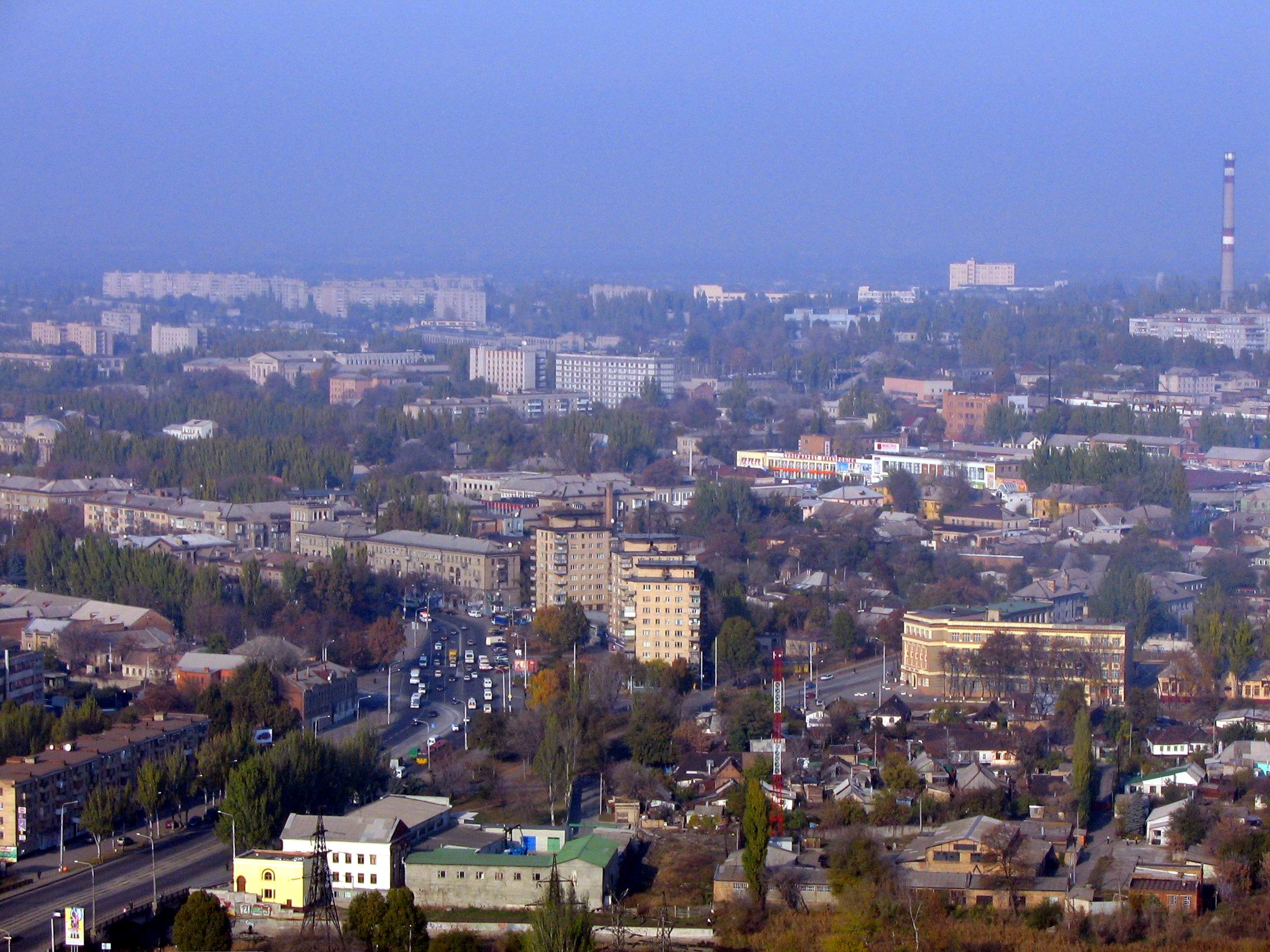
Zaporijjia
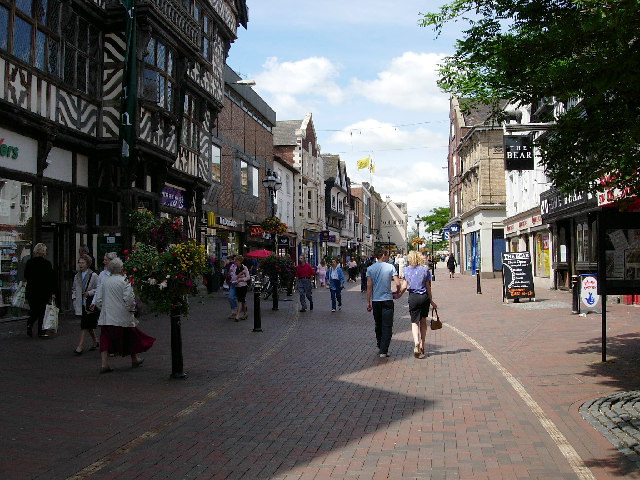
Stafford

#### Coopération décentralisée
Belfort a développé des projets de coopération avec la ville de Mohammédia au Maroc, Boumerdès en Algérie, Hébron et Jérusalem Est en Palestine. Ces coopérations portent sur la gestion des collectivités, des échanges universitaires, éducatives et culturelles, :
- Mohammédia (Maroc) depuis 2005 ;
- Boumerdès (Algérie) depuis 2006 ;
- Jérusalem Est (Palestine) depuis 2003 ;
- Université al-Qods (Palestine) depuis 2008.

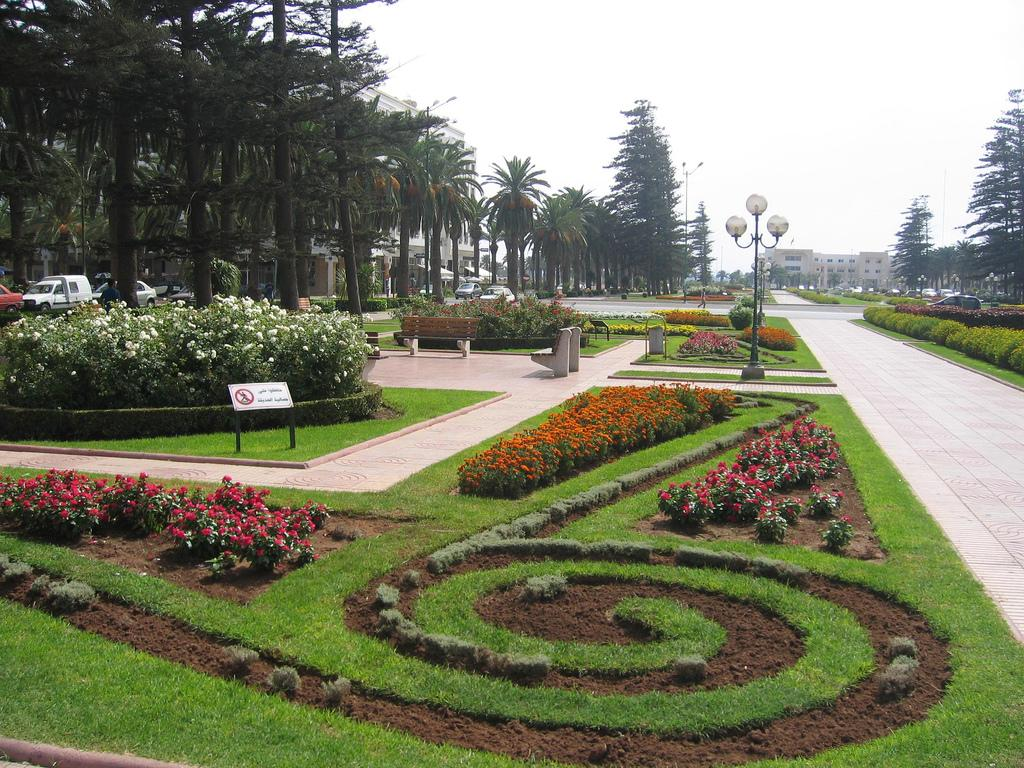
Mohammédia
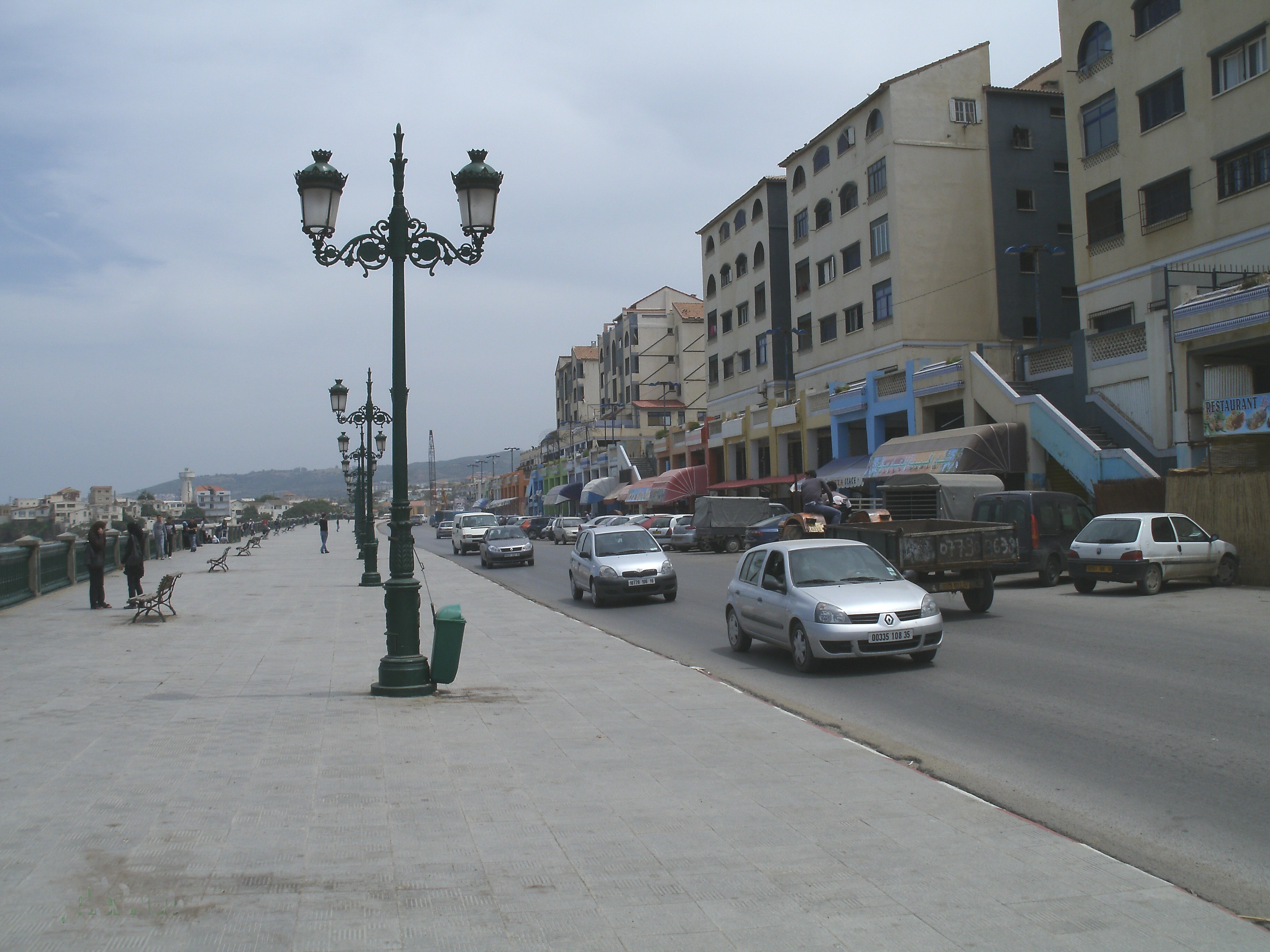
Boumerdès
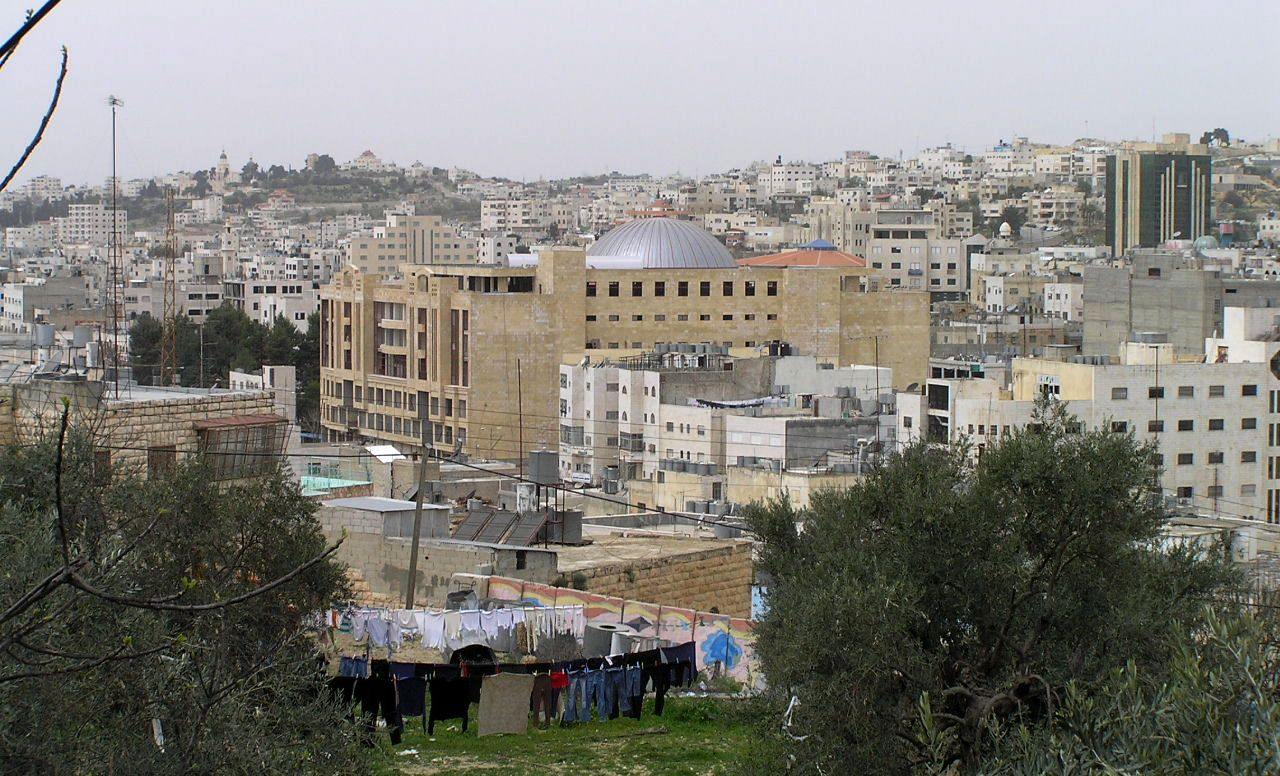
Hébron
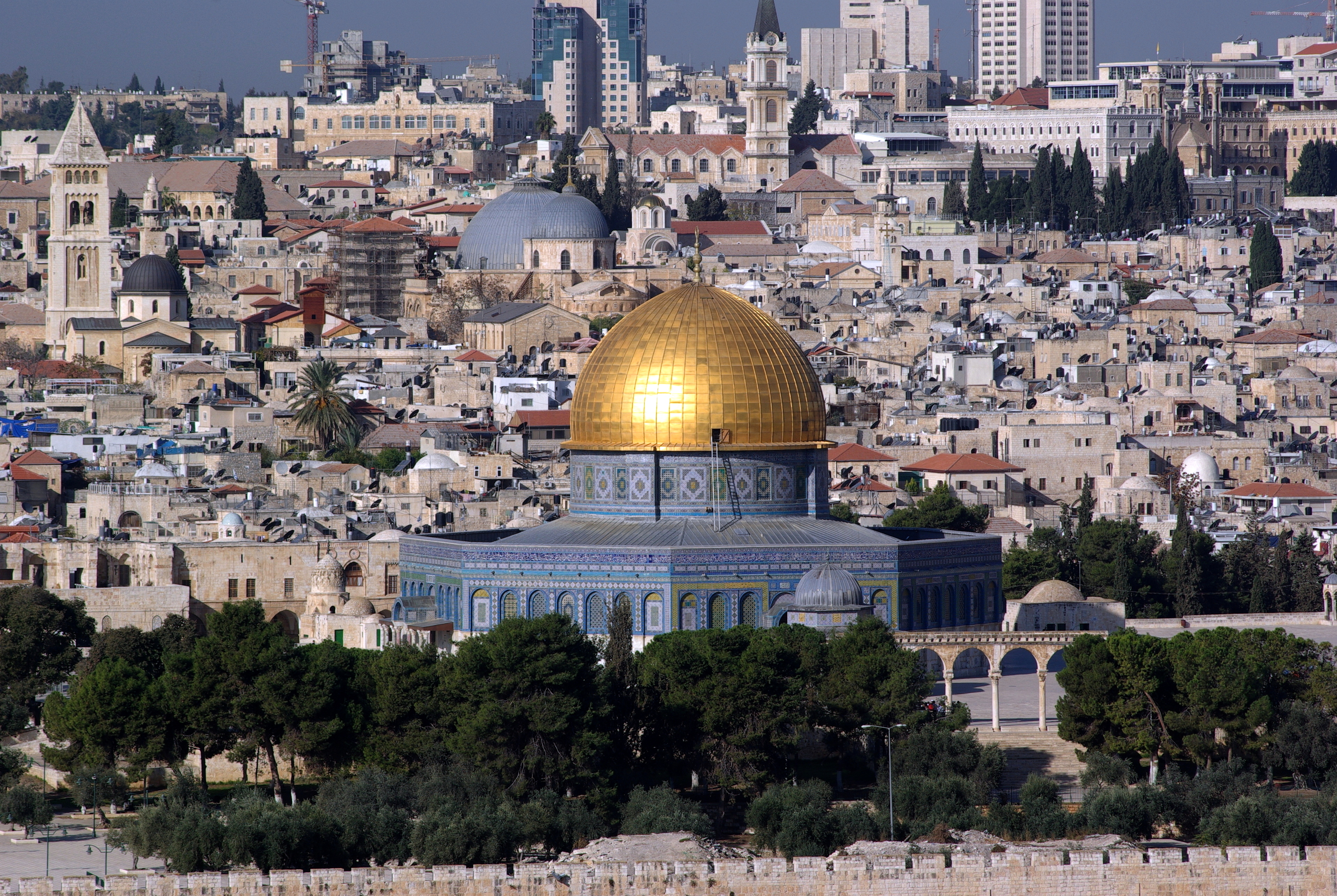
Jérusalem-Est
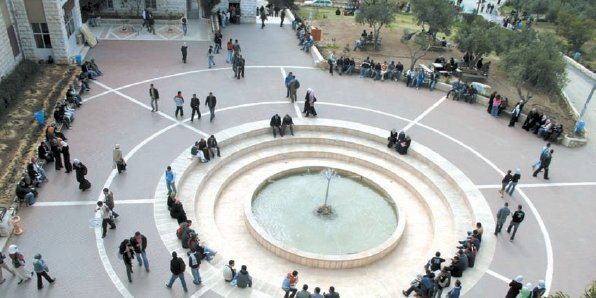
Université al-Qods

## Équipements et services publics
Outre les services du conseil départemental, une petite cité administrative située au pied du château et du Lion réunit l'Inspection académique et départementale, la Direction départementale des territoires, l'Office national des forêts, le Centre des finances publiques, les Archives départementales. La Préfecture et la Mairie de Belfort sont situées à proximité immédiate. On trouve également en ville une unité territoriale de l'Agence régionale de santé et de la DREAL. Belfort est également la ville-centre de la communauté d'agglomération du Grand Belfort et le siège de son administration.

### Espaces publics
En 2012, Belfort est classée « Ville Fleurie Quatre Fleurs » au Concours des villes et villages fleuris. Seules Mandeure et Montbéliard, dans la catégorie villes de plus de 5 000 habitants, ont obtenu cette distinction en Franche-Comté. Toutes les plantes et fleurs de Belfort sont issues des serres municipales. Le projet de fleurissement couvre tous les quartiers de la ville et suit les quatre saisons.

### Enseignement
La commune de Belfort est située dans l'académie de Besançon.

#### Enseignement primaire
En 2012, Belfort compte 40 établissements relevant du premier degré, 16 écoles élémentaires (du CP au CM2) et 18 écoles maternelles, établissements publics et 3 écoles primaires (élémentaires et maternelles) relevant du privé.
Liste des écoles maternelles publiques
Liste des écoles élémentaires publiques
Listes des établissements privés du premier degré

#### Enseignement secondaire
En 2012, on dénombre à Belfort cinq collèges et trois lycées d'enseignement général et technologique publics, deux lycées professionnels privés, deux collèges et lycées d'enseignement général et technologique privés et un lycée professionnel privé. Un lycée professionnel agricole se situe à proximité de Belfort dans la commune voisine de Valdoie et un lycée professionnel privé dans la commune voisine de Bavilliers.
Le lycée Condorcet est le plus ancien lycée de la ville. Situé derrière la gare, il fut créé juste après la création de facto du Territoire de Belfort en 1871 et ouvert à la rentrée 1873. Le « lycée national de Belfort » sera rebaptisé lycée Roosevelt après la Seconde Guerre mondiale, mais plus souvent appelé « lycée de garçons », jusqu'à sa dénomination définitive : « lycée Condorcet », en 1994.
Le plus grand lycée de la commune, en termes d'effectifs, est le lycée Raoul Follereau, accueillant 1 600 élèves. Il fut ouvert en 1962 et regroupe actuellement les anciens lycées Cassin et Follereau.

#### Enseignement supérieur
Le Nord Franche-Comté compte plus de 6 000 étudiants répartis sur différents sites. L'université de technologie de Belfort-Montbéliard (UTBM), école d'ingénieurs, répartie sur trois campus dans le Nord Franche-Comté, est implantée sur le site du Techn'hom et compte 2 555 étudiants pour l'année 2011-2012. L'université de Franche-Comté est implantée aussi dans l'aire urbaine à travers l'UFR STGI avec 798 étudiants en 2011. Le département AES/Droit Léon Delarbre et le département des Sciences Louis Néel se situent à Belfort. L'Institut universitaire de formation des maîtres (IUFM) de Belfort, comptant 104 étudiants en 2010-2011, et la bibliothèque universitaire Lucien-Febvre sont implantés sur le site Marc-Bloch en centre-ville. L'IUT Nord Franche-Comté offre sur son site de Belfort, des formations en Informatique, Génie Mécanique et Productique (GMP), Génie Électrique et Informatique Industrielle (GEII), Génie Civil - Construction Durable (GCCD), Techniques de Commercialisation (TC) et Carrières sociales (CS) et réunit 1 215 étudiants. La chambre de commerce et d'industrie abrite une école de commerce, École supérieure des technologies et des affaires (ESTA).
Les lycées de la ville hébergent des classes préparatoires scientifiques (filière PTSI/PT au lycée Raoul Follereau) et économiques (prépa HEC au lycée Gustave Courbet). Des lycées proposent également des brevets de technicien supérieur (BTS) dont le BTS MUC NRC assistante de direction au cours Notre-Dame et le BTS TPIL (Techniques physiques pour l'industrie et le laboratoire) à l'institution Sainte-Marie.

### Santé
La ville possède des hospices mentionnés depuis 1349. Le centre hospitalier de Belfort a fonctionné au centre-ville de 1899 à 2017 avant d'être remplacé par l'Hôpital Nord Franche-Comté situé à Trévenans, à mi-chemin avec Montbéliard dont l'hôpital a également fermé en 2017.

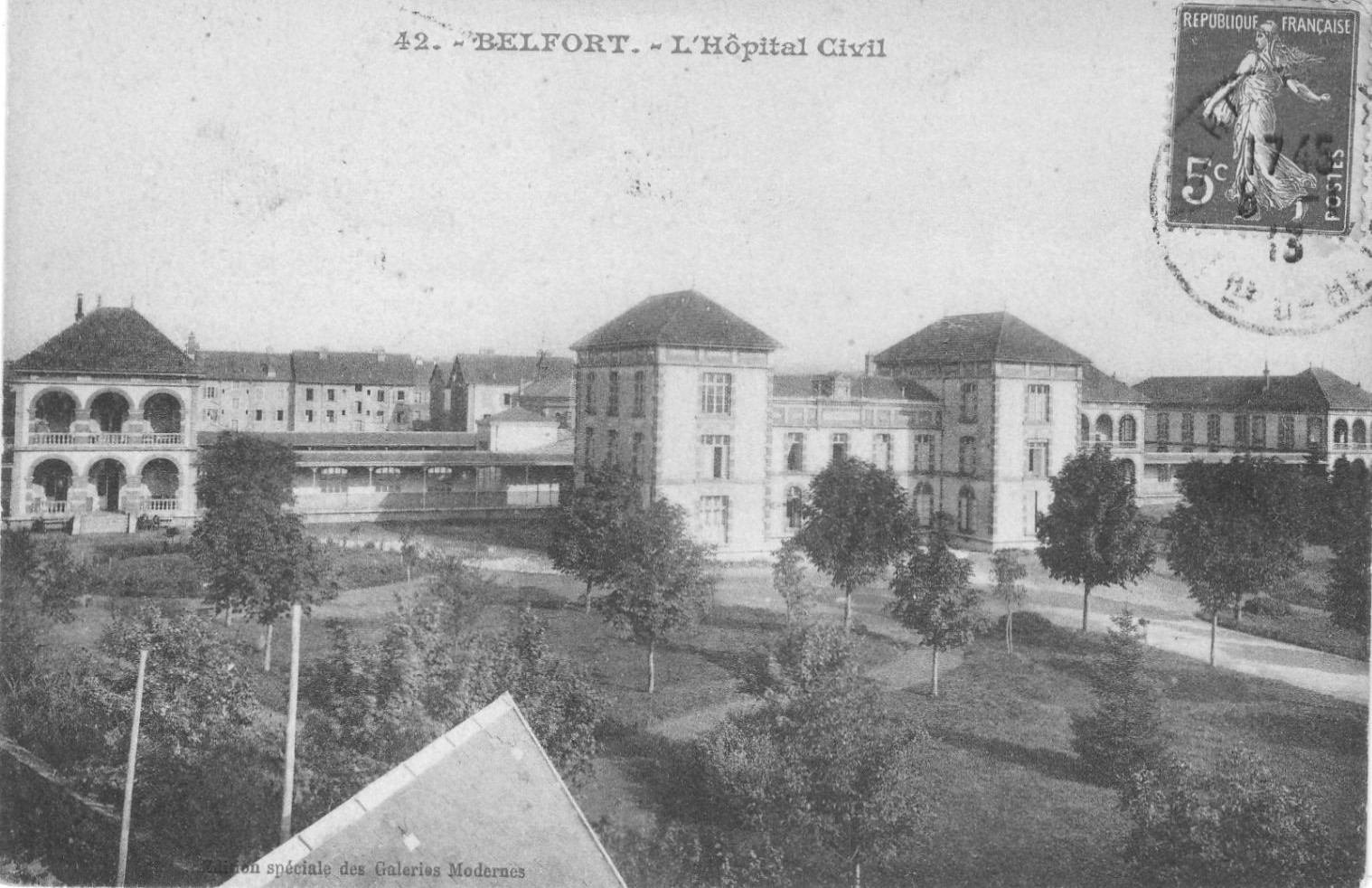
Les débuts de l'hôpital.
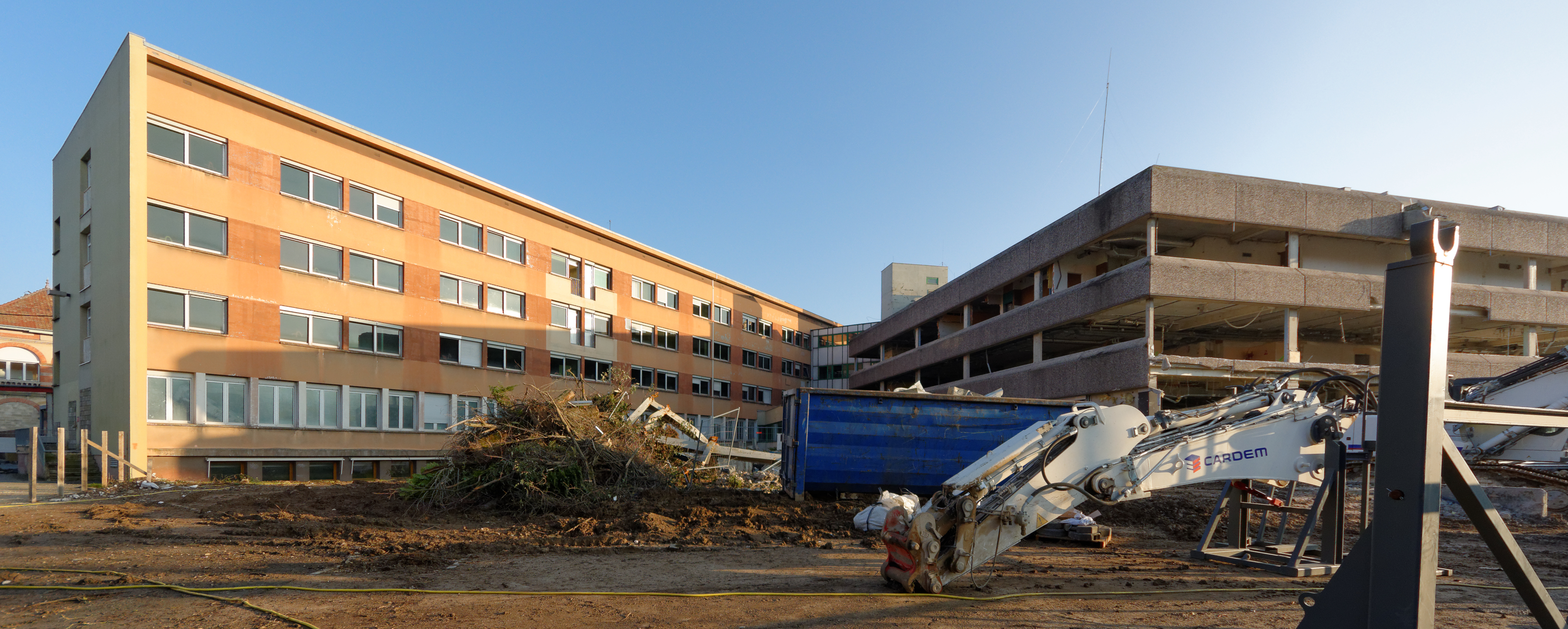
La démolition en 2018.

Cette offre de soins est complétée par la clinique de la Miotte. La ville possède également l'une des plus grandes maisons de santé de France depuis 2020. Composée de deux bâtiments de 1 500 et 2 500 m2 capables d'accueillir une cinquantaine de professionnels de santé, dont des médecins généralistes et spécialistes. D'autres établissements situés dans l'aire urbaine Belfort-Montbéliard-Héricourt-Delle apportent des offres de soins complémentaires.

### Équipements sportifs
La ville est équipée d'un stade d'athlétisme et de football principal, le stade Roger-Serzian (5 000 places), ainsi que de plusieurs stades annexes (Étienne-Mattler ; Les Trois Chênes ; Pierre-de-Courbertin). Elle possède en outre deux piscines couvertes, une en plein air et une patinoire, gérées par la Communauté d'agglomération Belfortaine, plusieurs gymnases dont le gymnase Le Phare d'une capacité de 1 500 places, de nombreux terrains de football, une base nautique sur l'étang des Forges et d'un skatepark.

### Justice, sécurité, secours et défense

#### Justice

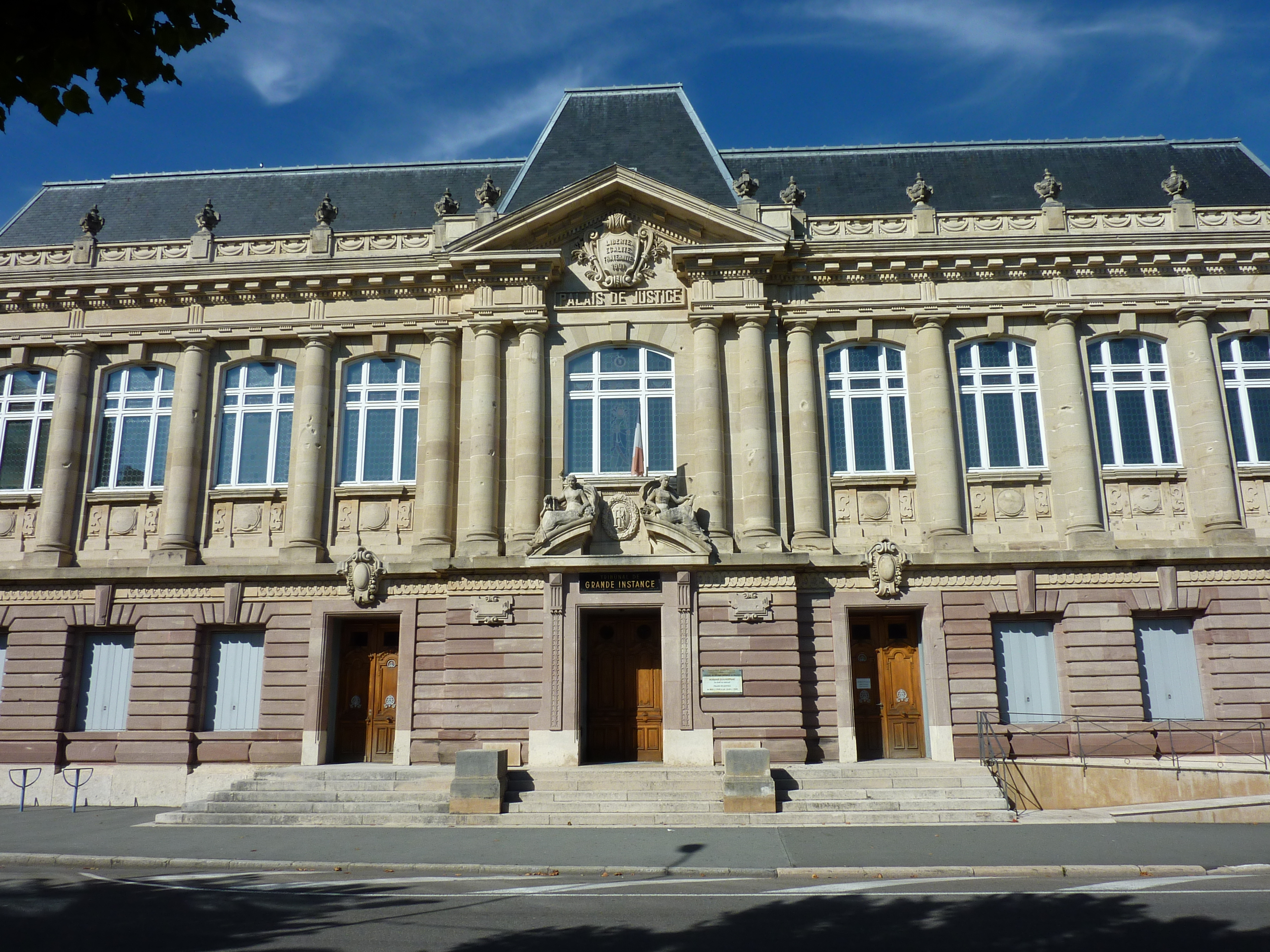
Le tribunal judiciaire de Belfort.

Plusieurs tribunaux ont leur siège à Belfort : tribunal judiciaire, tribunal de commerce, conseil des prud'hommes et tribunal pour enfants.
La cour d'assises dont dépend Belfort siège à Vesoul.
La commune dépend de la cour d'appel de Besançon, du tribunal administratif de Besançon et de la cour administrative d'appel de Nancy
.

#### Armée
Le 35e régiment d'infanterie est présent à Belfort depuis 1873. Historiquement installé au sein de la caserne Friederichs, il a emménagé dans la nouvelle caserne de Maud’huy en 1993.
La garnison comporte également le groupement de soutien de la base de défense de Belfort et la 57e antenne médicale. Remarquons aussi la présence d'un centre EPIDE.
Le 1er régiment d'artillerie occupe le quartier Ailleret (terrain militaire des Fougerais) sur le territoire de la commune voisine de Bourogne.
Autres unités ayant tenu garnison à Belfort et dans son agglomération :
- 74e régiment d'artillerie ;
- 7e bataillon du matériel de division blindée ;
- 1re compagnie de maintenance mobilité du 6e régiment du matériel.

#### Secours

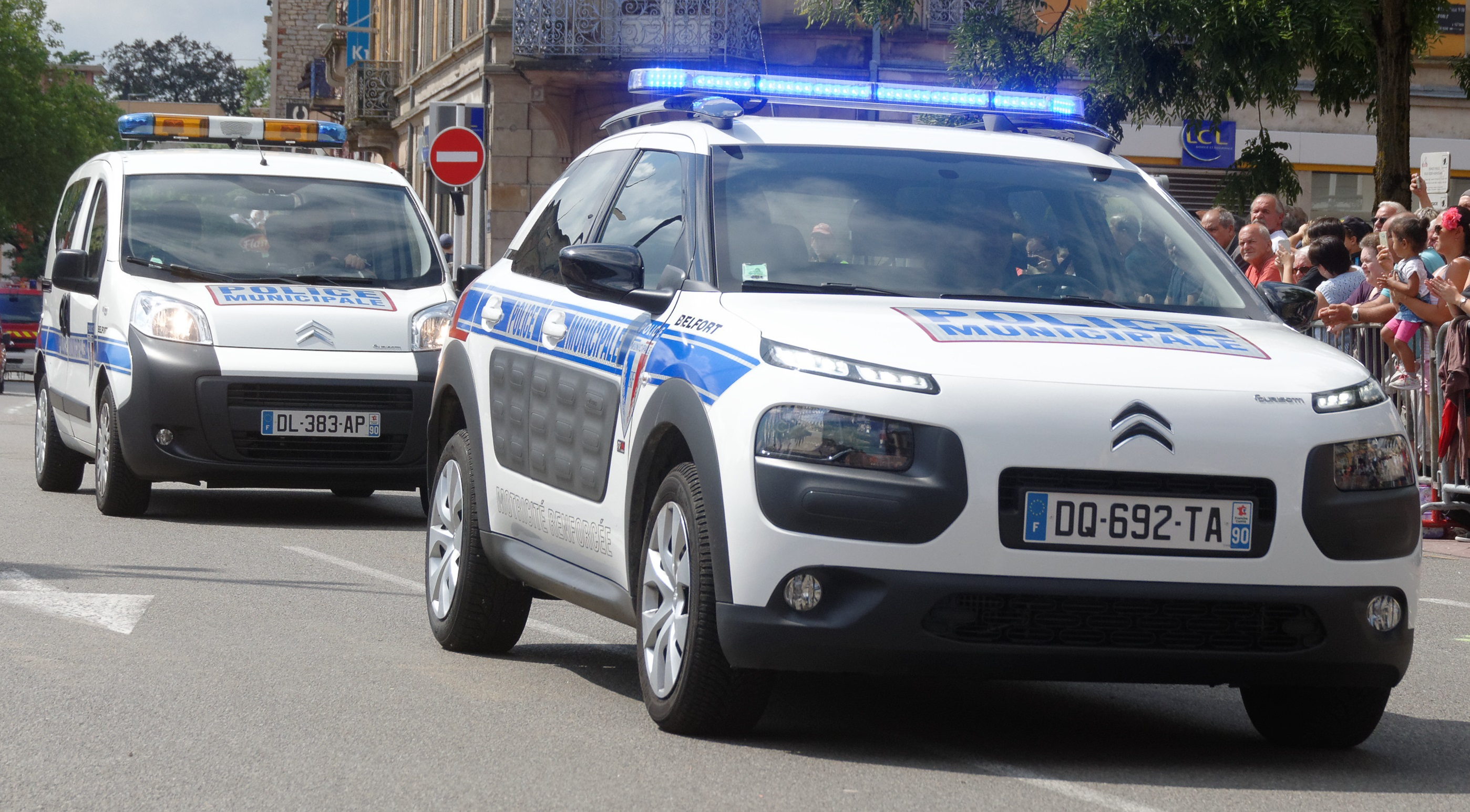
Voitures de la police municipale lors du défilé du 14 juillet.

Se trouvent à Belfort l'état-major du service départemental d'incendie et de secours, un centre du SAMU, une brigade de gendarmerie, un commissariat de police nationale. On trouve également en ville une maison d'arrêt.
Depuis 1986, la commune dispose d'une police municipale. Celle-ci est composée de 24 agents en février 2016. Elle est équipée de trois véhicules, de gilets pare-balles, de bâtons télescopiques et de pistolets à impulsion électrique. Après l'attentat du 14 juillet 2016 à Nice, la municipalité a décidé d'armer la police municipale.

## Population et société

### Démographie

#### Seuil de comptabilisation
D'après l'Insee, au 1er janvier 2011, Belfort comptait 50 128 habitants (population municipale). Il s'agit de la ville la plus densément peuplée de la région, avec presque 3 000 habitants au kilomètre carré. Son aire urbaine comptait 113 507 habitants en 2011, ce qui la classait 82e plus grande aire urbaine de France.
La population de Belfort peut être perçue sous différents prismes. La population municipale en 2009 compte 50 199 habitants, soit la deuxième ville la plus peuplée de Franche-Comté, derrière Besançon et devant Montbéliard et Dole. La population de l'unité urbaine en 2008 : 80 739 habitants, soit la troisième unité urbaine la plus peuplée de Franche-Comté, derrière Besançon et Montbéliard et devant Dole. La population de la communauté d'agglomération en 2009 : 94 492 habitants, soit la troisième communauté d'agglomération la plus peuplée de Franche-Comté, derrière Besançon et Montbéliard et devant Dole. La population de l'aire urbaine en 2011 : 113 507 habitants, soit la troisième aire urbaine la plus peuplée de Franche-Comté, derrière Besançon et Montbéliard et devant Dole. La population du Pays au sens de la Loi Voynet en 2009 : 308 601 habitants (incluant le bassin de Montbéliard), soit le premier devant Besançon et le Pays Dolois. À cette époque, les démographes constataient donc une progression légère entre 1999 et 2006. Depuis ce recensement de 2006, le nombre d'habitants n'a cessé de diminuer.

#### Évolution démographique
L'évolution du nombre d'habitants est connue à travers les recensements de la population effectués dans la commune depuis 1793. Pour les communes de plus de 10 000 habitants les recensements ont lieu chaque année à la suite d'une enquête par sondage auprès d'un échantillon d'adresses représentant 8 % de leurs logements, contrairement aux autres communes qui ont un recensement réel tous les cinq ans,.

En 2022, la commune comptait 45 646 habitants, en évolution de −6,79 % par rapport à 2016 (Territoire de Belfort : −2,78 %, France hors Mayotte : +2,11 %).
| 1793  | 1800  | 1806  | 1821  | 1831  | 1836  | 1841  | 1846  | 1851  |
| ----- | ----- | ----- | ----- | ----- | ----- | ----- | ----- | ----- |
| 4 593 | 4 400 | 4 210 | 4 738 | 5 753 | 5 687 | 5 617 | 6 664 | 7 847 |

| 1856  | 1861  | 1866  | 1872  | 1876   | 1881   | 1886   | 1891   | 1896   |
| ----- | ----- | ----- | ----- | ------ | ------ | ------ | ------ | ------ |
| 7 510 | 8 101 | 8 400 | 8 030 | 15 173 | 19 336 | 22 181 | 25 455 | 28 715 |

| 1901   | 1906   | 1911   | 1921   | 1926   | 1931   | 1936   | 1946   | 1954   |
| ------ | ------ | ------ | ------ | ------ | ------ | ------ | ------ | ------ |
| 32 567 | 34 649 | 39 371 | 39 301 | 40 516 | 42 511 | 45 625 | 37 387 | 43 434 |

| 1962   | 1968   | 1975   | 1982   | 1990   | 1999   | 2006   | 2011   | 2016   |
| ------ | ------ | ------ | ------ | ------ | ------ | ------ | ------ | ------ |
| 48 070 | 53 214 | 54 615 | 51 206 | 50 125 | 50 417 | 50 863 | 50 128 | 48 973 |

| 2021   | 2022   | - | - | - | - | - | - | - |
| ------ | ------ | - | - | - | - | - | - | - |
| 45 155 | 45 646 | - | - | - | - | - | - | - |

#### Population par quartiers
Les quartiers municipaux correspondent à plusieurs IRIS définis par l'Insee et repris par l'agence de développement du Territoire de Belfort (AUTB). En 2006, la population par quartiers et par IRIS sont les suivantes :
Population des quartiers de Belfort en 2006

#### Pyramide des âges
La population de la commune est relativement jeune.
En 2018, le taux de personnes d'un âge inférieur à 30 ans s'élève à 40,5 %, soit au-dessus de la moyenne départementale (35,7 %). À l'inverse, le taux de personnes d'âge supérieur à 60 ans est de 23,6 % la même année, alors qu'il est de 25,9 % au niveau départemental.
En 2018, la commune comptait 23 590 hommes pour 23 364 femmes, soit un taux de 50,24 % d'hommes, légèrement supérieur au taux départemental (49,71 %).
Les pyramides des âges de la commune et du département s'établissent comme suit.
| Hommes | Classe d’âge | Femmes |
| ------ | ------------ | ------ |
| 0,6    | 90 ou +      | 1,9    |
| 5,8    | 75-89 ans    | 9,4    |
| 13,3   | 60-74 ans    | 16,4   |
| 16,9   | 45-59 ans    | 18,1   |
| 18,7   | 30-44 ans    | 17,9   |
| 27,1   | 15-29 ans    | 20,0   |
| 17,6   | 0-14 ans     | 16,4   |

| Hommes | Classe d’âge | Femmes |
| ------ | ------------ | ------ |
| 0,6    | 90 ou +      | 2      |
| 6,8    | 75-89 ans    | 9,6    |
| 16,4   | 60-74 ans    | 17,9   |
| 20,1   | 45-59 ans    | 19,9   |
| 18     | 30-44 ans    | 18     |
| 20,2   | 15-29 ans    | 15,8   |
| 17,9   | 0-14 ans     | 16,8   |

### Manifestations culturelles et festivités

#### Festivals de Musique

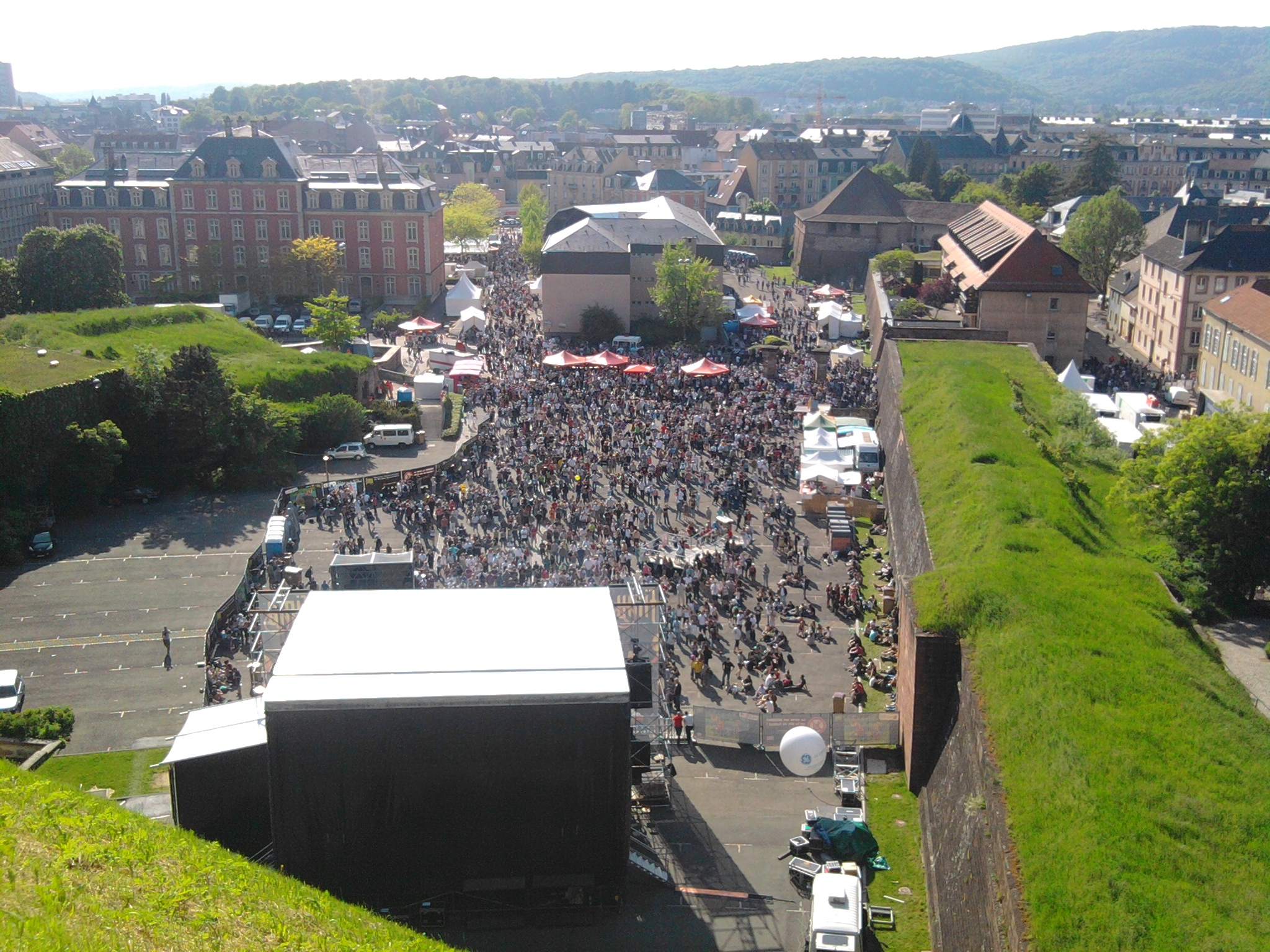
Scène de l'Arsenal depuis le Lion lors du FIMU.

La ville de Belfort est animée par de grands rassemblements annuels, dont les Eurockéennes (depuis 1989), qui ne se déroule pas à Belfort mais à proximité, et surtout le Festival international de musique universitaire (FIMU), depuis 1986. Celui-ci dure trois jours et se déroule dans la Vieille Ville, le week-end de la Pentecôte. Des centaines de concerts gratuits dans tous les genres, par des orchestres venus du monde entier, attirent 80 000 festivaliers en 2009, 75 000 en 2011 et 90 000 en 2012,. Sur la presqu'île du lac de Malsaucy, les Eurockéennes de Belfort sont, elles, un des plus grands festivals de musique de France, réunissant 95 000 festivaliers par an. Elles accueillent des chanteurs et des groupes de renommée internationale, et contribuent au rayonnement de Belfort bien qu'elles se déroulent dans la commune de Sermamagny, au nord de la ville,.
Depuis 2006, un éco-festival a vu le jour : le Printemps des Artishows organisé par des étudiants de l'IUT, département Carrières Sociales et ouvert à tous. Il permet à des groupes régionaux de se produire.
Enfin, le deuxième fossé du château de Belfort accueille depuis 1980 des soirées musicales dans les batteries Haxo basses. Six concerts sont donnés gratuitement au public belfortain et de la région ainsi qu'aux touristes de passage, de la mi-juillet à fin août. Le Pôle des Musiques actuelles organise régulièrement des concerts à la Poudrière, à l'arsenal, aux pieds du Lion.

#### Festival de cinéma
Chaque année, de la fin novembre au début décembre, a lieu le festival international du film Entre vues : il s'agit d'un festival principalement consacré aux jeunes auteurs. Il se déroule au cinéma des Quais. Le festival du Film documentaire, en novembre, est organisé par la Médiathèque départementale.

#### Autres évènements
D'autres évènements animent également la ville. La foire aux livres a lieu de fin octobre à début novembre au cours de laquelle plusieurs centaines de milliers de livres d'occasion sont disponibles au Palais des Congrès de l'ATRIA et à la Bibliothèque Léon Deubel. Il s'agit de la plus grande foire aux livres de l'est de la France. La bourse aux minéraux et fossiles est organisée par le Club Géologique Belfortain avec de nombreux exposants proposant minéraux, fossiles, météorites et gemmes. Le marché aux puces de Belfort a lieu en Vieille Ville, le premier dimanche de chaque mois, de mars à décembre. Il s'agit de l'un des plus grands de l'est de la France. La « Passerelle des arts » a lieu le 15 août le long des quais de la Savoureuse, où des peintres travaillent en temps réel et exposent leur peinture. Belflorissimo est une manifestation organisée au mois de mai, la place Corbis accueille pendant trois jours paysagistes, fleuristes et exposants divers (artisanat, gastronomie, etc.).

### Sports et loisirs

#### Clubs sportifs
On compte plusieurs associations sportives dans la ville. On compte deux principaux clubs de football à Belfort, l'association sportive municipale belfortaine football club (ASMB) qui évolue en National 3 (saison 2023-2024) au stade Roger-Serzian et l'association Sportive Belfort Sud (ASBS) qui évolue en Régional 1 groupe C (saison 2023-2024) au stade des Trois Chênes.
Le club de handball Belfort Aire Urbaine Handball évolue en Nationale 1 pour la saison 2017-2018, et ce depuis 2009 et un court passage en deuxième division, disputant ses matchs au gymnase Le Phare. L'équipe de hockey sur glace des lions de Belfort ou ASM Belfort Hockey est basée à Bavilliers et évolue en Division 3. La danse sur glace est représentée par l'ASM Belfort Danse et Ballet sur glace.
Le club de water polo de Belfort, l'ASMB Water Polo évolue en Nationale 3.

#### Événements sportifs
Belfort accueille plusieurs manifestations sportives chaque année :
- Le semi-marathon du Lion[141] une course à pied de renommée internationale de 21,1 km sur bitume, entre les villes de Belfort et de Montbéliard. Les lignes de départ et d'arrivée sont inversées chaque année entre ces deux villes. En 2020, la 36e édition partira de Montbéliard[A 19] ;
- Le critérium du Ballon d'Alsace, course cycliste au départ de Belfort et à l'arrivée au Ballon d'Alsace situé au nord du département, soit une course de 32 km et un dénivelé de plus de 1 000 m avec des pentes à 7 %. En 2019 a eu lieu la 95e édition ;
- La Transterritoire[A 20] VTT dont la 30e édition a eu lieu en 2019 ;
- Le Triathlon international. Le 1er juin 2013, la ville a accueilli les championnats du monde longue distance en triathlon[A 21] sur un format 4 km/120 km/30 km. L'évènement a eu lieu sur le site du Malsaucy et a attiré plus de 3 000 athlètes ;
- Depuis 1947, la ville fut 13 fois ville-étape du Tour de France de cyclisme[142], 2 fois arrivée d'étape et 11 fois départ d'étape, dont ville d'arrivée et ville de départ en 1961. Le dernier passage remonte à l'édition 2023 où elle a été ville-départ de l'étape 20 (Belfort – Le Markstein)[143]

### Médias

#### Presse écrite
La presse écrite locale est représentée par un seul quotidien régional, L'Est républicain (qui a absorbé son ancien concurrent, Le Pays).
La mairie de Belfort édite également un magazine mensuel d'information communale Belfort'Mag, imprimé à 31 000 exemplaires par mois.

#### Radios
Plusieurs radios locales et nationales diffusent leurs programmes sur Belfort :
- 87.8 Radio Star : radio régionale commerciale basée à Montbéliard. Elle émet sur une large couverture allant de l'Yonne au Doubs en passant par les départements de l'Aube, de la Haute-Marne et des Vosges ;
- 88.4 RCF Besançon : radio locale du Diocèse de Besançon[144] ;
- 90.9 Radio Oméga : Radio locale d'expression chrétienne basée à Audincourt qui émet sur l'aire urbaine Belfort-Montbéliard-Héricourt[145] ;
- 93.4 RTL2 Belfort-Montbéliard[146] : déclinaison locale d'RTL2 émettant des programmes locaux et des infos locales sur Belfort et Montbéliard ;
- 98.4 Virgin Radio Alsace Franche-Comté : déclinaison de Virgin Radio avec des informations locales et chroniques tous les jours[147] ;
- 100.0 Fun Radio Belfort-Montbéliard[148] : déclinaison locale de Fun Radio émettant des programmes locaux et des infos locales sur Belfort et Montbéliard. Ses locaux se trouvent 6 quai Charles Vallet à Belfort tout comme ceux d'RTL2 Belfort-Montbéliard ;
- 106.8 France Bleu Belfort Montbéliard[149] : radio locale publique de ces deux-villes. Ses locaux sont à Belfort, au 10 rue des Capucins.

Il existe également la webradio étudiante de l'aire urbaine Superflux.

#### Télévision
France 3 Franche-Comté émet sur Belfort depuis l'émetteur TDF de la Forêt de l'Arsot, à Valdoie. Un bureau permanent France 3 existe à Montbéliard, au 2 avenue des Alliés.

#### Anciens Médias
Radio ondes rouges (1978-1981), radio pirate éphémère, s'installe à Belfort en 1980.

### Religions et lieux de culte
Le christianisme, l’islam et le judaïsme sont trois religions pratiquées par les Belfortains. Le catholicisme serait la branche du christianisme la plus représentée au côté des branches orthodoxe et protestante[réf. nécessaire].
Église catholique

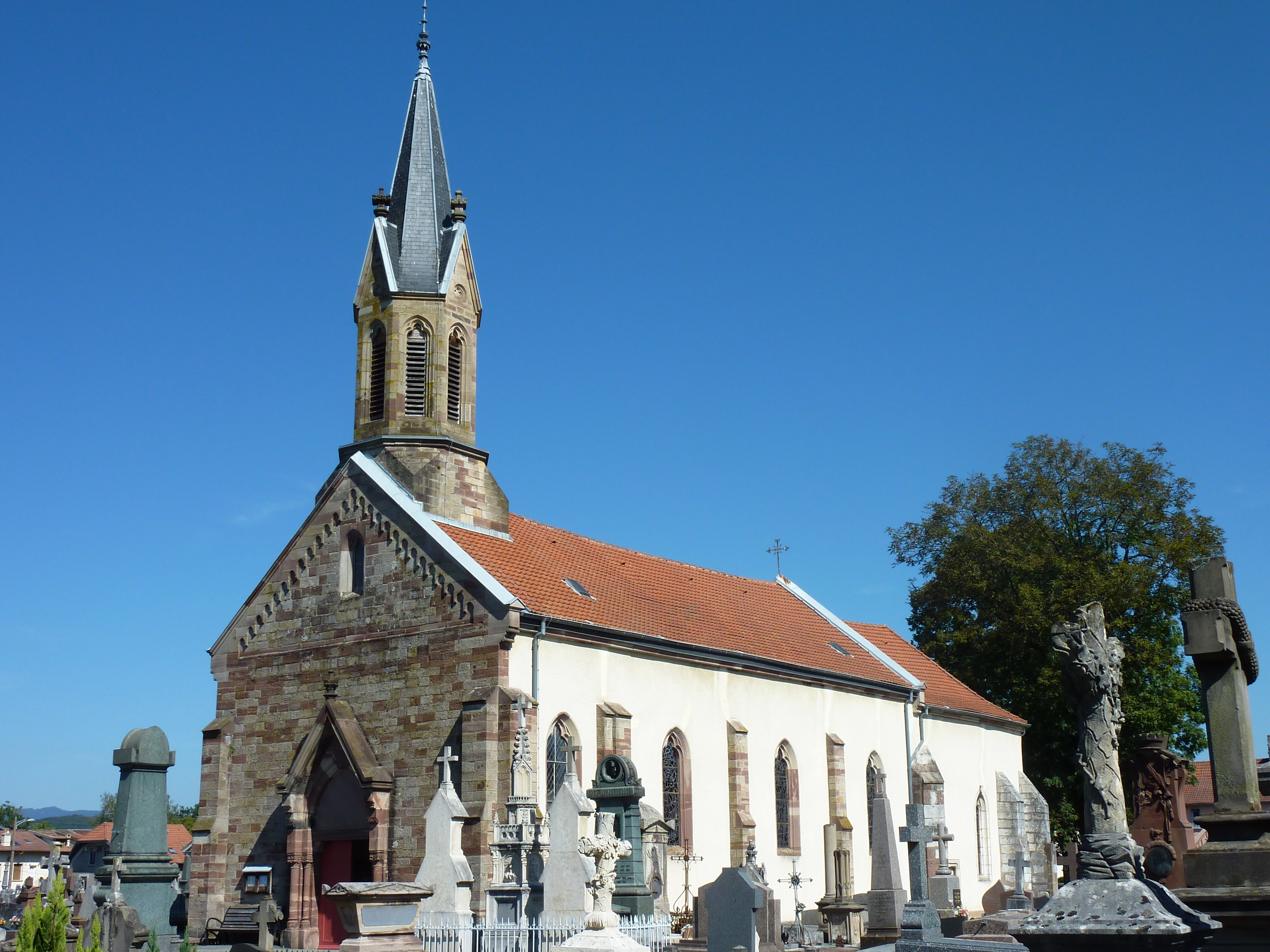
La chapelle de Brasse.

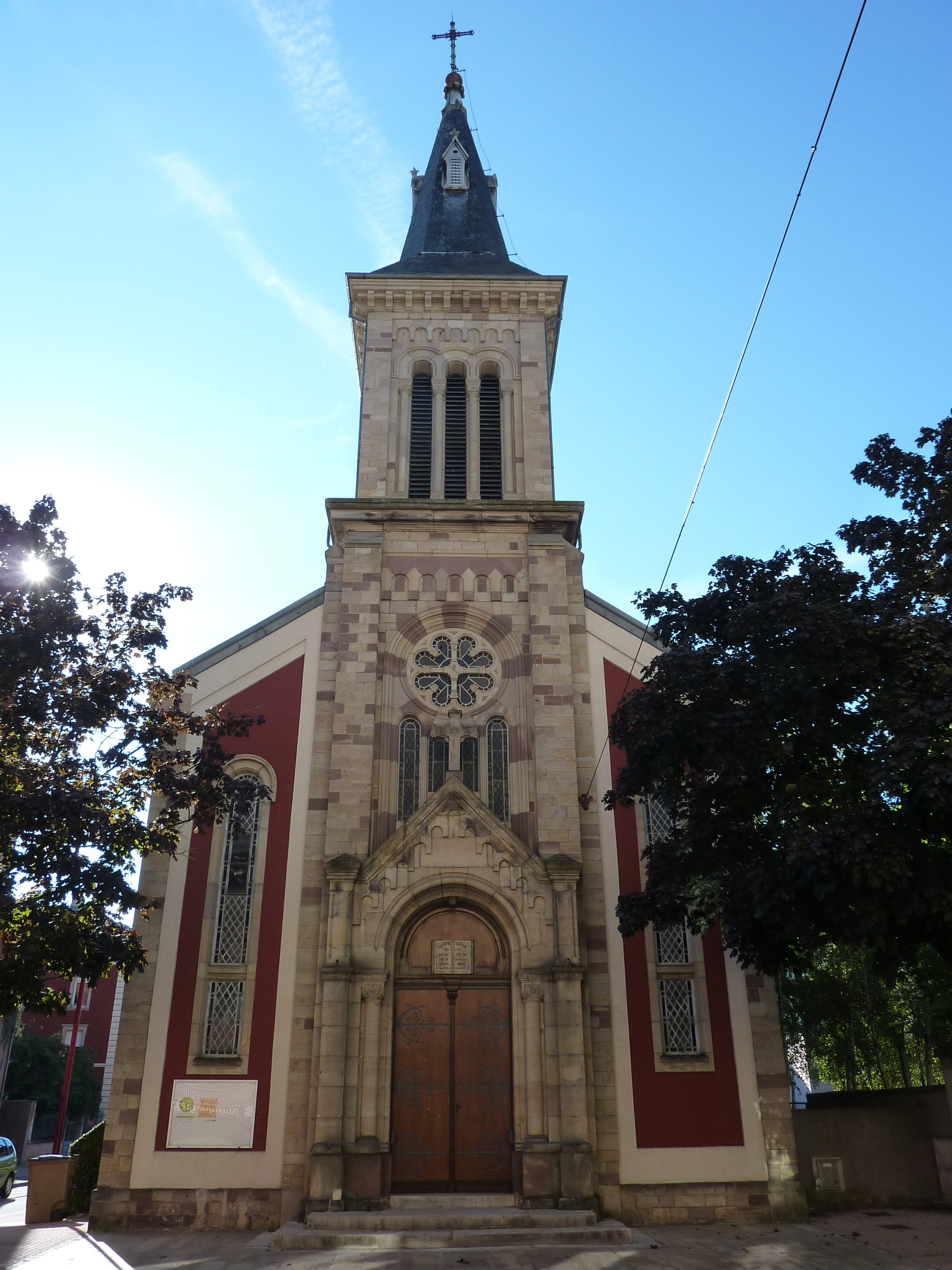
Le temple Saint-Jean.

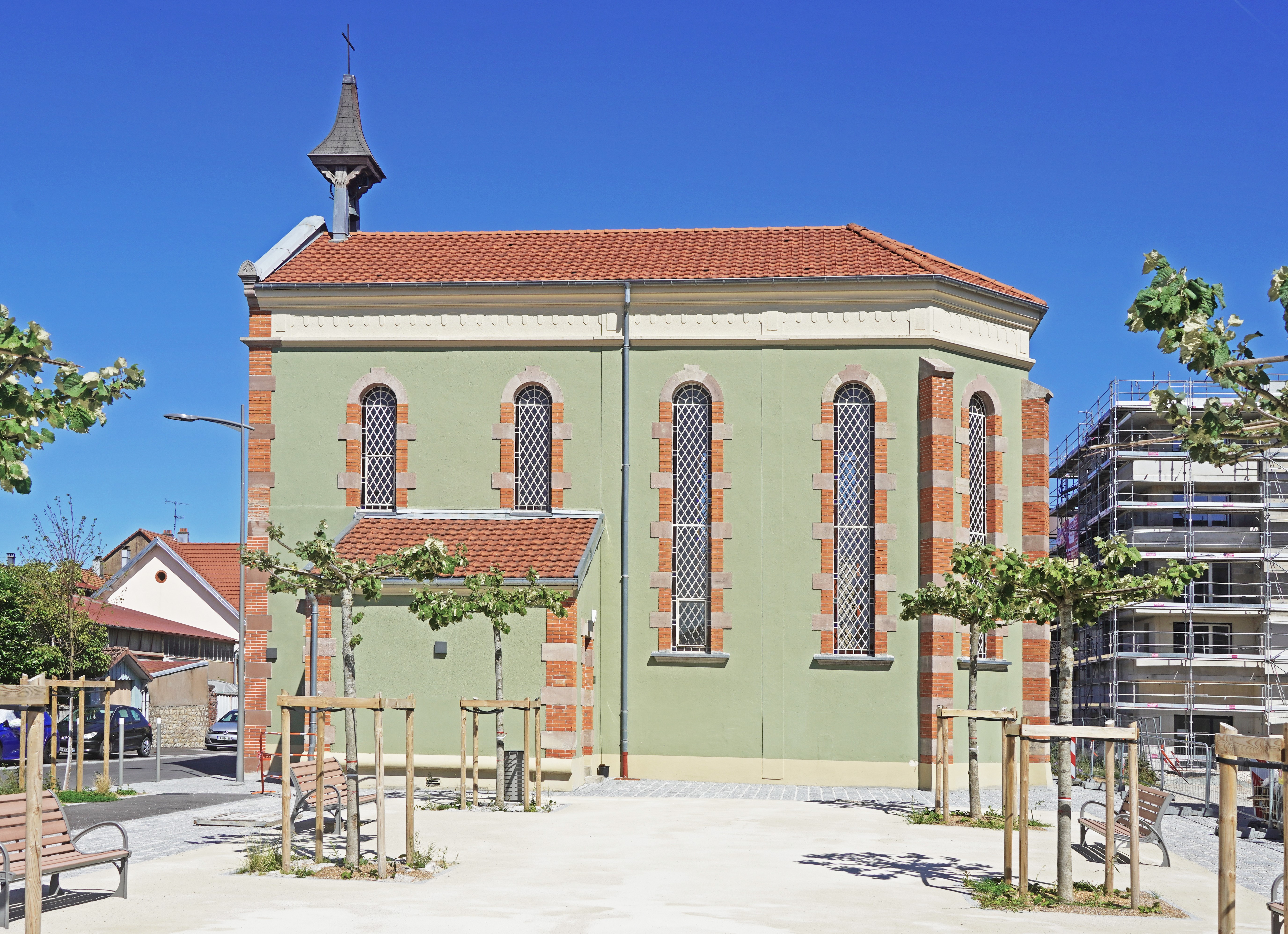
Chapelle Saint-Antoine de l'ancien hôpital.

La ville est le siège du diocèse de Belfort-Montbéliard et de son évêque, bien que la « maison du Diocèse » se situe à Trévenans, commune au sud de Belfort. La ville appartient au doyenné homonyme et compte sept églises catholiques dont :
- la cathédrale Saint-Christophe, place d'Armes, élevée par Jacques Philippe Mareschal dans la vieille ville ;
- Église Notre-Dame des Anges, faubourg de Montbéliard, dans le quartier de la gare (église désacralisée le 25 mars 2015[154] et démolie en août 2015[155]) ;
- Église Saint-Louis, 185 avenue Jean Jaurès, dans le quartier Belfort-Nord ;
- Église Saint-Joseph, 20 rue Voltaire ;
- Église Sainte-Thérèse-de-l'Enfant-Jésus, avenue du Château d'Eau, dans le quartier du Mont – Les Barres ;
- Église Sainte-Jeanne-Antide, rue de Londres, dans le quartier Résidences – Bellevue ;
- Église Sainte-Jeanne d’Arc, 14 rue Honoré Gabriel de Mirabeau, dans le quartier de la Pépinière ;
- Église Sainte-Odile, 43 rue Charles Steiner ;
- Chapelle de Brasse, rue Célestin, dans le quartier Jean Jaurès ;
- Chapelle Saint-François, 23 rue de la Paix ;
- Chapelle Notre-Dame des Anges du lycée, 2 impasse Notre-Dame ;
- Chapelle collège Sainte-Marie, rue Clemenceau ;
- Chapelle Saint-Antoine de l'ancien hôpital, 5 rue Saint-Antoine[156].

Église orthodoxe
Représentée par la paroisse de la Résurrection du Christ, implantée dans la ville depuis 80 ans. Construit en 1994 au 15 rue du Berger (quartier Jean Jaurès), l'édifice affecté à ce culte présente toutes les caractéristiques des églises orthodoxes et un bulbe d'influence slave.
Églises protestantes & Evangéliques
Belfort fait partie de la paroisse protestante luthérienne de Belfort-Giromagny. Situé au centre-ville, le temple protestant luthérien Saint-Jean, 1 rue Kléber, inauguré en 1877, abrite un orgue polyphonique de haute qualité.
Église Évangélique: 22 rue Colonel Frisch.
Église Protestante Le Panier (EPP) : 4 rue de Valenciennes.
Église Mennonite : 2 rue Jean Dollfus.
Judaïsme

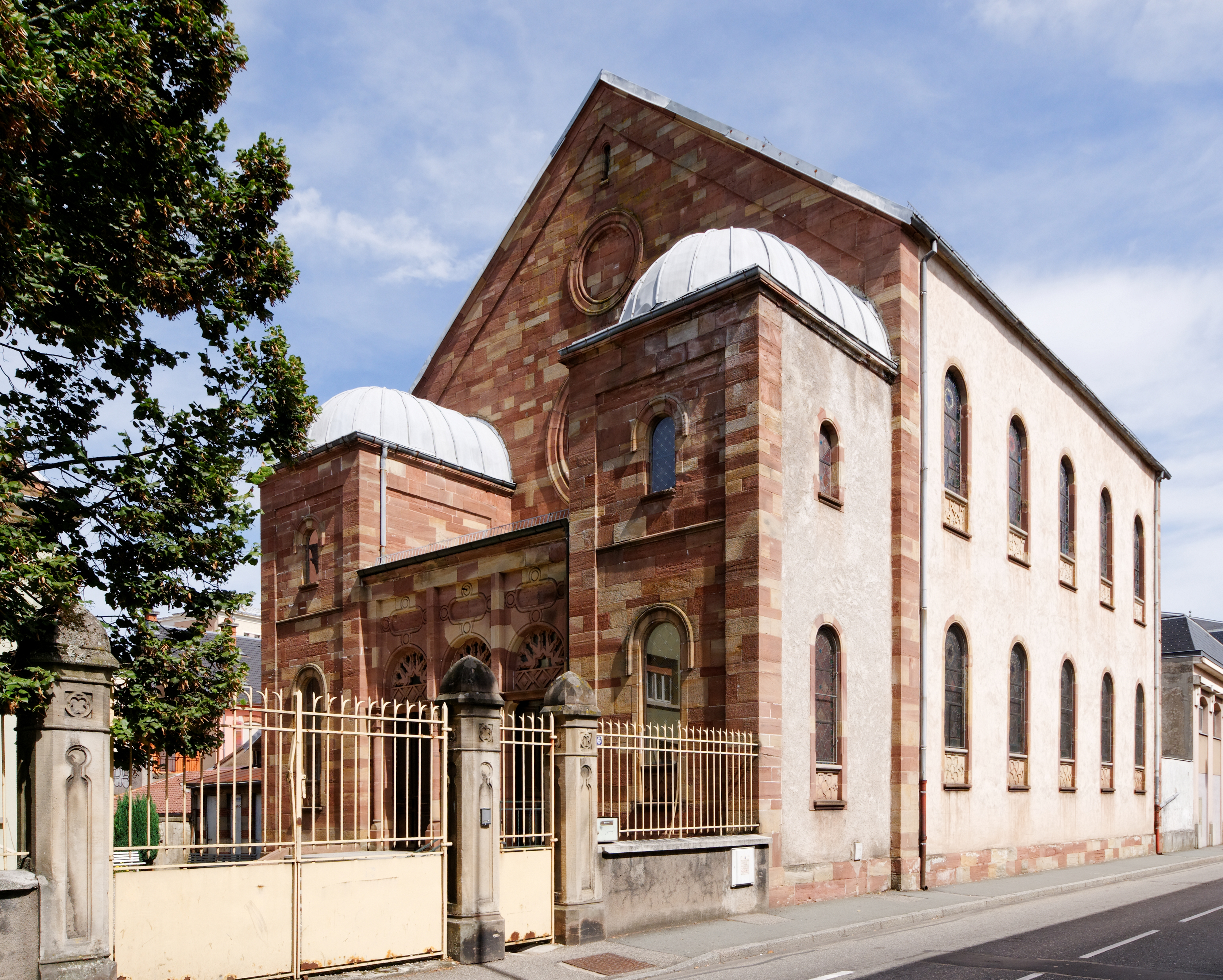
La synagogue de Belfort.

Située également en centre-ville, la synagogue de Belfort a été ouverte au culte en 1857,.
Elle présente une architecture remarquable rappelant celle de la Palestine et du fait des origines orientales du judaïsme, l'intérieur suit le rite mosaïque excluant l'usage de figures et de représentation d'emblèmes.
Islam
Plusieurs lieux de culte : La grande mosquée Omar ibn al-Khattâb aux Glacis du Château est un bâtiment de conception récente et moderne, ouvert depuis 2010. Les autres mosquées sont la mosquée turque, la mosquée Koba et la mosquée Es Sunna.
Autres :
Témoins de Jéhovah, 8 rue de Gerbevillers.

## Économie
Belfort est le siège de la Chambre de commerce et d'industrie du Territoire de Belfort et abrite l'École supérieure des technologies et des affaires (ESTA). Elle gère également le port fluvial à Botans sur le canal de Montbéliard à la Haute-Saône.
Le 10 février 2022, le président de la République, Emmanuel Macron, annonce à Belfort son souhait de voir 6 EPR-2 construits, avec 8 autres EPR-2 en option.

### Revenus de la population et fiscalité
En 2005, le revenu moyen par ménage s’élève à 17 900 € dans la communauté d'agglomération Grand Belfort, tandis qu'il est de 16 700 € dans celle de Montbéliard et 18 100 € au niveau national,. Les inégalités de revenus entre les deux communautés s'expliquent par deux phénomènes parallèles, à savoir le nombre important de ménages à faible revenu dans l'agglomération montbéliardaise et le phénomène de gentrification à Belfort, avec principalement l'installation de cadres entre 1999 et 2008 dans le cœur urbain. Le centre-ville de Belfort se caractérise également par la présence de personnes vivant seules, notamment les étudiants et les diplômés, les couples avec enfants s'installent dans des pavillons résidentiels en périphérie des villes, tandis que les logements sociaux sont principalement occupés par une population défavorisée (chômeurs ou personnes non diplômées) ou immigrée.
| Belfort           | 13 856 € / an | 140    | 5 181 € / an  | 1 440 236 € / an |
| Paris             | 25 948 € / an | 64 199 | 14 281 € / an | 3 206 045 € / an |
| Moyenne nationale | 15 027 € / an |        | 5 683 € / an  | 1 493 167 € / an |

### Emploi
Selon un rapport de l'Insee de décembre 2007, l'ancienne zone d'emploi de Belfort était la 5e zone d'emploi la plus attractive du Grand-Est français (derrière Nancy, Metz, Strasbourg, et le bassin houiller) et se plaçait au 21e rang national sur 348 zones d'emploi métropolitaines, cette attractivité ayant été mesurée avant Techn'hom. En effet depuis le 1er juillet 2011, l'Insee a en effet redéfini le découpage des zones d'emploi en Franche-Comté. La cité du lion fait partie de la première zone d'emploi de Franche-Comté : zone d'emploi Belfort-Montbéliard-Héricourt avec 371 488 habitants soit 32 % de la population franc-comtoise et 144 535 emplois soit 31 % de l'emploi en Franche-Comté en novembre 2011. Cette zone d'emploi recense plus de 8 300 cadres des fonctions métropolitaines, soit le nombre le plus élevé des zones d'emploi franc-comtoises, avec une forte concentration dans la recherche-conception. Cette répartition rapproche la zone d'emploi des aires urbaines de plus de 500 000 habitants (hors Paris).
En 2006, la population active représente 23 550 personnes soit un taux d'activité de 68 % pour une population âgée de 14 à 64 ans, 6 % de retraités ou préretraités, 14 % de jeunes scolarisés (étudiants, élèves ou apprentis) et 12 % de personnes sans activité.
| CSP                                       | Belfort | France |
| ----------------------------------------- | ------- | ------ |
| Agriculteurs                              | 0,1 %   | 2,4 %  |
| Artisans, commerçants, chefs d'entreprise | 4,2 %   | 6,4 %  |
| Cadres, professions intellectuelles       | 12,9 %  | 12,1 % |
| Professions intermédiaires                | 22,3 %  | 22,1 % |
| Employés                                  | 30,6 %  | 29,9 % |
| Ouvriers                                  | 29,9 %  | 27,1 % |

De même que de forts écarts de revenus existent entre les différents quartiers, les différences de formations sont également élevées, 23 % des Belfortains n'ont aucun diplôme, ce chiffre atteint 42 % dans les quartiers d'habitat social, principalement les Résidences et les Glacis du Château. Inversement 23 % des Belfortains sont diplômés de l'enseignement supérieur, ce chiffre grimpe à 36 % dans les quartiers du cœur urbain, à savoir Centre-Ville, Faubourg de Montbéliard, Chateaudun 1 et Vieille-Ville.
Population non scolarisée de 15 ans ou plus en pourcentage en 2006

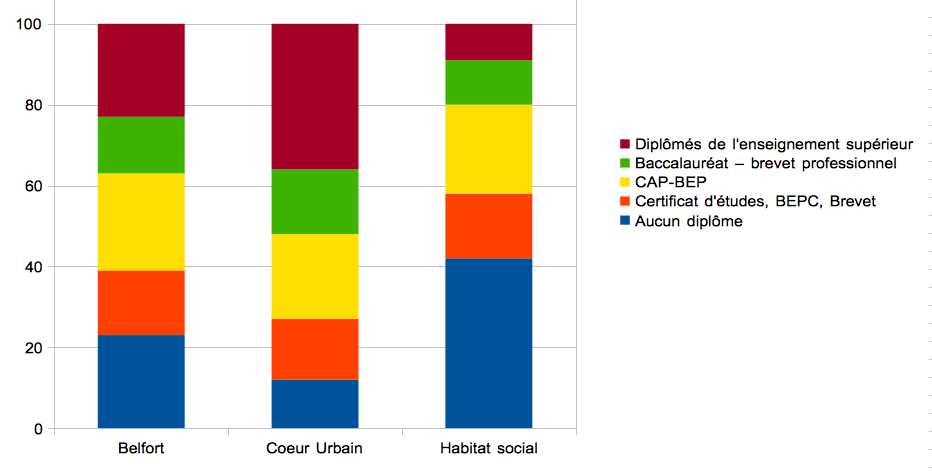

### Entreprises et commerces

#### Agriculture
Jusqu'en 2013, Belfort a été le siège de la Chambre d'agriculture du Territoire de Belfort. La ville ne compte aucune exploitation agricole, mais on dénombre[Qui ?] 250 agriculteurs[Quand ?] dans le territoire l'entourant. L'ensemble des exploitants travaillent en périurbain étant donné la petitesse du Territoire de Belfort et son caractère urbain. La chambre d'agriculture a fusionné en 2013 avec celle du Doubs, département limitrophe.

#### Tissu industriel et de haute technologie
La ville a toujours été tournée vers l'industrie. En effet, Belfort s'est en partie développée grâce à elle : l'entreprise Alstom, Bull, ou l'usine à gaz. Aujourd'hui[Quand ?] certaines industries ont fermé, comme Bull en 1993. L'industrie de la ville s'est résolument tournée depuis vers les hautes technologies. La ville a lancé un programme d'action sur le Technopôle Techn'hom, à la suite d'importantes rénovations et améliorations déjà faites en 2009 qui se sont achevées en 2011.
La SEMPAT, société mixte spécialisée en immobilier d'entreprise, créée par les collectivités locales il y a une vingtaine d'années, gère les parcs d'activité du Techn'hom, proche du centre ville, et de La Jonxion, située dans l'espace central de l'aire urbaine Belfort-Montbéliard-Héricourt-Delle. Elle est devenue une des sociétés d'économie mixte les plus importantes d'Europe.
Le Techn'hom accueille de grands groupes mondiaux tels qu'Alstom et General Electric (remplacé par EDF en 2024). Alstom produit sur le site de Belfort les motrices TGV et les locomotives de fret, mais l'ensemble des turbines à vapeur, alternateurs, supraconducteurs est passé dans le giron de General Electric, avec les turbines à gaz et cycles combinés, les centrales de production d'électricité, piliers de l'économie de la ville. Depuis les années 2015, Alstom compte environ 600 emplois et GE Vernova, qui succède à General Electric Energy, environ 4 000 emplois. Depuis mai 2024, le site GE ainsi que ses salariés est transféré à Arabelle Solutions, filiale d'EDF. On note aussi la présence du groupe Nipson. Techn'hom concentre plus de 120 entreprises et 7 500 emplois.

#### Administration publique, enseignement et culture
L’enseignement représente plus de 1 300 emplois. Les services municipaux emploient 300 personnes et les services départementaux, 520 personnes.[Passage à actualiser]

#### Le cœur urbain

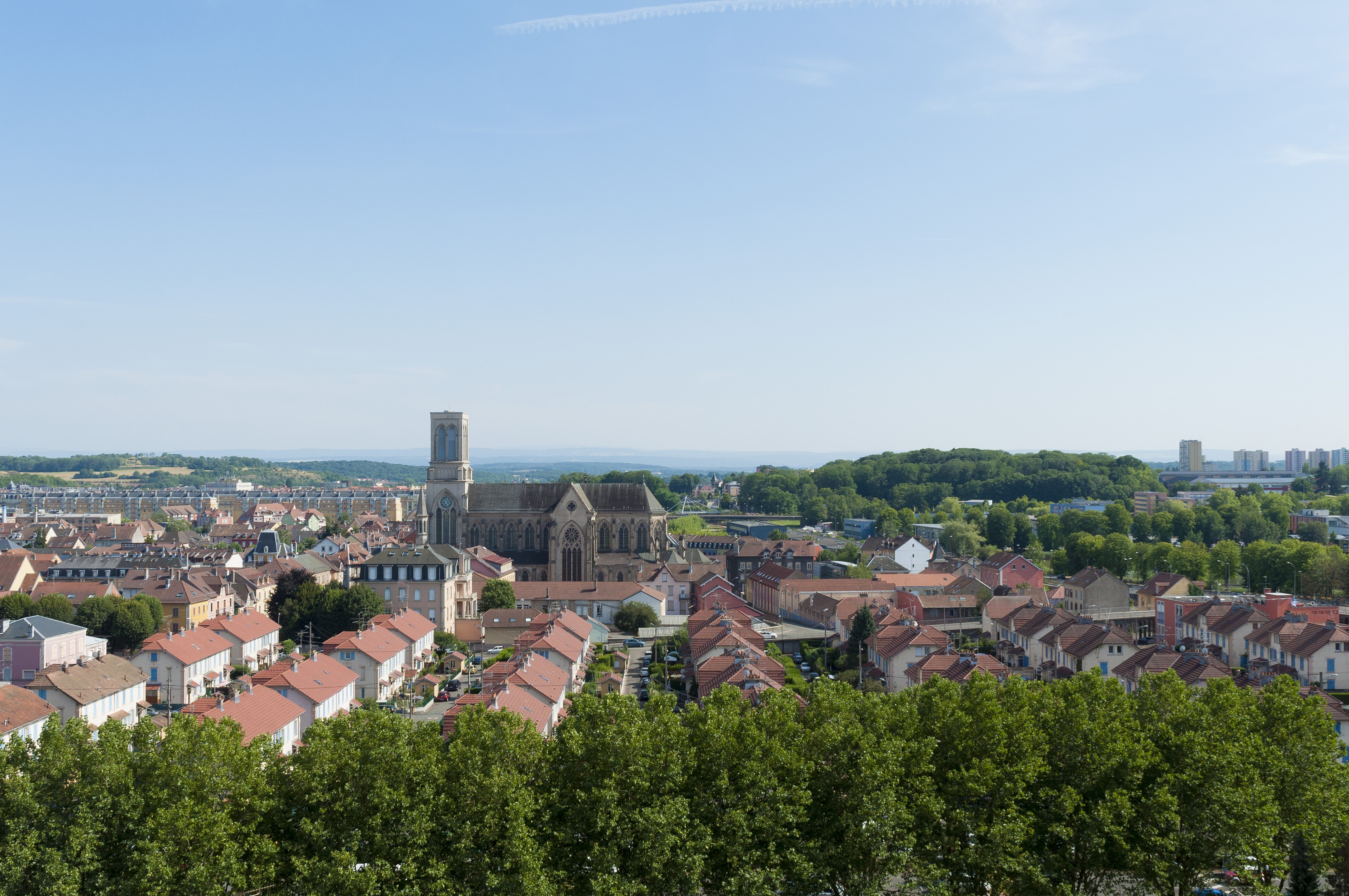
Ancienne cité ouvrière Alsthom.

Le cœur urbain forme avec Techn'hom un double pôle urbain. Il est constitué du centre-ville, la vieille ville et le centre-sud.[pas clair] Il totalise 11 000 emplois générés par de nombreux commerces et boutiques, deux galeries marchandes (4 As et Faubourgs accueillant une Fnac) et de deux grands magasins (Galeries Lafayette et Gillet Lafond). Un nouveau projet de galerie est envisagé dans le cadre de la rénovation des Galeries Lafayette. Le cœur urbain représente 30 % de l'offre commerciale du Territoire de Belfort. Le domaine de la santé est présent avec 2 000 emplois sur le site de Belfort du centre hospitalier de Belfort-Montbéliard.

#### Les zones commerciales
Comme de nombreuses agglomérations, des zones commerciales sont apparues à la périphérie de la ville. L'une d'entre elles s'est développée autour du centre commercial E.Leclerc qui a la particularité de se trouver en bordure de centre-ville et d'avoir un accès autoroutier dans le secteur centre-sud. Le cinéma des quais fait la jonction entre centre-ville et centre sud. Au sud de la ville, une zone commerciale s’est développée de manière empirique le long de l'ancienne route nationale N 19 parallèle à l’A36 entre la sortie Belfort-Les Résidences et la sortie Sevenans. On y retrouve de grandes enseignes de l’électroménager, de l’équipement de la maison, du sport, de l'habillement et une grande surface de distribution Cora. Le Pôle sud concentre 33 % de l'offre commerciale du département. Au nord-est, la Porte des Vosges et la Porte de Belfort forment une zone en devenir autour du centre commercial Auchan à Bessoncourt, réunissant 13 % de l'offre commerciale totale du département.

## Culture locale et patrimoine

### Patrimoine architectural
Le centre ancien constitue un ensemble architectural homogène, dense et constitué de vieux immeubles d'habitation et d'édifices publics bien préservés. On note l'harmonie des couleurs des façades de la Vieille Ville et des faubourgs du Centre Ville, telles les couleurs rose Sologne, jaune Périgord, rouge Basque, bleu Morbihan ou encore vert Chartreuse. Beaucoup de bâtiments sont construits en grès des Vosges. Belfort compte en outre 211 œuvres recensées au patrimoine architectural et mobilier par le Ministère de la Culture.

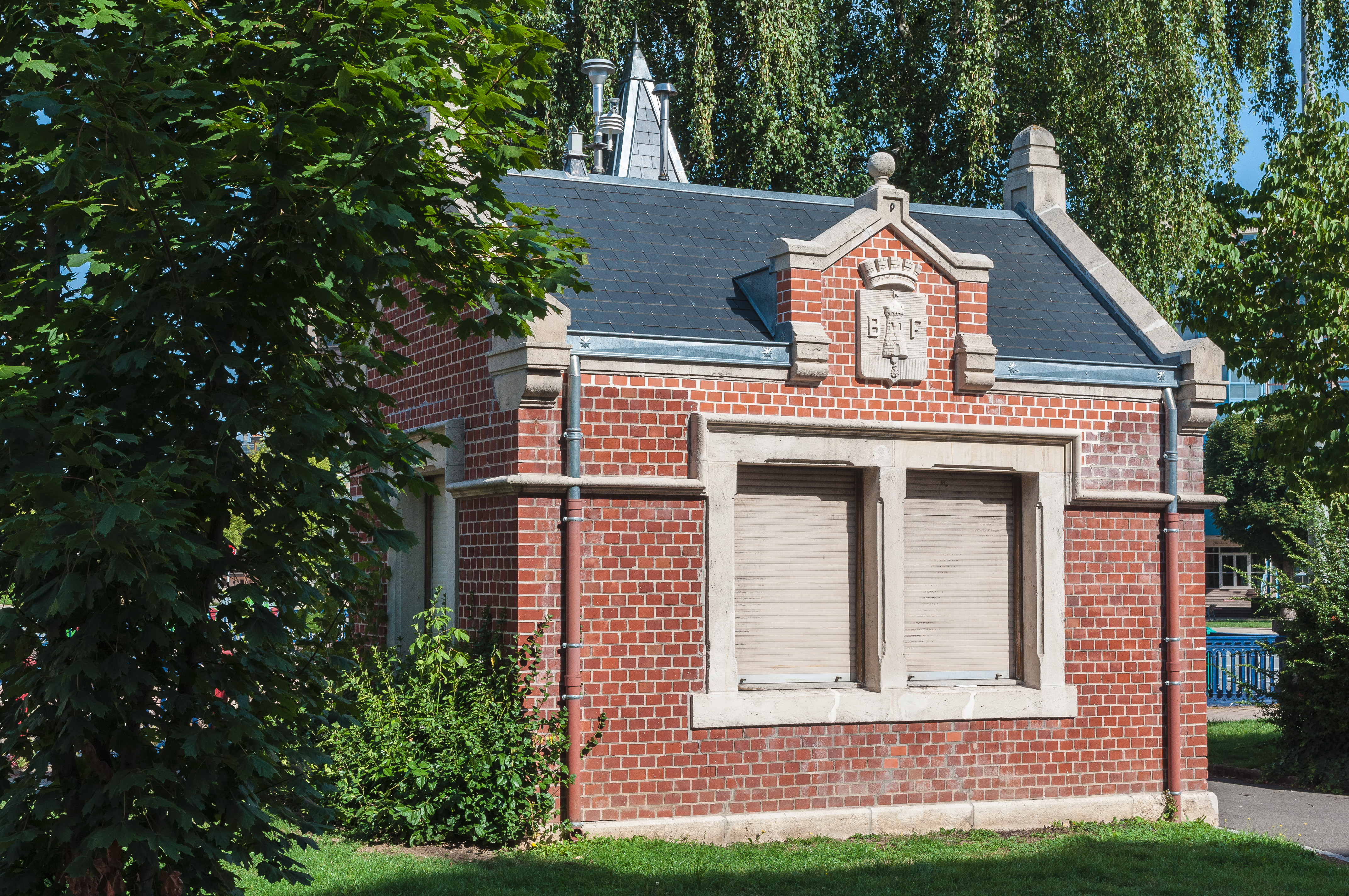
Maisonnette de l'octroi.

### Lieux et monuments
Belfort présente de nombreux monuments remarquables hérités de son histoire.
La Ville de Belfort a décidé de créer une Fondation abritée, sous l’égide de la Fondation du patrimoine, afin de permettre aux particuliers et aux entreprises de s’associer à ses efforts de rénovation et de sauvegarde du patrimoine belfortain. Elle a été la première collectivité territoriale à se doter d’une telle structure.

#### Le Lion de Belfort

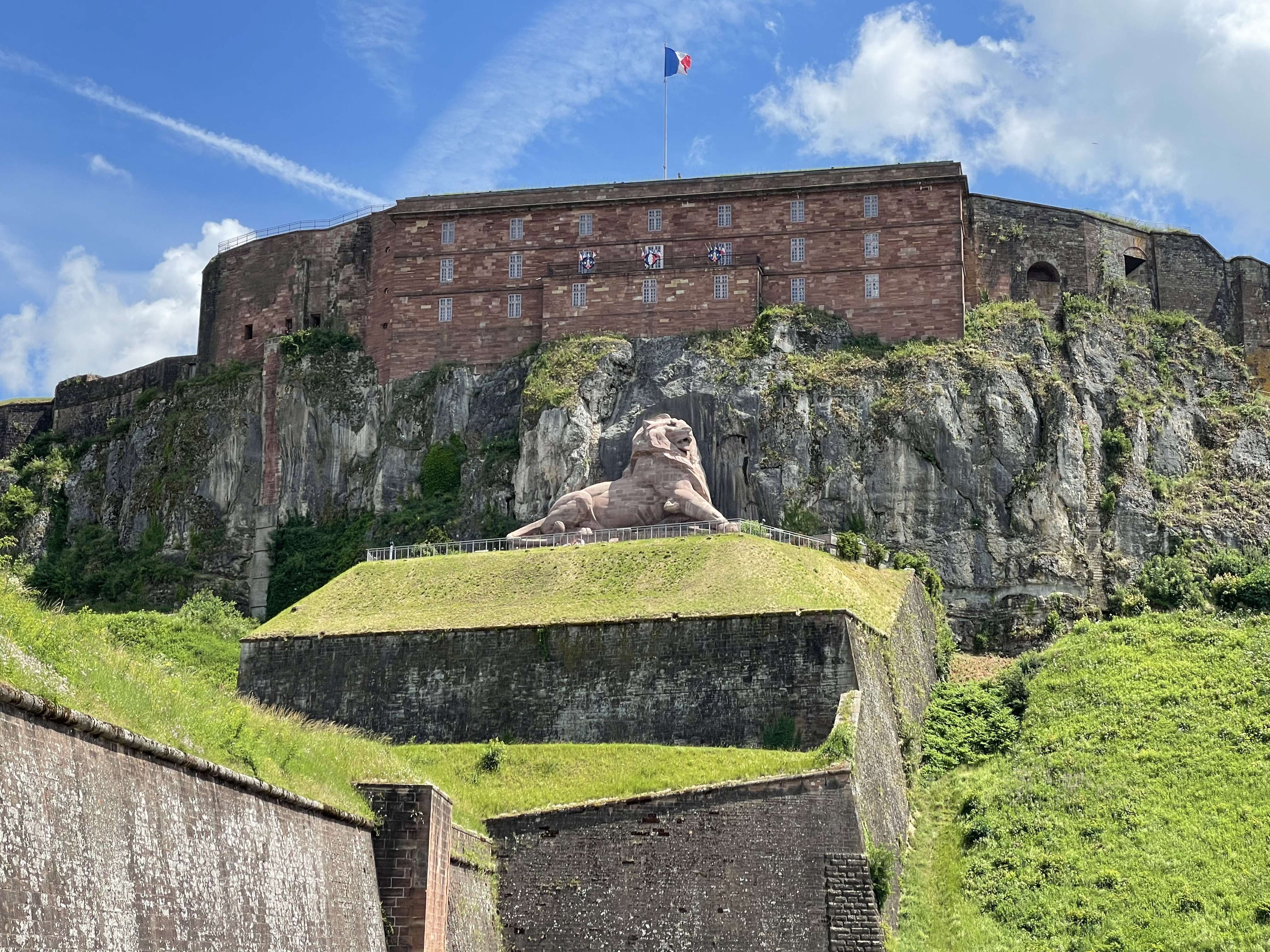
La Citadelle et le Lion de Belfort.

Le Lion de Belfort est l'œuvre du sculpteur alsacien Auguste Bartholdi. Il est fait de blocs de grès rose taillés séparément puis assemblés contre la falaise calcaire du château. Il mesure 22 m de long et 11 m de haut. Les travaux ont commencé en 1875 et se sont achevés en 1880. Il a été réalisé en hommage à la résistance de Belfort lors de son siège de 1870 et à ses victimes. Le Lion est couché au pied de la Citadelle, tête relevée, tournant le dos à l'est, à l'Alsace perdue et à l'ennemi allemand d'antan. Il a été inauguré officiellement le 18 septembre 2011 lors des célébrations des 130 ans du Lion. Véritable symbole de la Ville ayant supplanté l'historique Tour de la Miotte, il sert de motif au logotype de la commune, à celui de la communauté d'agglomération, et à celui du Département. De plus, on peut retrouver plus de 250 « lions » en Vieille Ville.

#### La citadelle de Vauban
Point stratégique depuis le XIIe siècle, la Citadelle fut construite par Gaspard de Champagne, comte de la Suze à partir de 1648. Louis XIV confie à Vauban le projet de fortifier Belfort en se basant sur les ruines de l'ancien château médiéval. C'est l'unique exemple en France du deuxième système de fortification de Vauban. Puis à partir de 1817, le général Haxo transforme le château en une forteresse moderne, en particulier en remplaçant la caserne construite sous Vauban par une caserne à l'épreuve de la bombe, que l'on peut voir au-dessus du Lion. Les glacis du château, les batteries Haxo et la cour d'honneur sont librement accessibles ainsi que la Tour des Bourgeois, vestige du château féodal. Depuis 2007, le grand souterrain offre une visite moderne et patrimoniale en son et lumière sous le nom la Citadelle de la Liberté. L'ancienne caserne au sommet de l'édifice renferme le Musée d'Histoire et d'Archéologie de Belfort.
L'enceinte est encore partiellement érigée dans sa partie nord et sud. La Porte de Brisach, datant de 1687, est surmontée d'un fronton aux armes du Roi Soleil et a été conservée dans son état primitif. Les remparts qui l'entourent sont du XVIIe siècle.

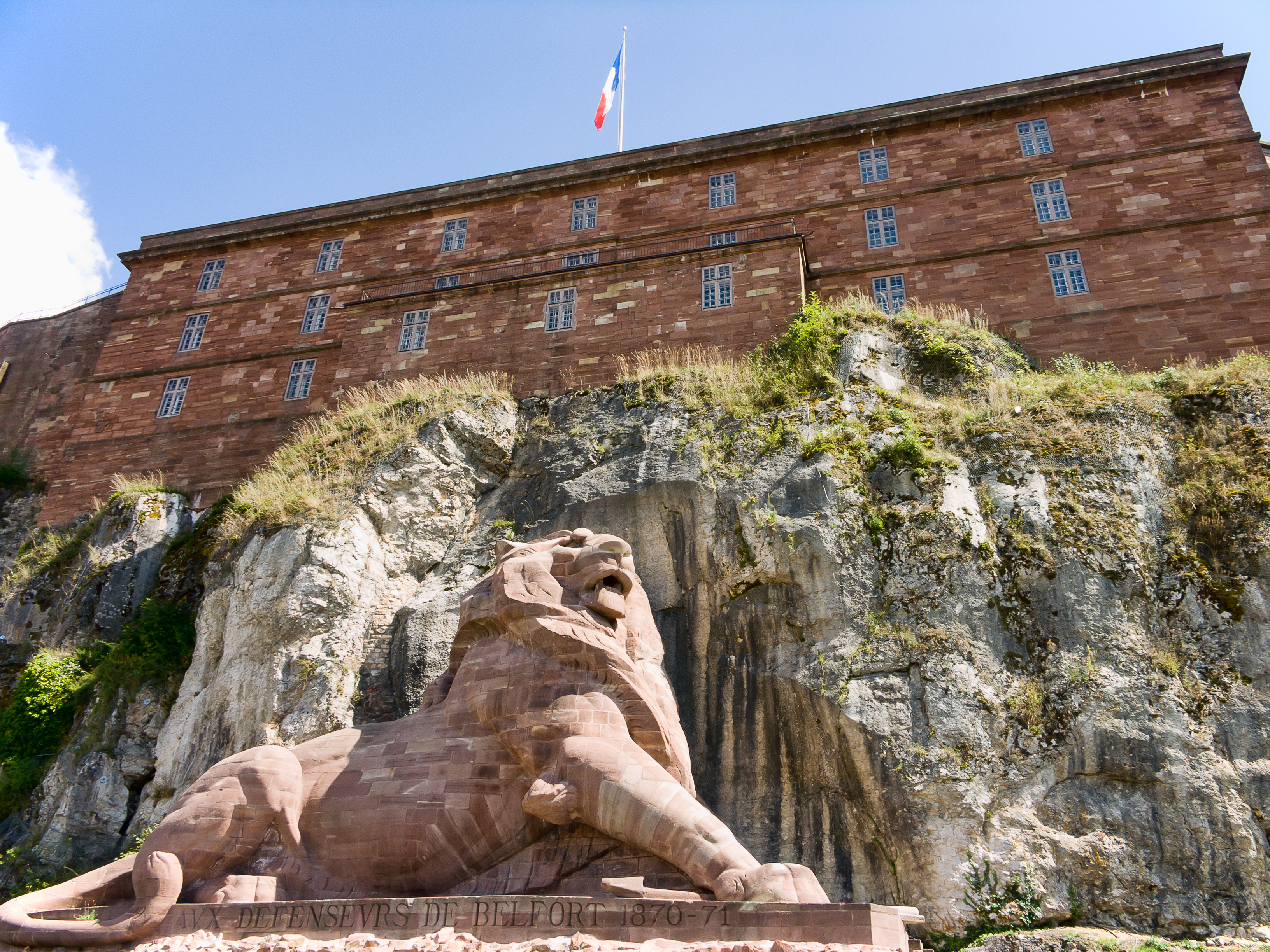
Le Lion et la Citadelle.
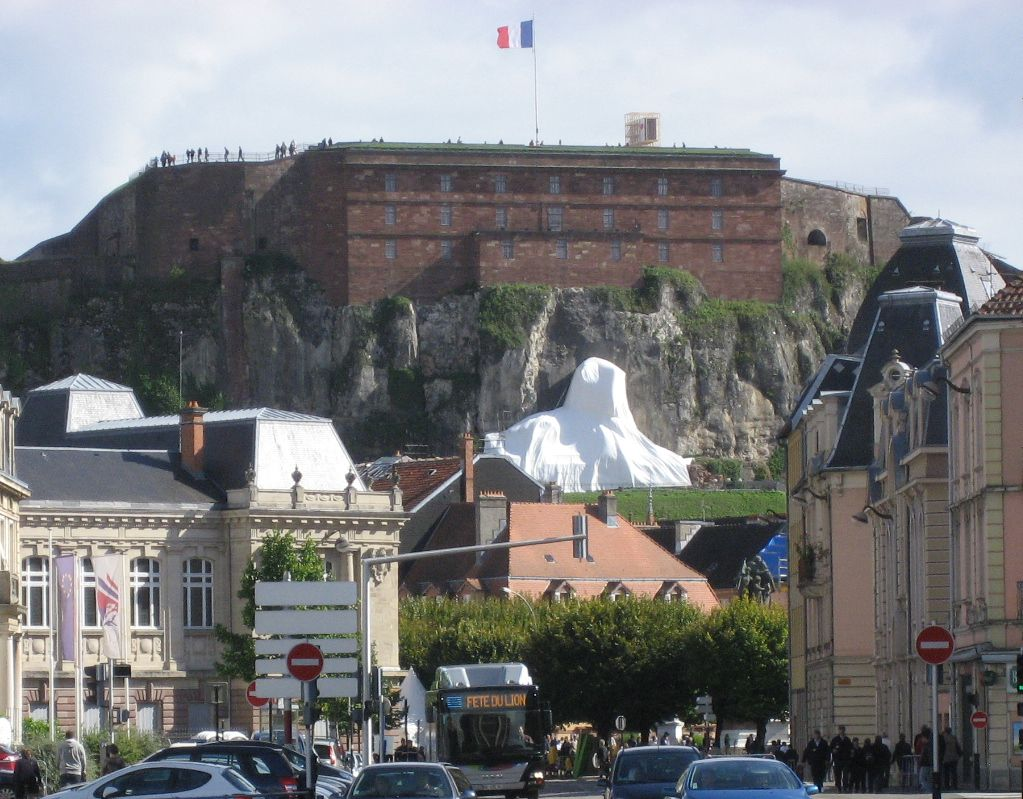
L'inauguration du Lion le 18 septembre 2011.
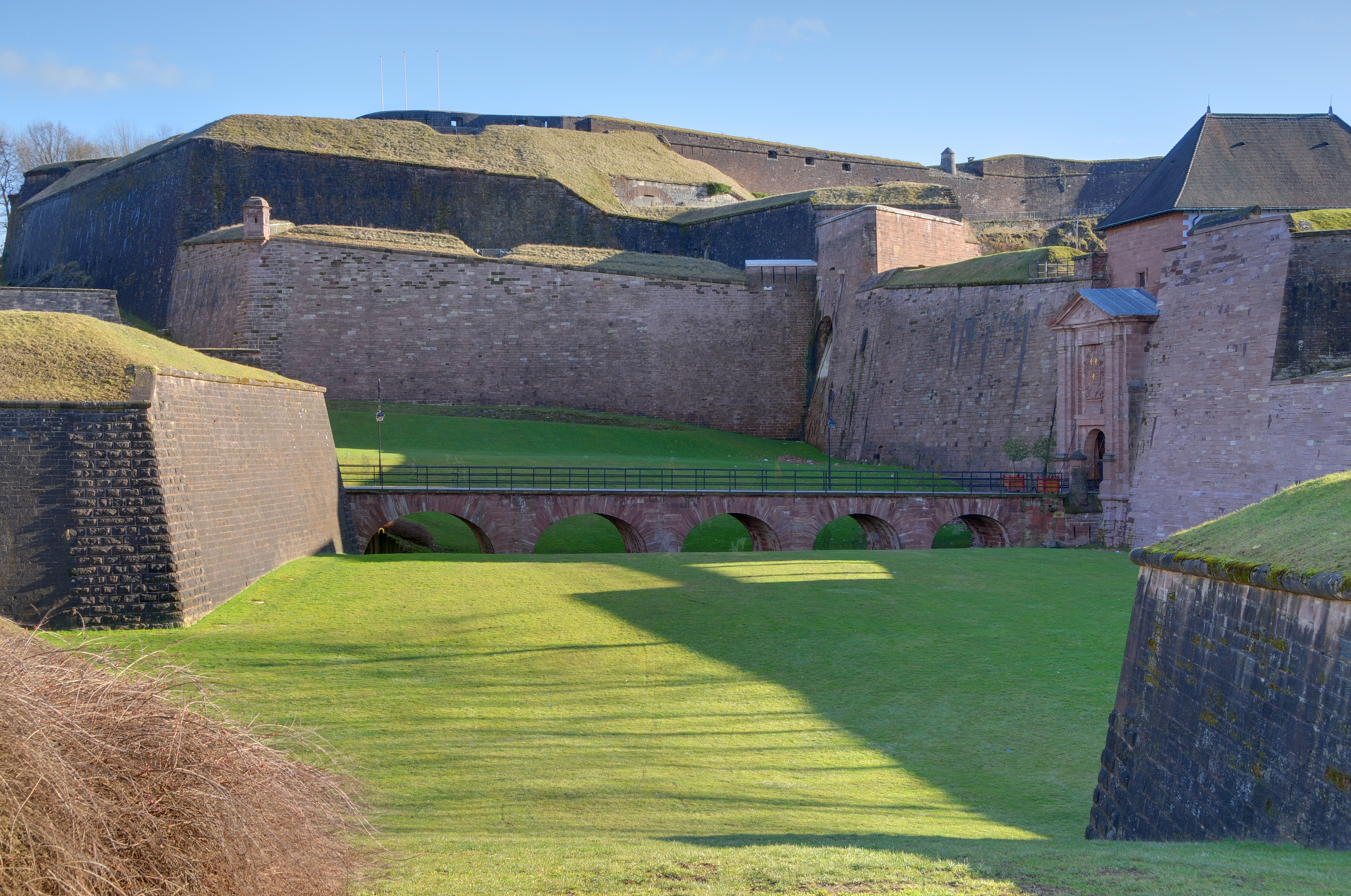
La Citadelle de Belfort et la Porte de Brisach.
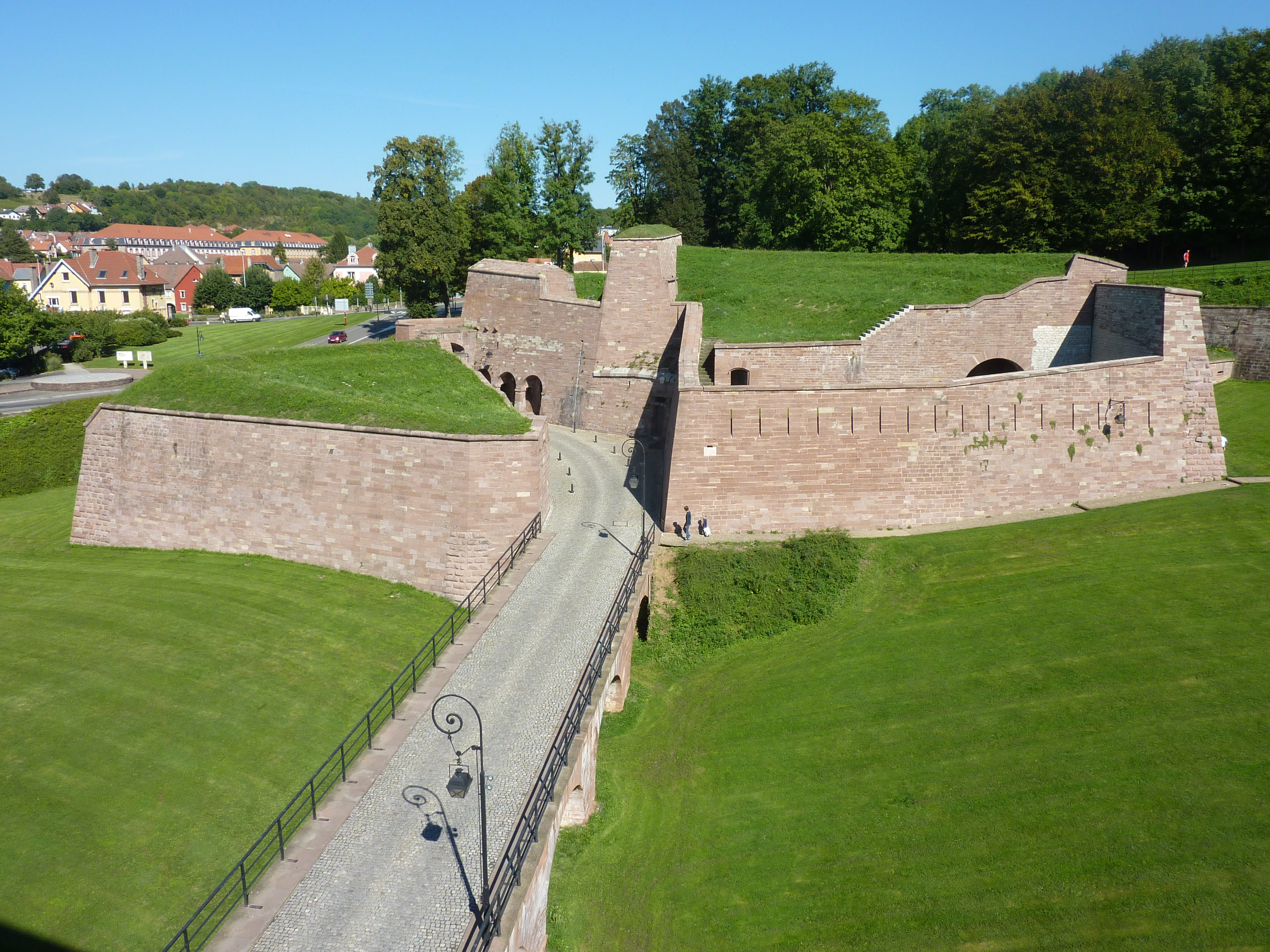
Fortifications en demi-lune au nord de la porte de Brisach.
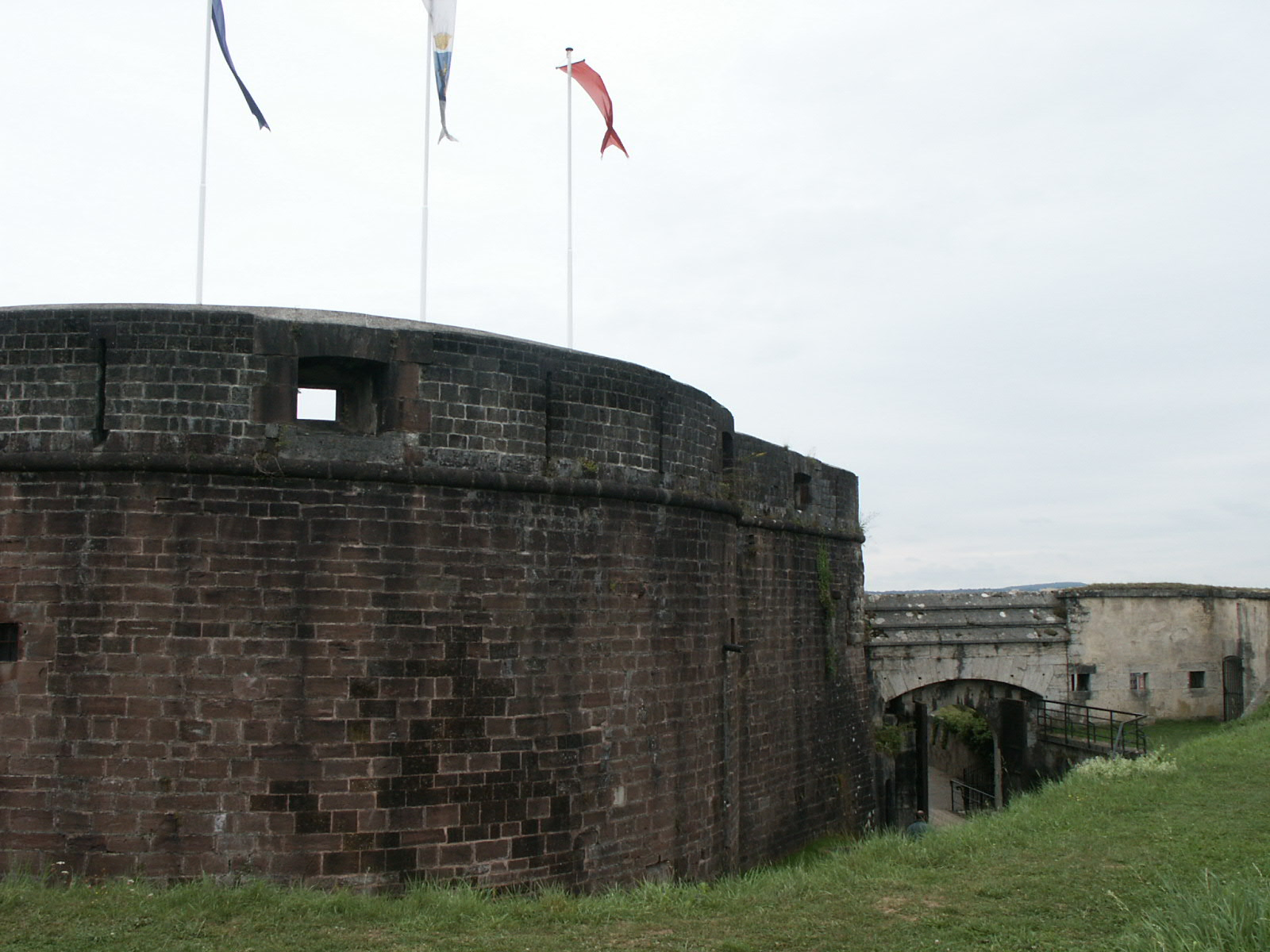
La Tour des Bourgeois, vestige du château médiéval.
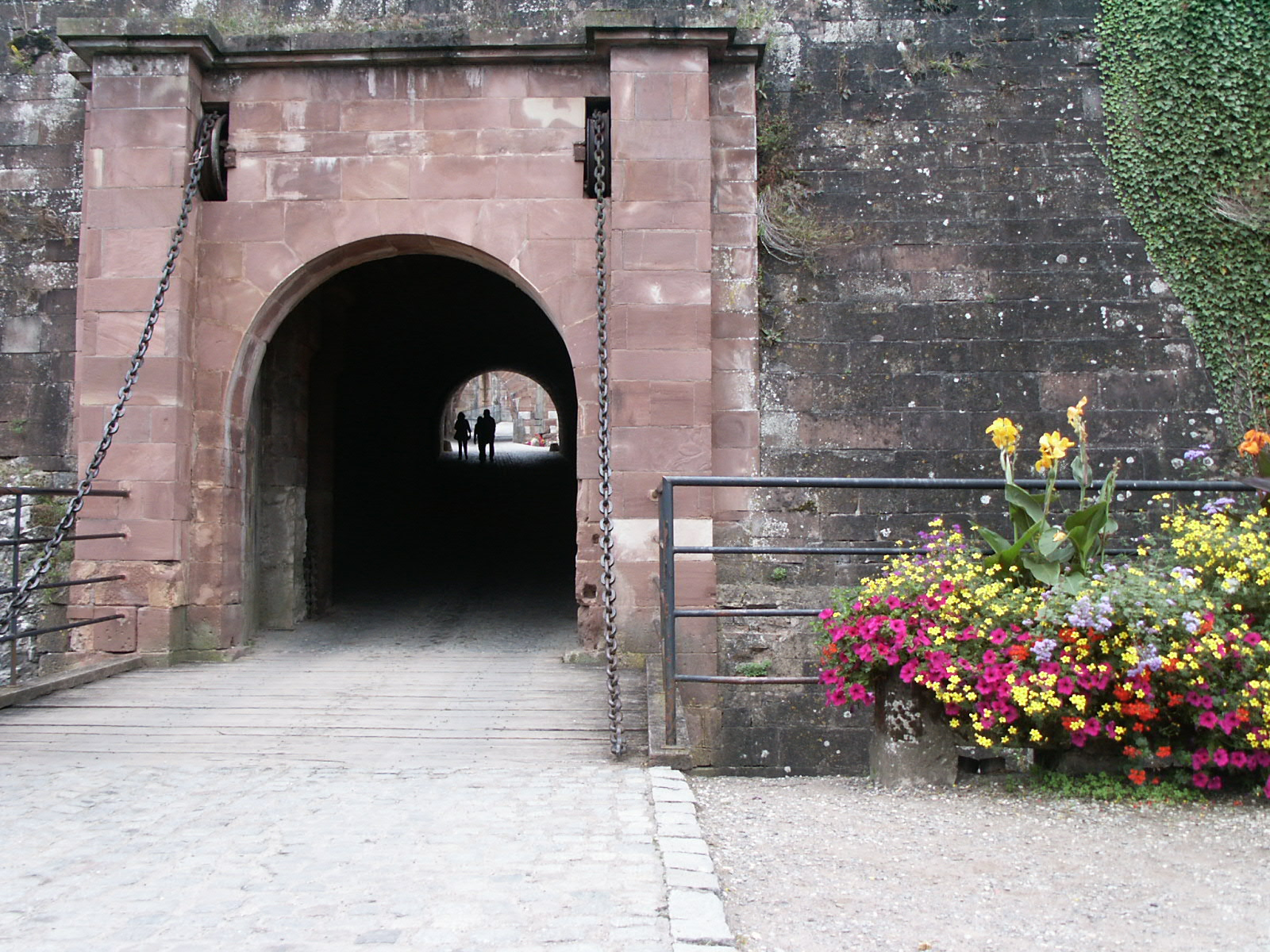
Pont-levis de la Citadelle.

#### Divers sites fortifiés

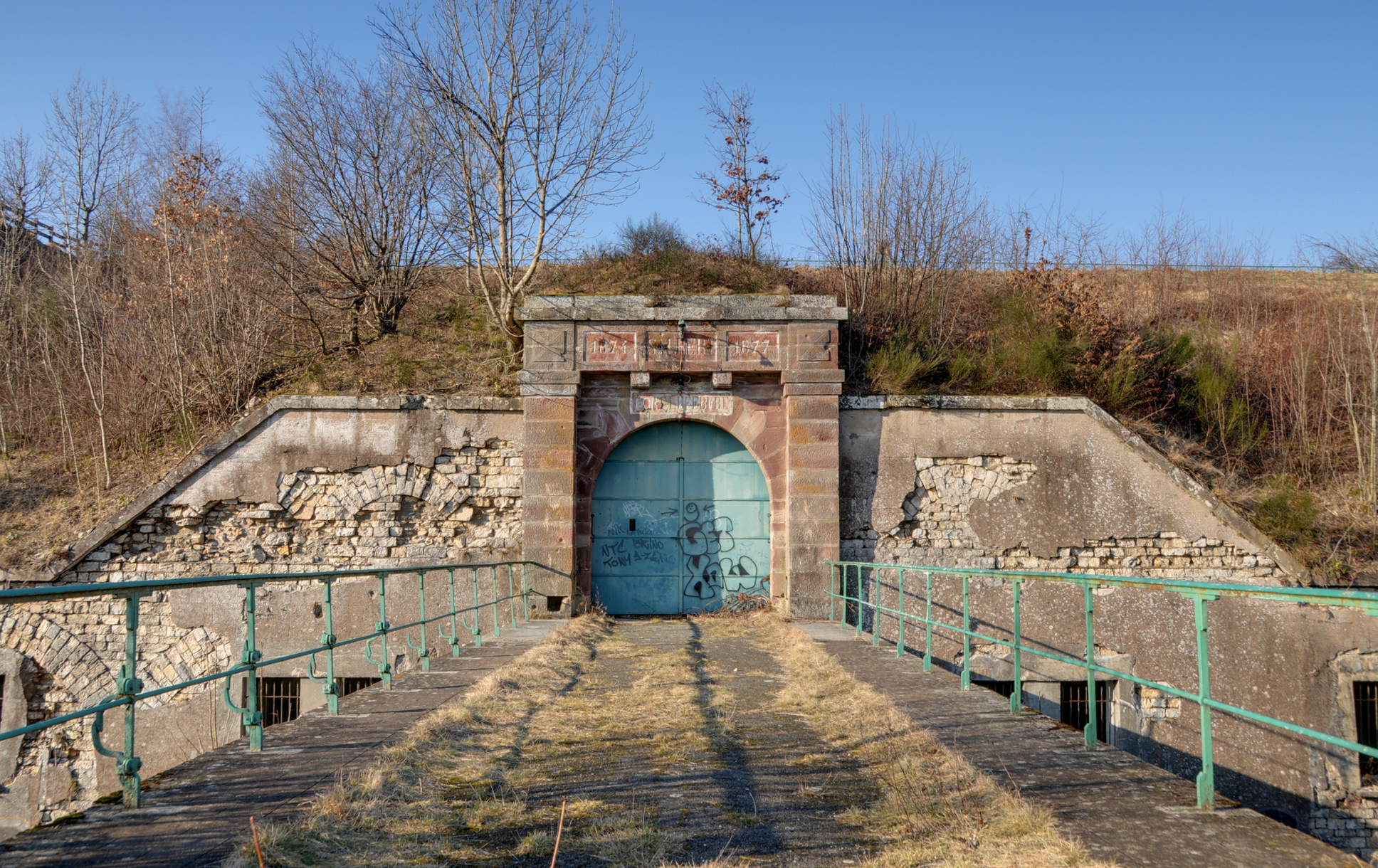
L'entrée du fort du Salbert.

D'autres forts ont été construits, notamment au sommet des collines entourant la ville :
- le fort de la Justice ;
- le fort de la Miotte, avec sa tour surplombant l'étang des Forges est un endroit facilement accessible d'où on peut profiter d'un vaste panorama sur la ville et le massif des Vosges ;
- le fort des Barres (Hatry) ;
- le fort des Basses-Perches ;
- le fort des Hautes-Perches.

Le fort du Salbert est une fortification de type Séré de Rivières datant du XIXe siècle. La visite en est dangereuse du fait des trous et des puits non sécurisés. Il a été intégré au milieu du XXe siècle au sein de l'ouvrage "G" de la D.A.T. dont la partie souterraine est aussi dangereuse.

#### Monuments de la vieille ville
Le quartier le plus ancien de la ville s'est développé au pied de la Citadelle. L'architecture est un héritage de l'Alsace avec des maisons à colombage aux couleurs vives et gaies. Sur la Place d'Armes se trouvent la Cathédrale Saint-Christophe et l'Hôtel de Ville. La Cathédrale, en grès des Vosges, a été construite en 1727 pour remplacer l'ancienne collégiale de Saint-Denis devenue trop exiguë. L'hôtel de ville résulte d'un achat fait en 1785 auprès du notable François-Bernardin Noblat, et Jean-Baptiste Kléber fut chargé de sa transformation. La Salle d'Honneur, abritant les Cinq tableaux retraçant l'Histoire de Belfort, fut aménagée en 1810. Le monument des Trois Sièges (1813, 1815 et 1870), place de la République, est une œuvre posthume de Bartholdi érigée le 15 août 1913 en hommage aux trois défenseurs de Belfort : Jean Legrand, Claude Jacques Lecourbe et Pierre Philippe Denfert-Rochereau. Le monument est surmonté d'un groupe de quatre personnages symbolisant la France (avec le coq national) soutenant la ville de Belfort (épée à la main), un jeune combattant et une petite Alsacienne. La statue Quand-Même d'Antonin Mercié, située place d'Armes, représente également une Alsacienne en costume traditionnel soutenant un soldat d'une main et tenant, de l'autre, un fusil en direction de l'est. Le Musée des Beaux-Arts occupe la Tour 41 et les expositions temporaires des Musées de Belfort, la Tour 46.

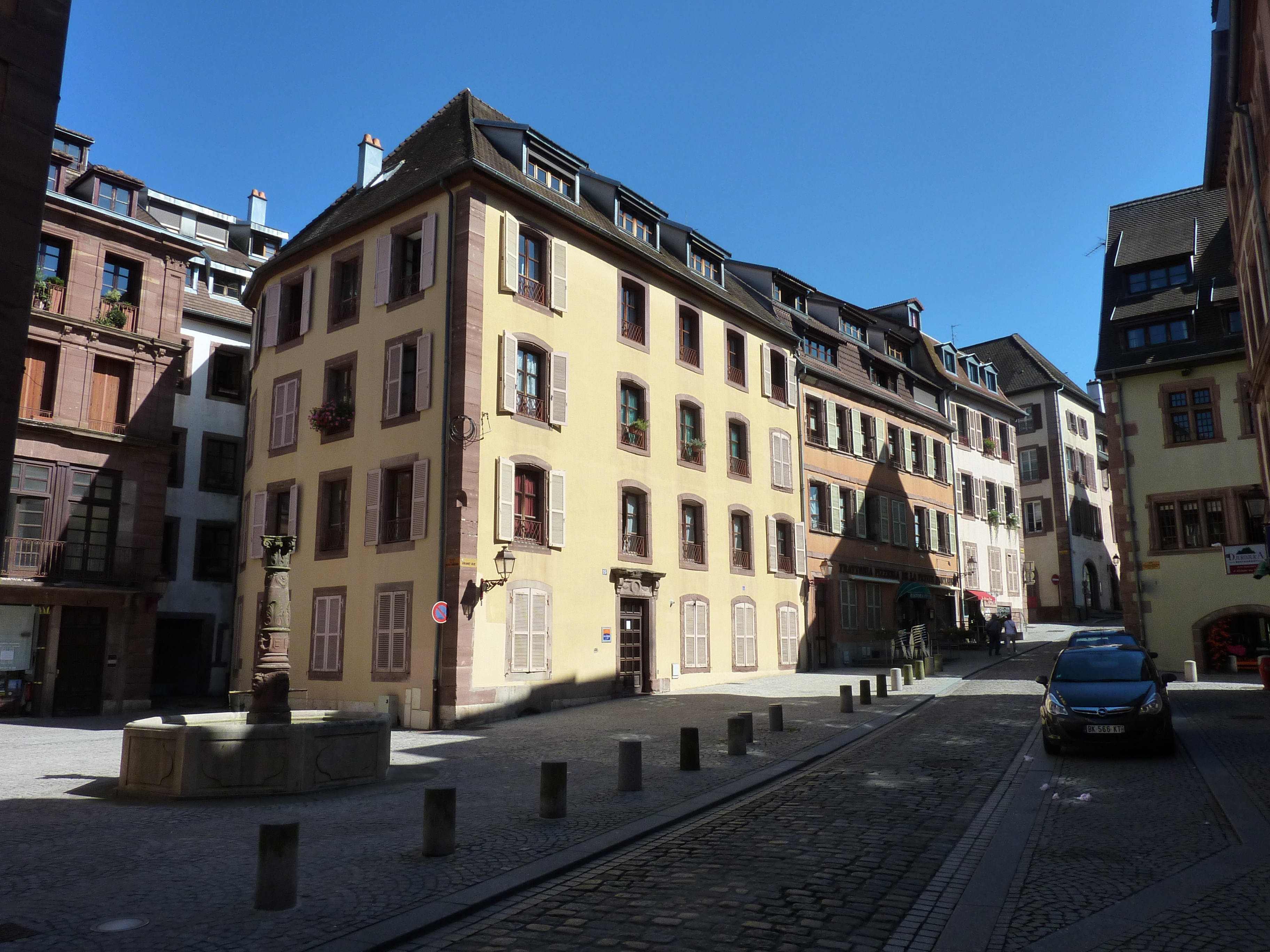
Vue de la Grande Rue de Belfort.
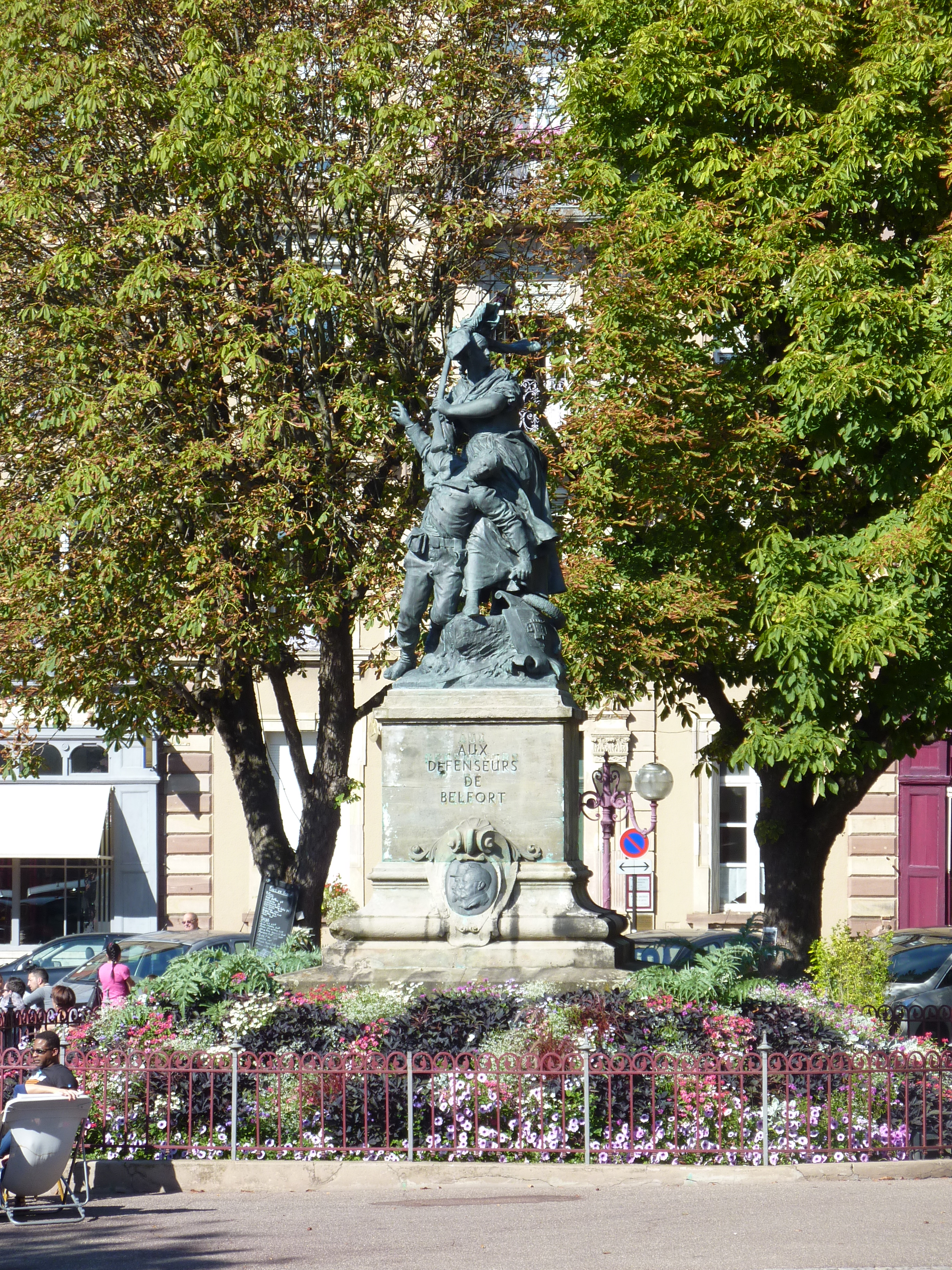
La statue Quand-Même située place d'Armes.
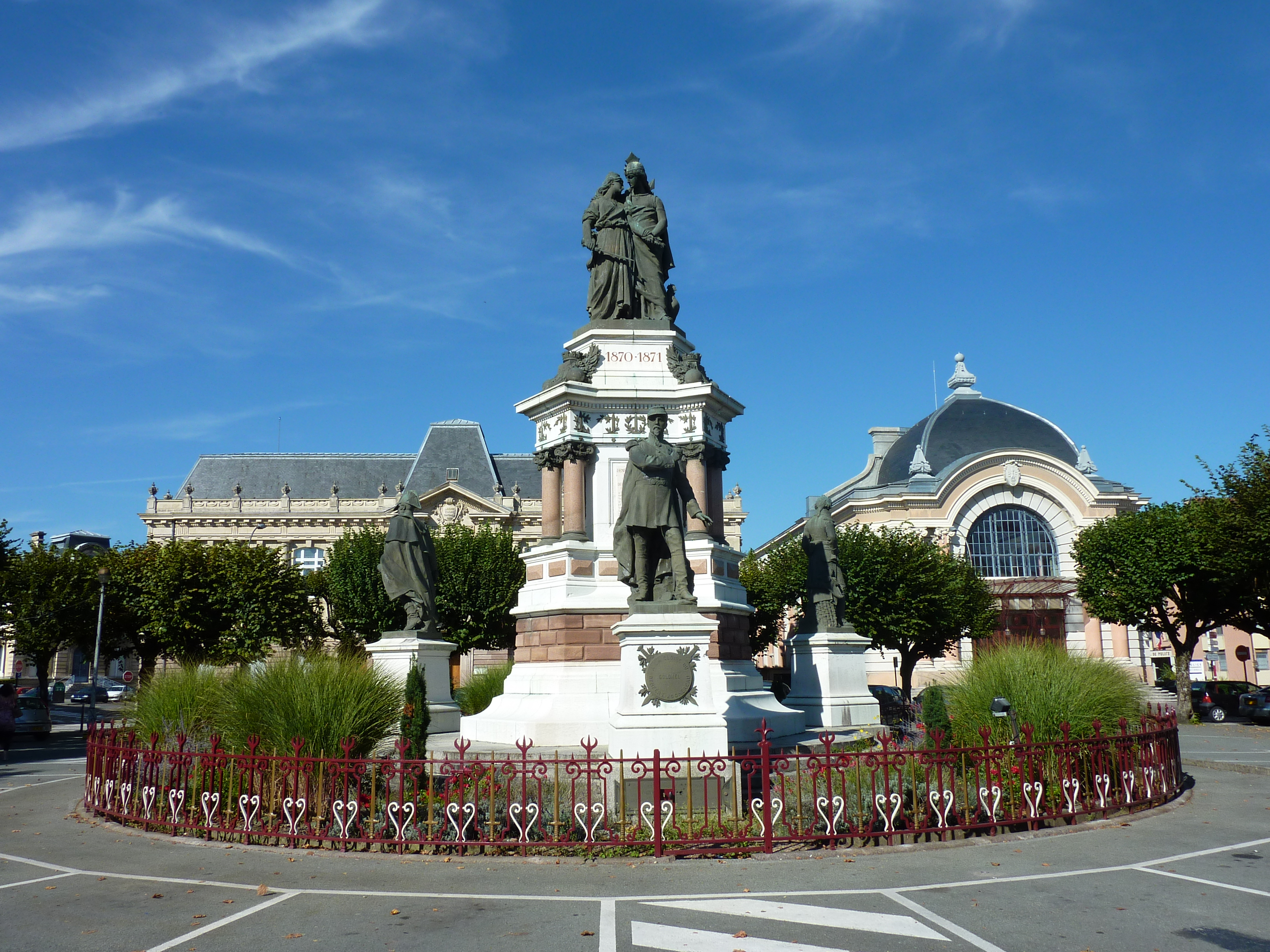
Monument des Trois Sièges, le colonel Denfert-Rochereau.
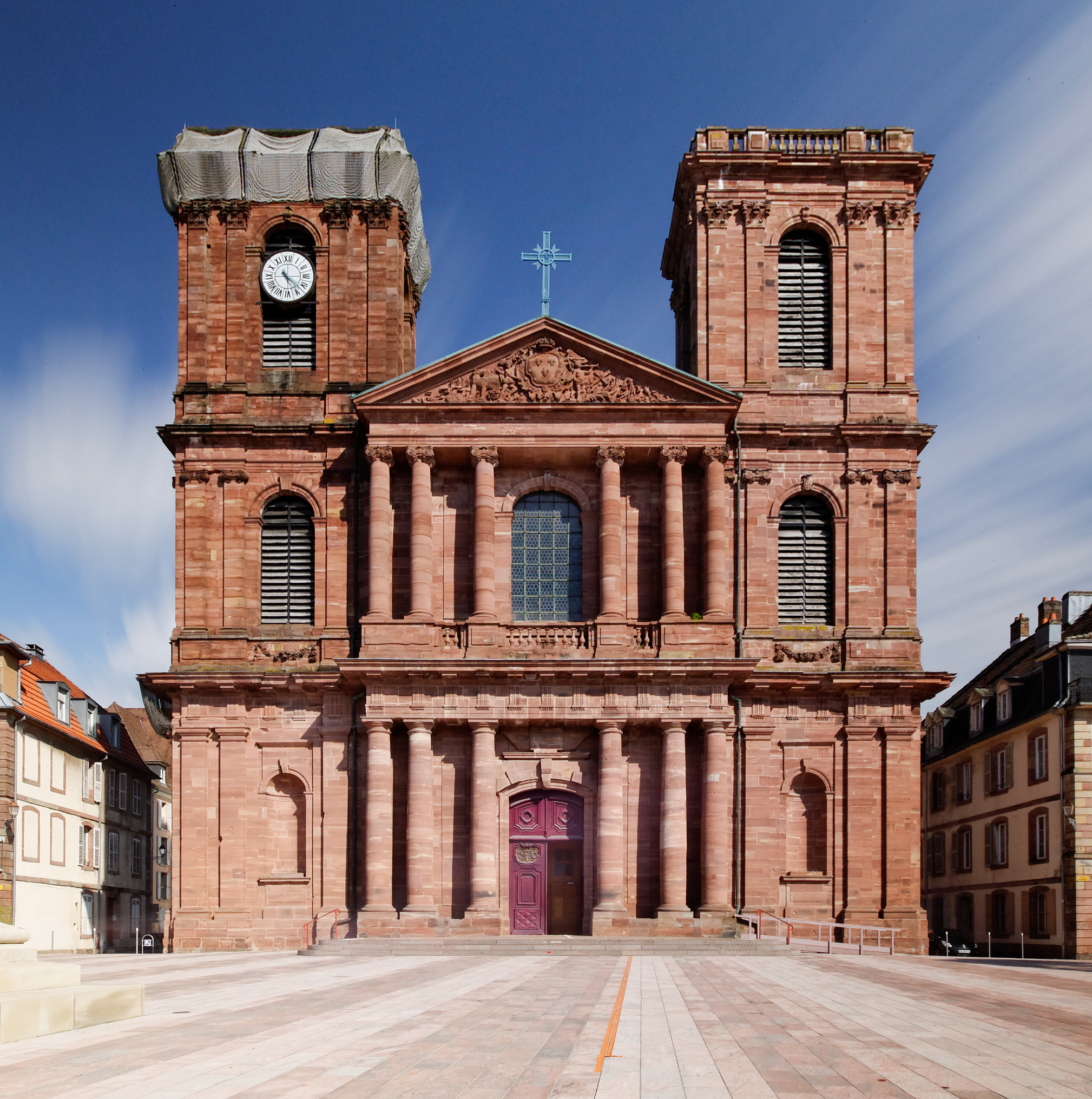
Cathédrale Saint-Christophe.
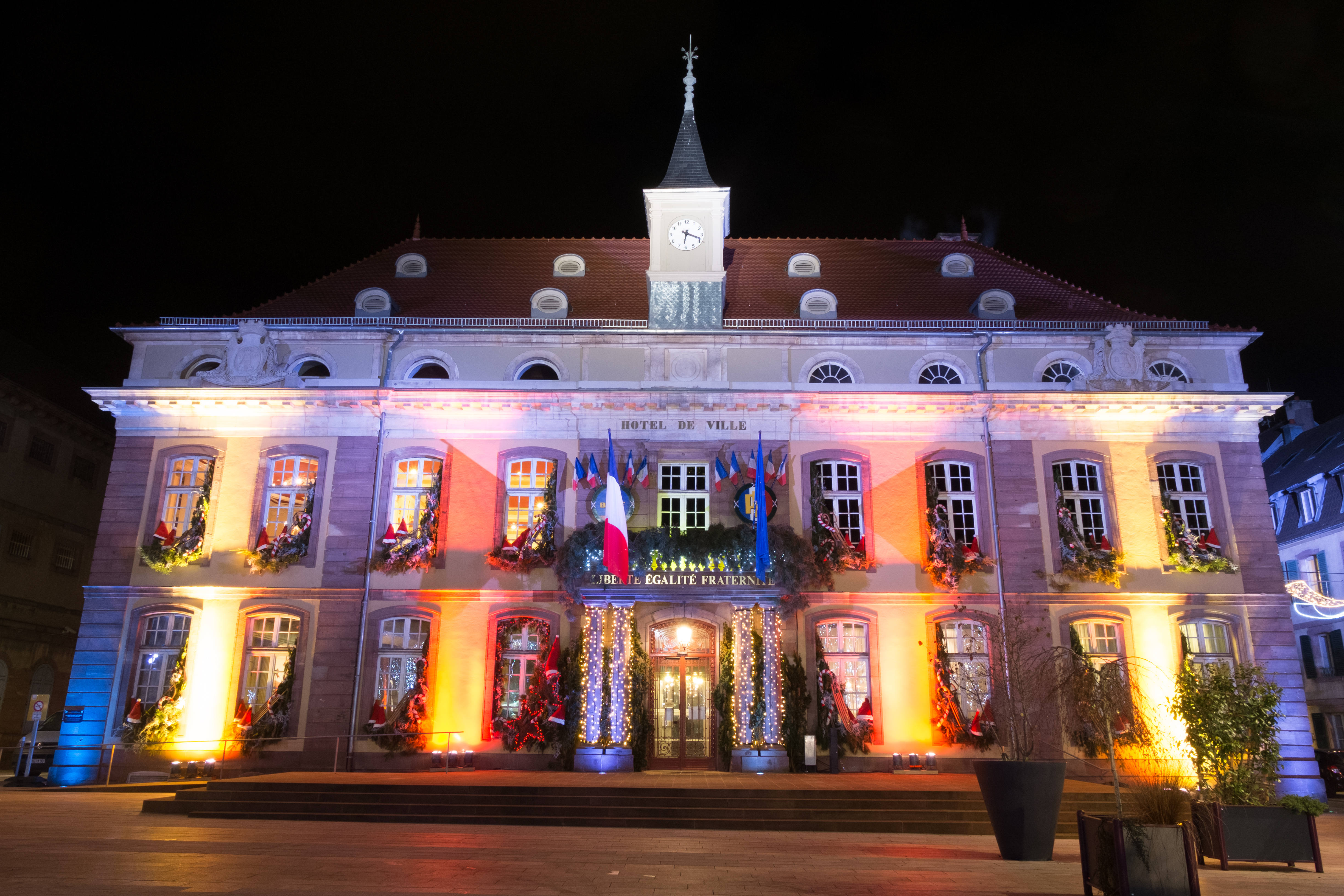
L'hôtel de ville de Belfort sous les illuminations de décembre.
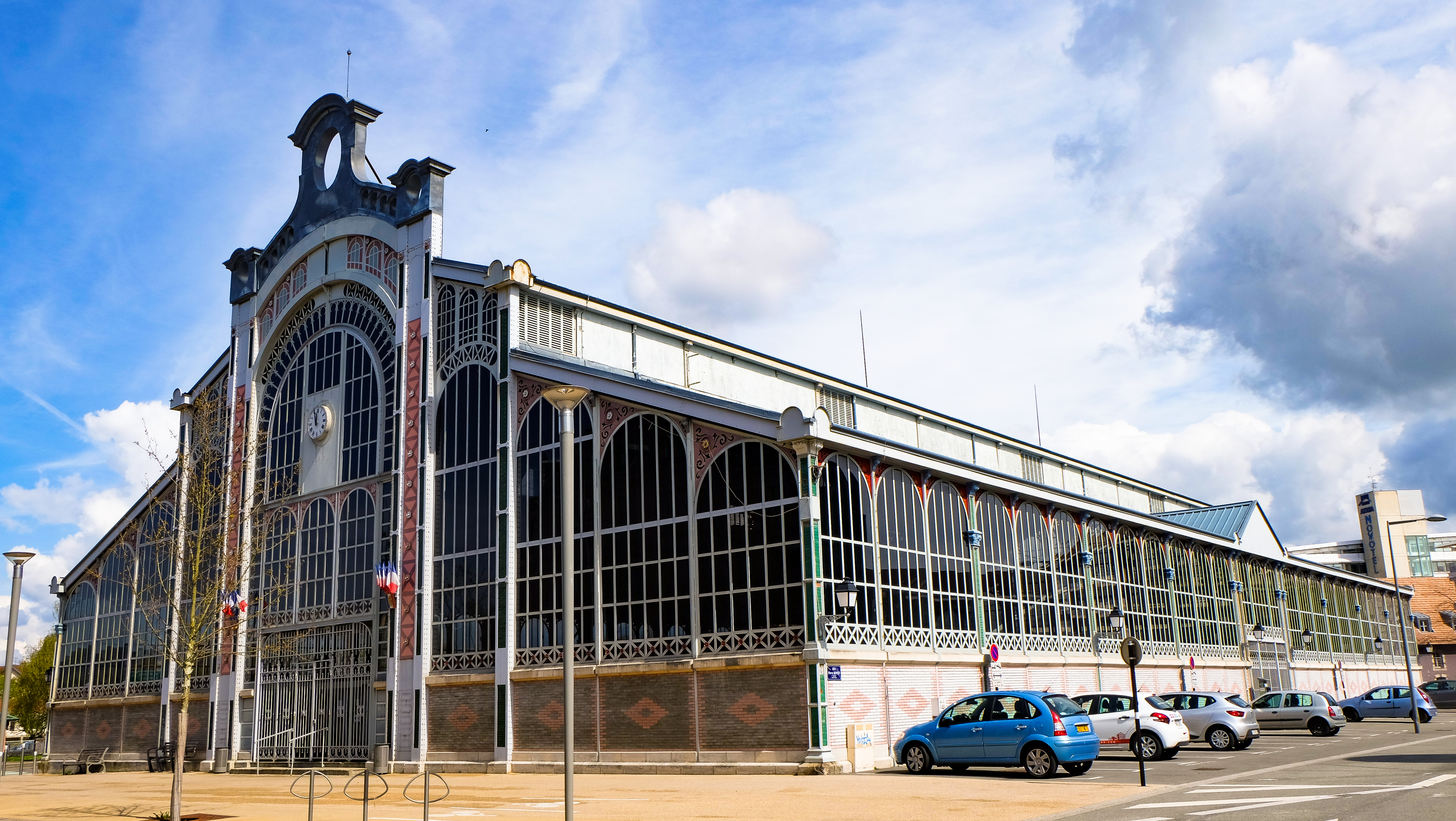
La Halle Fréry en vieille ville.
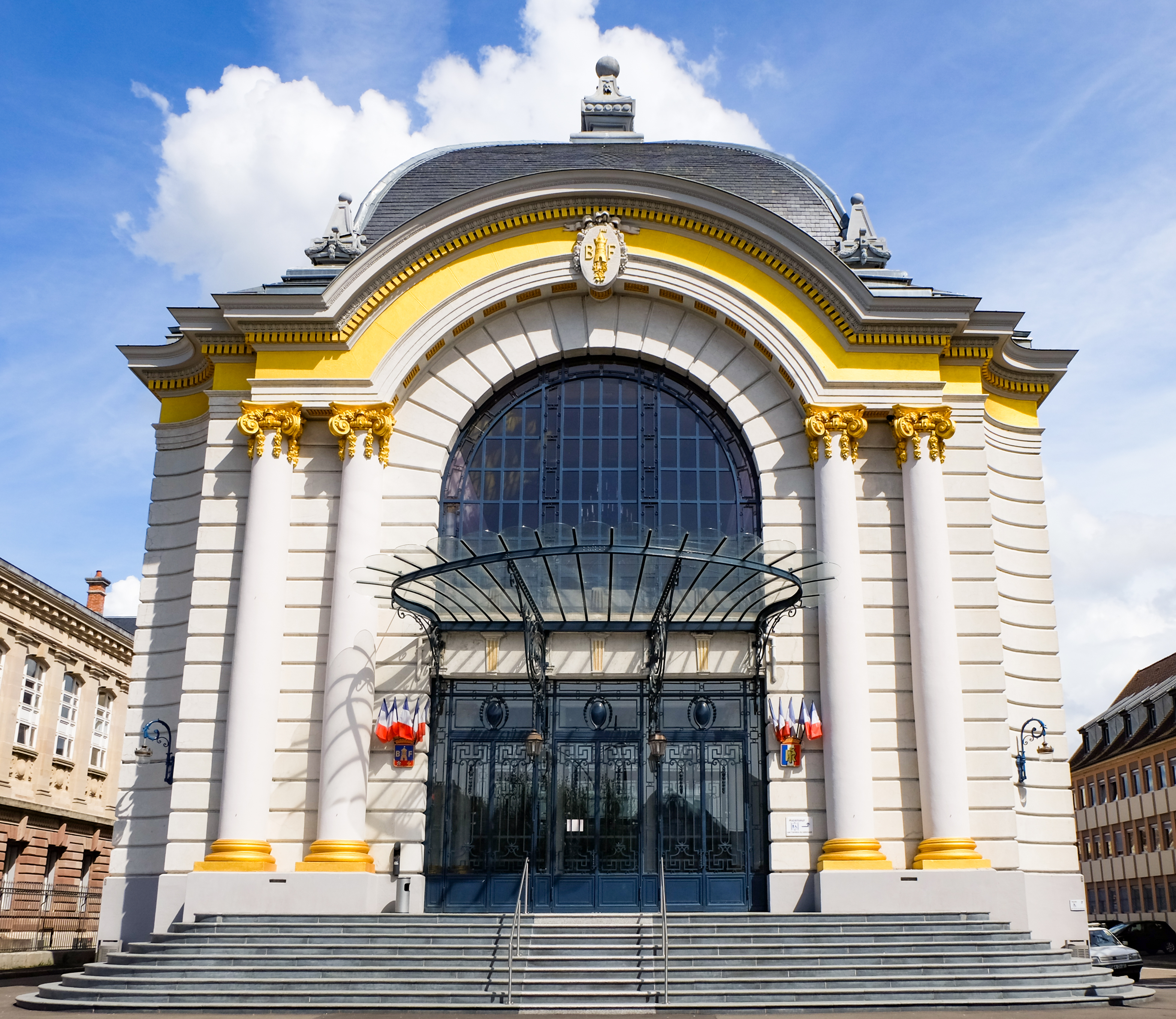
La salle des fêtes, place de la République.
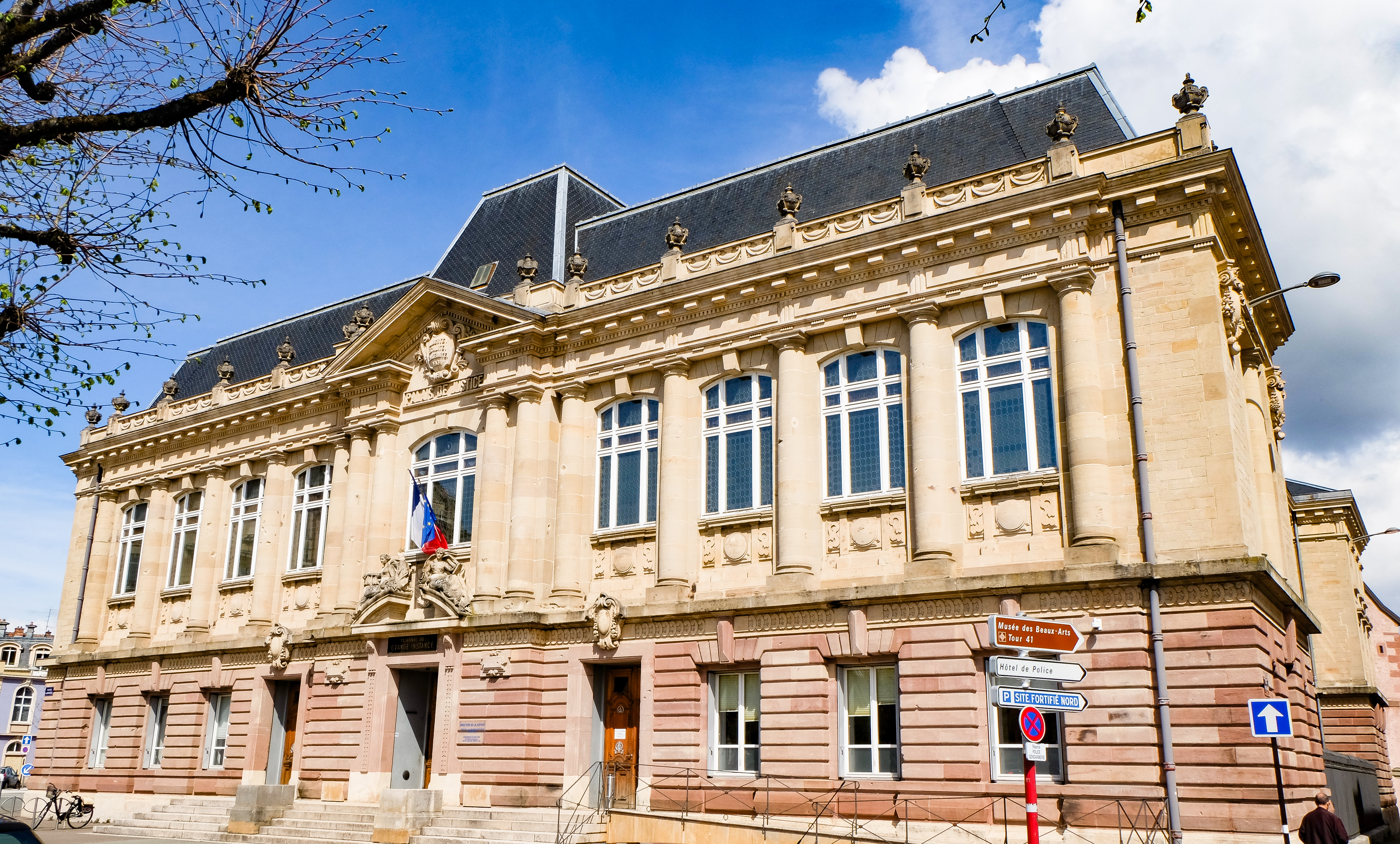
Le tribunal judiciaire, place de la République.
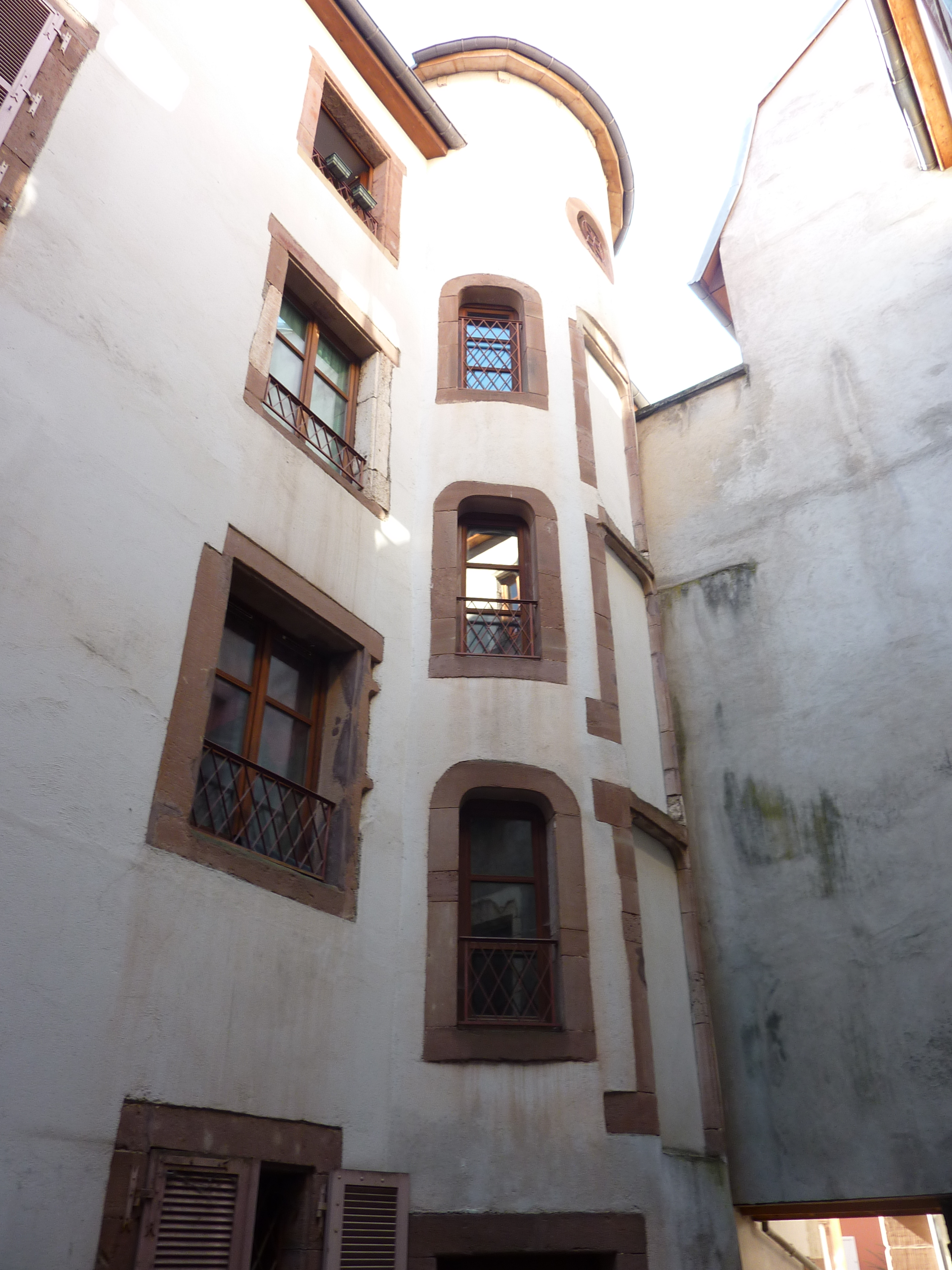
Une cour intérieure de la Vieille-Ville.

#### Église Saint-Joseph

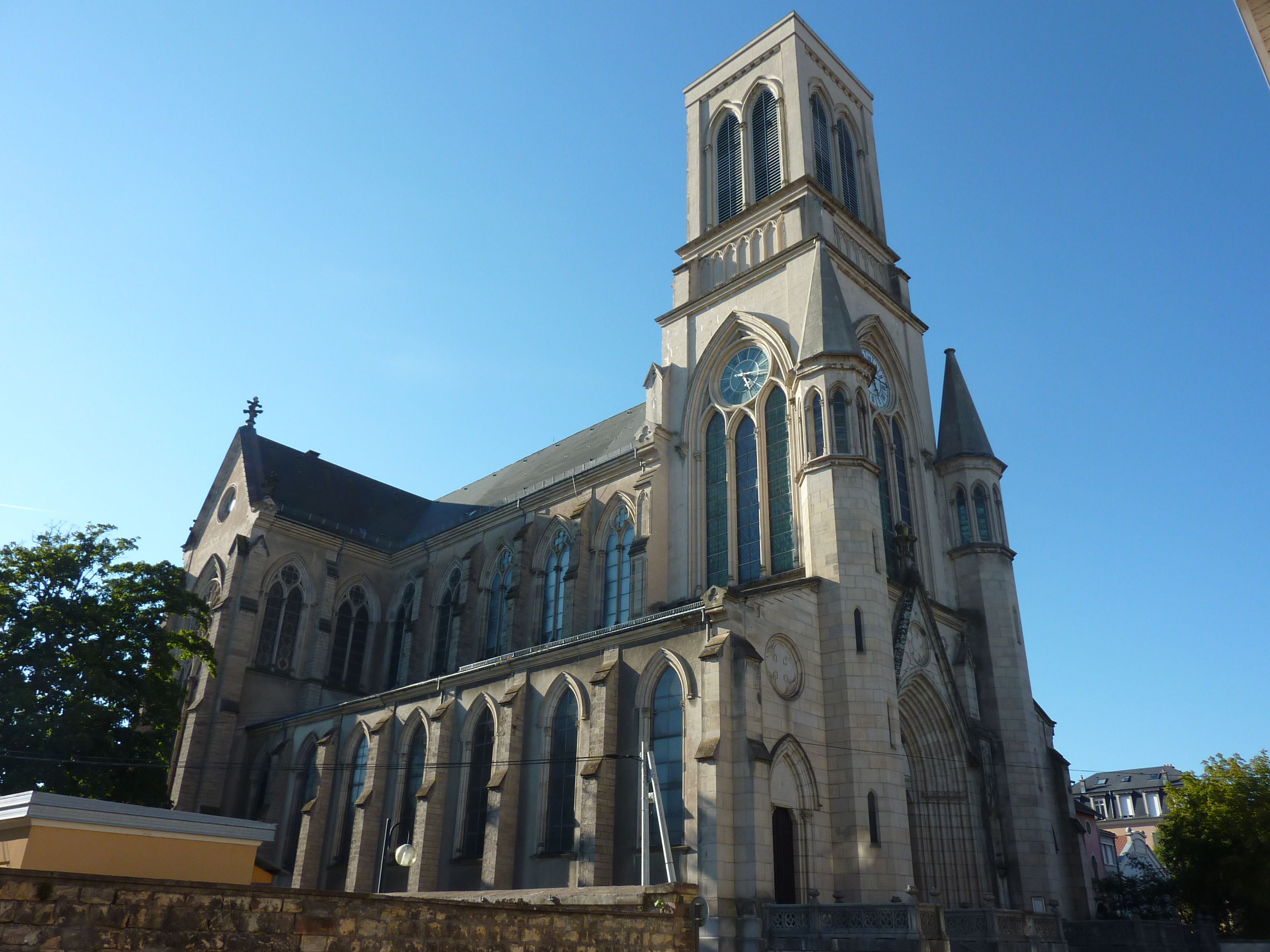
Église Saint-Joseph.

L'église Saint Joseph est de style néogothique en grès des carrières de Clairegoutte près de Lure. Située dans le quartier Jean Jaurès, elle fut bâtie entre 1893 et 1925 par les Alsaciens installés après la défaite française de 1870 et le rattachement de l'Alsace dans l'Empire allemand. Elle est aujourd'hui la plus grande église du Territoire de Belfort, pouvant accueillir 3 000 personnes.

#### Divers
- Cimetière israélite de Belfort

### Équipements culturels
Belfort propose une offre culturelle variée et diversifiée à travers musées, écoles, institutions et associations.

#### Musées

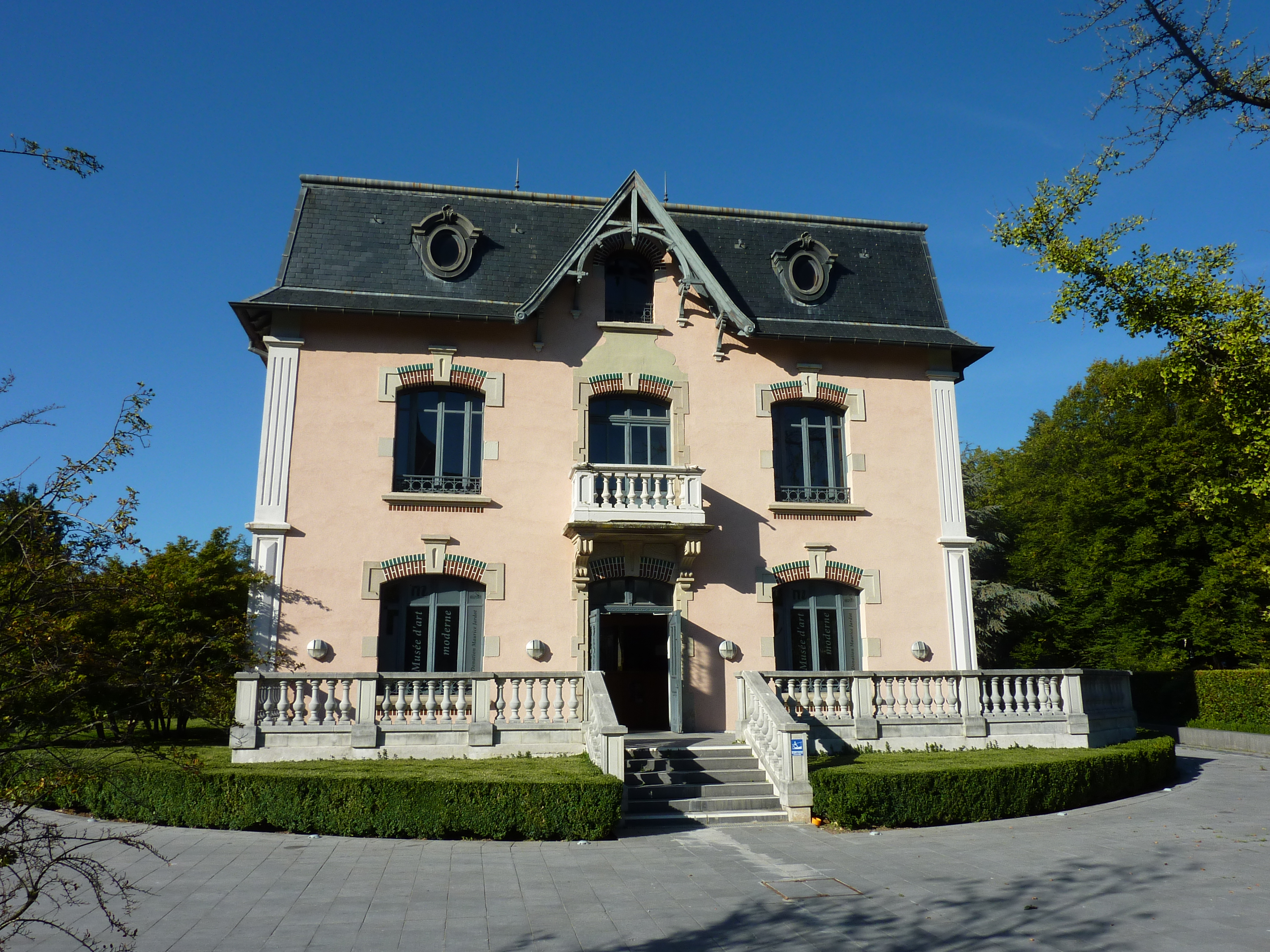
Musée d'Art moderne, donation Maurice Jardot.

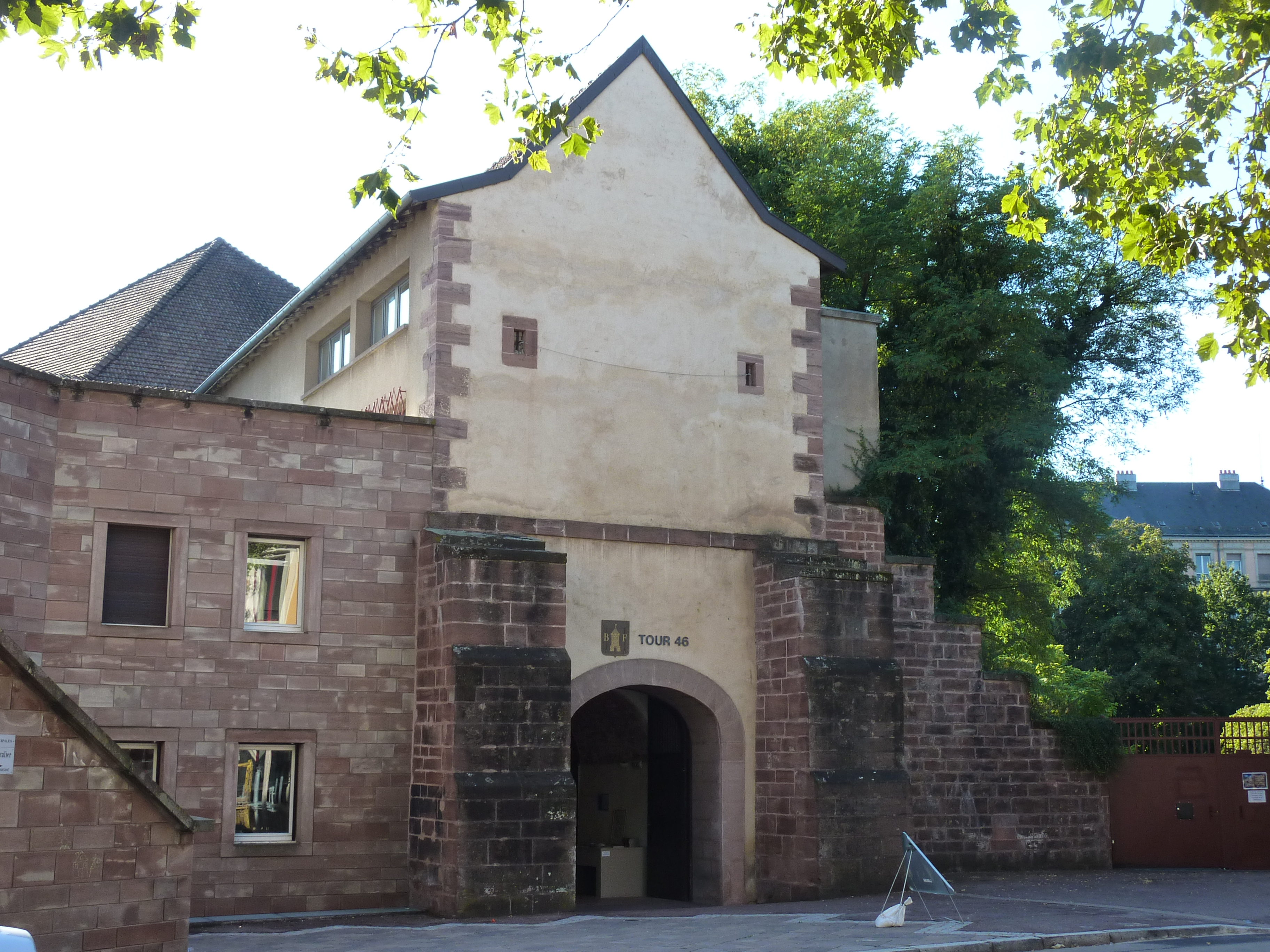
Entrée de la Tour 46, salle des expositions temporaires des Musées de Belfort.

Belfort compte trois musées et d'importantes collections par rapport à sa taille. Les trois musées détiennent le label « musée de France ». Le musée d'Art moderne regroupe 112 œuvres héritées de la donation de Maurice Jardot à la ville en 1997. Les œuvres présentées sont de Pablo Picasso, Fernand Léger, Georges Braque ou encore de Le Corbusier. La Citadelle accueille le musée d'Histoire et d'Archéologie dont l'espace Bartholdi. Plus ancien musée de Belfort créé en 1872, il s'organise autour d'un fonds archéologique de la vie quotidienne locale du Néolithique (les grottes de Cravanche) à la période romaine, avec des poteries d'Offemont et les mosaïques de la Villa de Bavilliers et aux migrations germaniques (la nécropole burgonde de Bourogne). De larges collections militaires sont également exposées, comportant notamment des armes et uniformes issus des trois conflits franco-allemands. Depuis 2011, l'espace Bartholdi rend hommage au célèbre sculpteur. Le musée des Beaux-Arts regroupe 150 œuvres à la Tour 41 autour des thèmes de l'allégorie, la peinture religieuse, la nature, les portraits et au sculpteur et peintre contemporain Camille Lefèvre. Les collections datent du haut Moyen Âge à nos jours. La Tour 46 accueille les expositions temporaires.

#### Théâtres

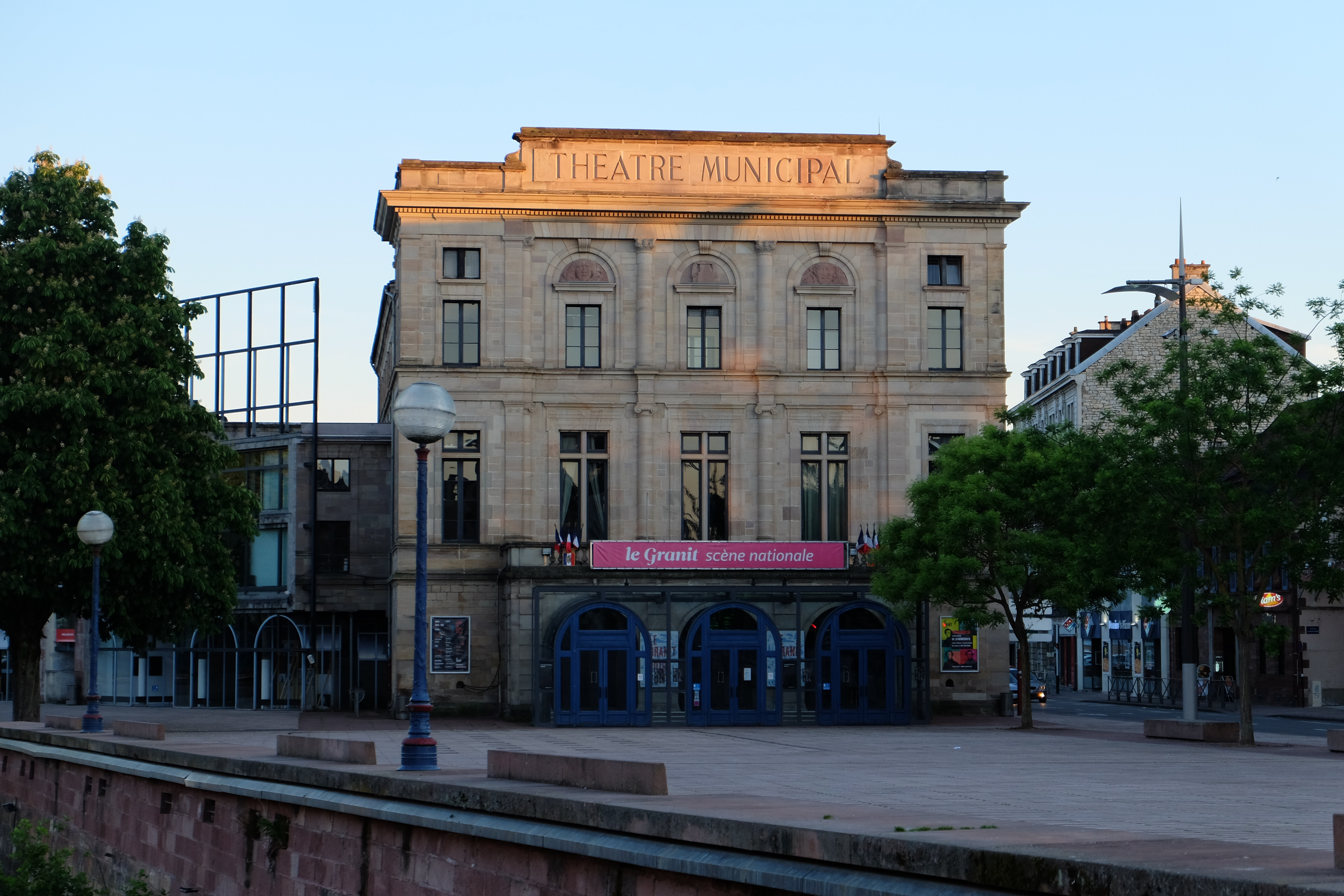
Façade principale du Théâtre municipal de Belfort.

Le théâtre Le Granit, scène nationale de Belfort, est un théâtre public qui propose 45 spectacles par saison en théâtre, musique, cirque et jeune public. Une salle y est réservée pour la création et les répétitions des groupes de théâtre accueillis par l'association La Coopérative orientée vers le théâtre contemporain. L'Espace Louis Jouvet, au centre-ville, accueille trois troupes : le Théâtre du Pilier, la Compagnie Cafarnaüm et la Compagnie François Jacob et également les associations estudiantines Comet. Tréteaux 90 est une compagnie théâtrale réunissant une soixantaine d'amateurs. Le Théâtre de marionnettes, fondé en 1981 par le biais de la Compagnie Une Poignée d'Images, promeut l'art de la marionnette sous toutes ses formes. Lieu de référence en France et en Europe, le Théâtre de marionnettes sera rénové à partir de mars 2012.

#### Danse, musique, arts plastiques
Le Centre chorégraphique national de Franche-Comté se situe à Belfort. Comme tous les CCN, il est un lieu de création, de production, de formation et de diffusion en danse contemporaine. L'Orchestre d'harmonie de la ville de Belfort est né de la fusion en 2000 de deux anciennes troupes : la Lyre Belfortaine et l'Harmonie Alsthom. Soixante-quinze musiciens composent l'orchestre qui se produit dans toute la région, voire à l'étranger. Le Conservatoire de musique et danse est un réseau de huit sites répartis sur tout le département. Il propose des formations diplômantes ou non en musique et danse, il compte 1 400 élèves et 90 enseignants. L'École d'art Gérard Jacot a pris ses quartiers dans un ancien bâtiment militaire rénové. Les arts plastiques y sont enseignés à tous. Le Pôle de musiques actuelles est une association proposant régulièrement une programmation de musique clubbing, électro et rock dans la salle de la Poudrière, d'une capacité de 235 personnes. Le RockHatry, situé au Fort Hatry, est un lieu de ressources de musiques actuelles et de répétition pour le Pôle de musiques actuelles.

#### Bibliothèques
La ville de Belfort abrite plusieurs bibliothèques. Le réseau de bibliothèques municipales de Belfort se divise en trois sites. La bibliothèque Léon Deubel,, principale bibliothèque du réseau, est située en centre ville. Deux bibliothèques annexes de quartier complètent ce réseau, la bibliothèque des Glacis du Château et la bibliothèque de la Clé des Champs.
Le fonds primitif de la bibliothèque contient une partie des livres des couvents des Capucins de Belfort, de Neuf-Brisach, de Thann et du collège jésuite de Lucerne. La bibliothèque met à disposition de ses usagers plus de 250 000 documents et organise des expositions, des conférences, des lectures, des spectacles, des projections de films, des concerts et des rencontres avec des auteurs, illustrateurs ou réalisateurs.
La bibliothèque universitaire Lucien Febvre propose 20 000 ouvrages à la disposition des étudiants du Nord Franche-Comté.

#### Salles de cinéma
Le Cinéma des Quais (cinéma du groupe belge kinepolis anciennement un cinéma pathé ) est un multiplexe regroupant l'ensemble des anciens cinémas de la ville. Ouvert en novembre 2002, il compte quatorze salles et trois mille trente places. L'offre cinématographique usuelle est complétée par l'association Cinéma d'Aujourd'hui proposant des films d'art et d'essai, une tournée dans huit sites du Territoire de Belfort ainsi que des séances en plein air.
Historiquement, Belfort a connu six autres cinémas : le Rex, 35 faubourg de France (de 1908 à 1986 : à l'origine une brasserie, La Grande Taverne, équipée d'un projecteur, transformée en cinéma de 1 000 places en 1952), le Kursaal, à l'angle du 63 avenue Jean-Jaurès et du 4 rue Guillaume-Tell (de 1912 à 2002), La Caravelle, 81 avenue Jean-Jaurès (de l'entre-deux-guerres à 1987 : à l'origine Le Foyer, puis Le Vox jusqu'en 1975, doté de 500 places), l'ABC, 72 faubourg de France (jusqu'en 1985, avec une salle d'environ 500 places), L’Eldorado, 141 avenue Jean-Jaurès, et Les Alphas (1976-2002, dans le centre commercial des 4 As, remplacé par le théâtre Louis-Jouvet),.

#### Salles de spectacles et concerts
En centre ville, la Maison du Peuple est une salle de spectacle d'environ neuf-cents places. Cette offre est complétée à l'échelle de l'aire urbaine Belfort-Montbéliard-Héricourt-Delle par le parc des expositions de Belfort-Andelnans et la salle multimodale de l'Axone à Montbéliard. D'une capacité de six-mille places, elle est affectée aux concerts, spectacles et manifestations sportives.

### Gastronomie
Il n'existe pas à proprement parler de gastronomie traditionnelle belfortaine, mais, la ville faisant partie de la Franche-Comté et historiquement de l'Alsace, les restaurants et commerces proposent les spécialités culinaires des deux régions. La friture de carpe peut être considérée comme une tradition, favorisée par le très grand nombre d'étangs des environs, mais ce n'est pas une exclusivité locale puisqu'elle est également importante dans le Sundgau. Les raves râpées, salées et fermentées, utilisées de la même façon que la choucroute, font aussi partie des habitudes locales.
Récemment, bien que n'étant pas des recettes traditionnelles, des spécialités ont été proposées par des artisans belfortains. Le brimbul est un apéritif à base de myrtilles. Cette baie, appelée brimbelle dans la région, est à l'origine du nom. L'épaule du Ballon est une épaule d'agneau entièrement désossée et délicatement farcie aux myrtilles. Le belflore est un gâteau contenant des framboises, des amandes et des noisettes. Les facettes sont des chocolats à l'effigie des différents symboles de la ville. La patte du Lion est un pain cuit en forme de patte de lion. La langue du Lion est une saucisse fumée ou une terrine de langues de veau et légumes.
D'autre part, Belfort se trouve à mi-chemin des deux zones d'Appellation d'Origine Contrôlée pour le munster (qui concerne quelques communes du nord du département du Territoire de Belfort) et le comté, dans le département voisin du Doubs. La ville a longtemps abrité une laiterie, au bord de l'étang des Forges, qui produisait notamment de la cancoillotte.
Enfin, un essai de culture de la vigne a lieu depuis quelques années sur le coteau de la Miotte, pour tenter de renouer avec la vieille tradition de production de vin qui existait autrefois presque partout en France, ne serait-ce que pour le vin de messe. Ce minuscule vignoble produit un vin blanc que l'on peut rapprocher de ceux du Jura.

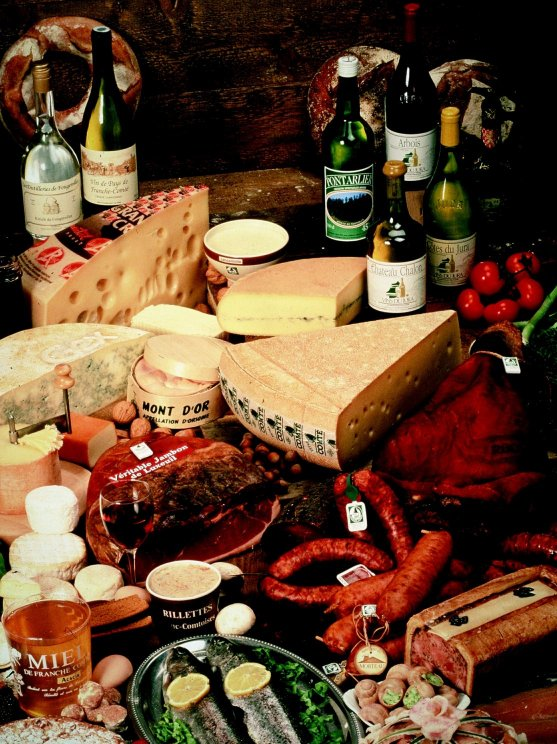
Spécialités franc-comtoises.
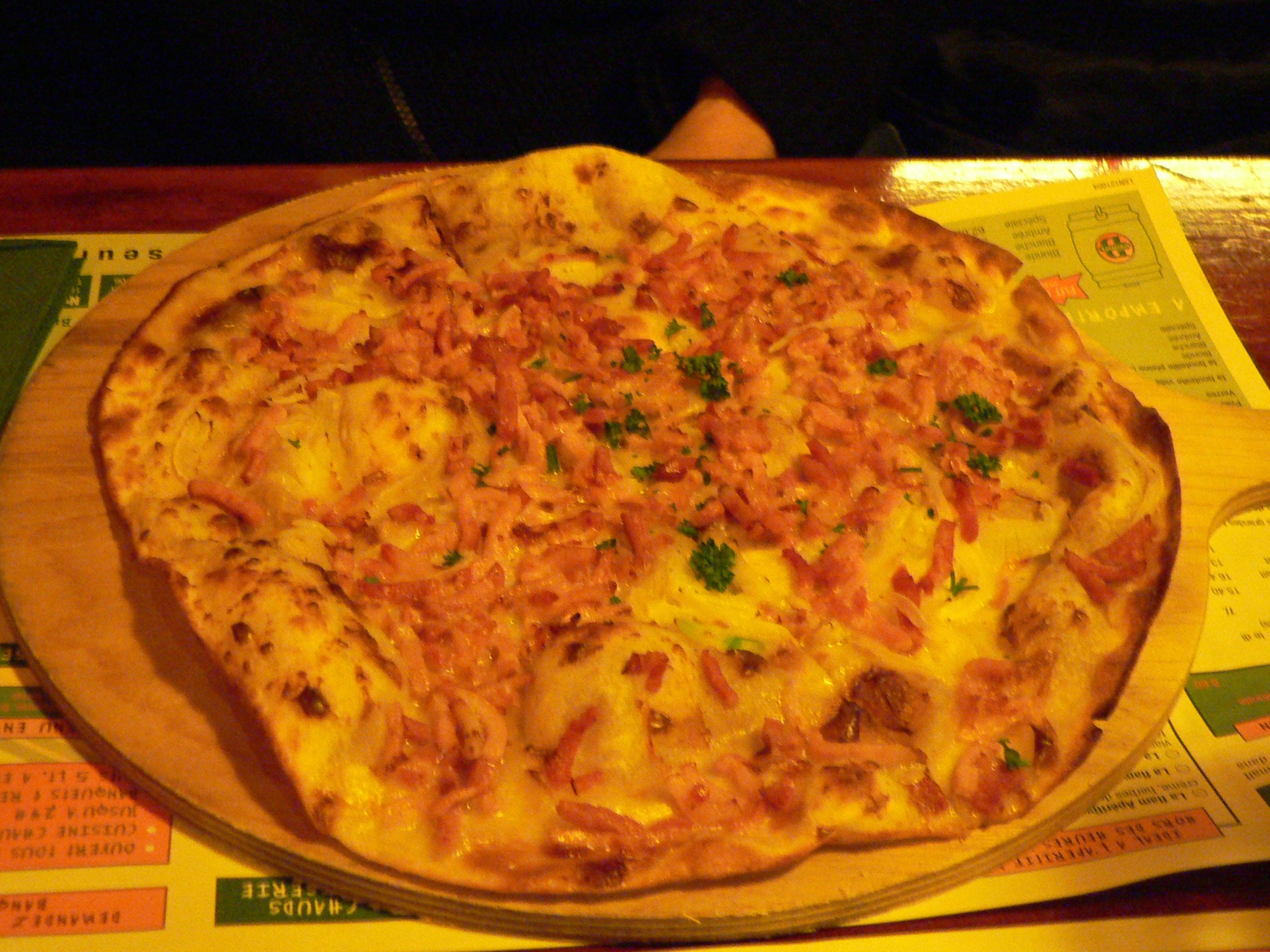
La tarte flambée alsacienne.
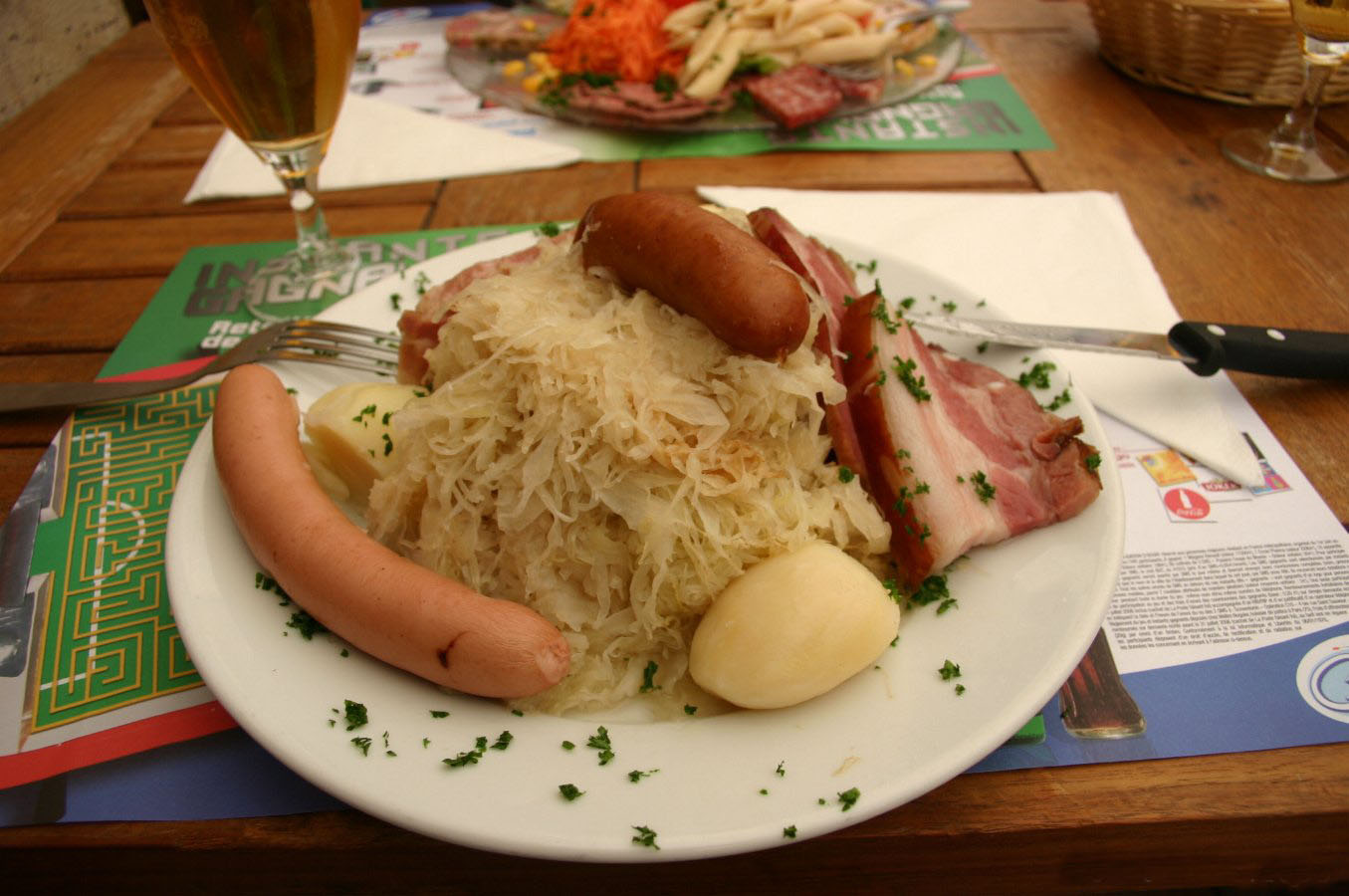
La choucroute alsacienne.

### Filmographie
Long métrage
- Nettoyage à sec, film dramatique, de Anne-Fontaine, avec Charles Berling et Miou-Miou, 1997

Court métrage
- Belfort - Les cités Alstom, court métrage, de Dimitri Semenic, 2019[193]

Documentaires
- Tahar l'étudiant, documentaire, de Cyril Mennegun, avec Tahar Rahim, 2005
- Les Journaux intimes de la Libération, documentaire, de Georges Nivoix, Thierry Millotte et Rémy Massé, 2005[194]
- La vie Alstom, documentaire, de Séverin Blanchet et Luc Reder, 2009[195]
- Quel travail !, documentaire, de Cyril Mennegun, 2010[196]
- Plan social ! et après ?, documentaire, de Laurent Lutaud, 2010[197]
- Il était une voie, documentaire, de Laurent Ducrozet et Jean-Marie Baverell 2010[198]

### Héraldique
| Armes de Belfort | Les armes de Belfort se blasonnent ainsi : « d'azur à la tour crénelée et couverte d'or, ajourée et ouverte du champ, maçonnée de sable et girouettée d'argent, accostée des lettres B à dextre et F à senestre capitales aussi d'or, à la champagne cousue de gueules chargée de la croix de la Légion d'honneur. » |

## Pour approfondir

#### Ouvrages
- Yvette Baradel, Histoire de Belfort, Horvath, 1985, 399 p. (ISBN 978-2-717-10369-4, présentation en ligne)
- Henri Bardy, « Notice historique sur la ville de Belfort », Revue d'Alsace, t. 10,‎ 1859, p. 5-16, 97-110, 158-167 (lire en ligne sur Gallica)
- Henri Bardy, « L'urbaire de Belfort en 1472 », Revue d'Alsace, t. 11,‎ 1860, p. 154-169 (lire en ligne sur Gallica)
- Georges Bischoff et Yves Pagnot, Belfort 1307-2007 : Sept siècles de courage et de liberté, Strasbourg, Coprur, 2007, 304 p. (ISBN 978-2-842-08169-0 et 2-84208-169-2, présentation en ligne)
- Capitaine Louis Blaison, La couverture d'une place forte en 1815 : Belfort et le corps du Jura, Paris, Henri Charles-Lavauzelle éditeur, 1911, 326 p. (lire en ligne sur Gallica), 2 cartes
- Capitaine Louis Blaison, Le premier siège de Belfort et le commandant Legrand : un défenseur alsacien en 1814, Paris, Librairie Chapelot, 1912, 202 p. (lire en ligne sur Gallica) avec cartes
- Capitaine Louis Blaison, Une ville de garnison sous la Restauration. Le complot militaire de Belfort - 1822, Paris/Nancy, Berger-Levrault éditeurs, 1914
- A. Corret, Histoire pittoresque et anecdotique de Belfort et de ses environs, J.-B. Clerc, 1855, 324 p. (ISBN 978-2-878-02305-3, présentation en ligne, lire en ligne).
- A. Larger, Belfort autrefois : 1871-1914, Horvath, coll. « Vie quotidienne autrefois » (no 51), 1987, 167 p. (ISBN 978-2-717-10499-8, présentation en ligne).
- Joseph Liblin, Belfort et son territoire : recherches historiques, La Tour Gile, 2000, 2e éd. (1re éd. 1877), 296 p. (ISBN 978-2-878-02385-5, présentation en ligne).
- Marie Linden, Natacha Mattenet, Emmanuel Thomas et Ermelinda Califano, Le Patrimoine des communes du Territoire de Belfort, Flohic, coll. « Le Patrimoine des communes de France » (no 90), 1999, 2e éd., 255 p. (ISBN 978-2-842-34037-7, présentation en ligne).
- V.-A. Malte-Brun, Le Territoire de Belfort, éditions du Bastion, 1882 (réimpr. 1982)
- Francis Péroz, Belfort-Montbéliard, Histoire d'un bassin industriel comtois, Saint-Cyr-sur-Loire, Alan Sutton, 2008, 192 p. (ISBN 978-2-849-10765-2)
- Gérard-Antoine Massoni, Histoires de la cavalerie légère : le 5ehussards, de 1783 à 1815, Paris, Archives & Culture, 2007, 444 p. (ISBN 978-2-350-77006-2, présentation en ligne)
- Jean-Louis Romain, Belfort, L'usine et la cité, Besançon, Cêtre, 1993, 168 p. (ISBN 2-878-23035-3, présentation en ligne)
- G. Schouler et P. Fibert, Géographie du Territoire de Belfort, Office central de la coopération à l'école, 1979, 415 p. (présentation en ligne)
- Marie-Antoinette Vacelet, Le territoire de Belfort dans la tourmente, 1939-1944, Cêtre, 1er avril 2005, 2e éd., 303 p. (ISBN 978-2-878-23135-9, présentation en ligne)

#### Articles de presse
- Pierre Falga, « Les villes les plus accessibles aux handicapés », L'Express,‎ 9 février 2011 (lire en ligne)
- Alexandre Bollengier, « Qu’est-ce que tu vas faire à Belfort ? », Le Monde,‎ 21 octobre 2008 (lire en ligne)
- Philippe Viguie Desplaces, « Belfort marque son territoire », Le Figaro,‎ 30 janvier 2008 (lire en ligne)
- Jean-Pierre Tenoux, « Belfort en couleurs après sa rénovation », Le Monde,‎ 13 janvier 2007 (lire en ligne)
- « Les 50 qui font bouger Belfort », L'Express,‎ 11 septembre 2003 (lire en ligne)

#### Revues
- « Les nouvelles ambitions de Belfort », Ville, rail & transports,‎ octobre 2011
- Pascal Matéo, « Le défi de Moscovici », Le Point,‎ 19 avril 2010 (lire en ligne)
- Carole Lefrançois, « Le bel effort de Belfort », Télérama, no 30144,‎ 19 octobre 2007 (lire en ligne)
- Spécial belfort - Vie du rail - no 1870 - 07/06/1970 - 35 p.

#### Guides
- Collectif, Petit Futé Belfort-Montbéliard 2005, Petit Futé, 2005 (ISBN 9782746909489)
- Collectif et Édith Campbell (dir.), La Route des Communes, Territoire de Belfort, C'Prim, coll. « La route des communes » (no 1), 2004 (ISBN 9782915193046, OCLC 470197574)

#### Divers
- Belfort à travers les siècles
- Chiffres clés publiés par l'institut national de la statistique et des études économiques (INSEE). Dossier complet
- Inventaire national du patrimoine naturel de la commune
- Les comptes de la commune de 2000 à 2015